# Cathédrale Sainte-Élisabeth de Košice
Vous lisez un « bon article » labellisé en 2011.
Pour les articles homonymes, voir Église Sainte-Élisabeth et Sainte Élisabeth.

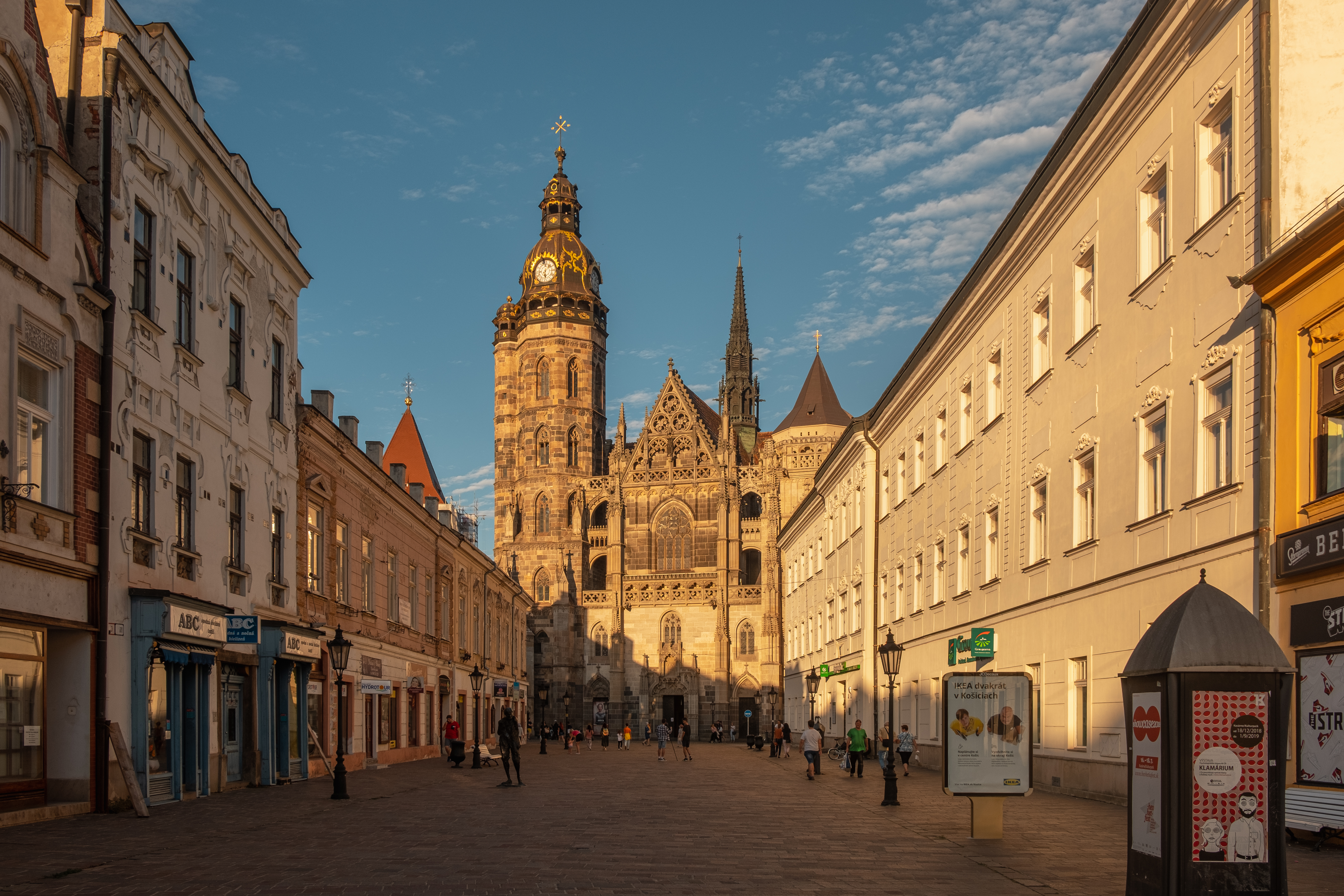
Vue de la cathédrale Sainte-Élisabeth depuis l'ouest.

La cathédrale Sainte-Élisabeth (slovaque : Dóm svätej Alžbety, hongrois : Szent Erzsébet-főszékesegyház, allemand : Dom der Heiligen Elisabeth) est la plus grande église de Slovaquie avec une superficie de 1 200 m2 et une capacité de 5 000 personnes. Située à Košice, c'est en outre la cathédrale gothique de style occidental la plus à l'est d'Europe. Dédiée à sainte Élisabeth de Hongrie, elle se situe au centre de la rue Hlavná, qui s'élargit au niveau de l'église, ce qui lui donne sa forme oblongue caractéristique. C'est l'église principale de l'archidiocèse de Košice et l'église paroissiale de la paroisse Sainte-Élisabeth de Košice. La construction eut une influence certaine sur les édifices des villes des environs comme Prešov, Bardejov, Sabinov, Rožňava mais également sur l'architecture religieuse de certaines églises de Pologne et de Transylvanie (Sibiu, Brașov et Cluj).
La cathédrale gothique de Košice est composée d'un sanctuaire, de cinq parties fermées, de deux tours, d'une sacristie avec étage au nord et de deux chapelles ainsi que d'un vestibule du côté sud.
La disposition intérieure est unique. La nef principale et quatre nefs secondaires croisent en leurs centres le transept qui est de même hauteur et largeur que la nef principale avec laquelle il forme une croix grecque. Cela crée au milieu de la cathédrale un espace central volumineux et de l'extérieur trois frontons d'égales dimensions munis d'un portail richement décoré qui font partie de l'apogée de l'art de la taille de la pierre au Moyen Âge de l'Europe centrale.
Sa construction s'est étalée sur plus de cent ans des environs de l'an 1380 à 1490. Depuis, elle subit plusieurs rénovations dont la plus importante entre 1877 et 1896 magnifia le style gothique originel. Le complexe englobant la cathédrale, la chapelle Saint-Michel et la tour Urban ont été déclarés monument culturel national en 1970.

## Localisation

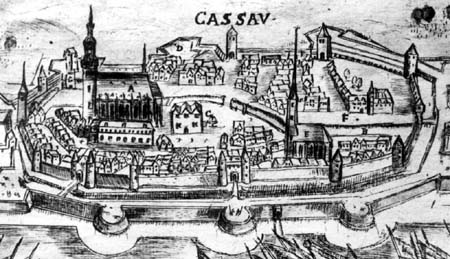
Vue ancienne de Košice avec représentation de la cathédrale.

L'église se situe à l'est de la Slovaquie dans la ville de Košice, dans le quartier de la Vieille Ville (slovaque : Staré mesto). Elle constitue le centre de la cité en se situant au croisement des rues Hlavná, Alžbetiná et Mlynská. La rue Hlavná ou « rue principale » prend une forme oblongue par un élargissement au niveau de l'édifice. Elle est l'édifice le plus oriental du style architectural gothique occidental en Europe. Les seuls édifices de ce style situés plus à l'est sont au Proche-Orient, notamment à Chypre.
La cathédrale est la plus grande église de Slovaquie avec une superficie de 1 200 m2, elle peut accueillir 5 000 personnes (rapport nombre de personnes /superficie peu vraisemblable). Sa longueur extérieure de 60 m, sa largeur de 36 m, la hauteur de la tour nord de 59 m ; la longueur de la nef est de 24 m et les transepts 12 m chacun.

## Historique

### Église précédant l'édifice actuel
La plus vieille église de Košice a sans doute été construite aux alentours du milieu du XIe siècle et fut consacrée à saint Michel. Elle était de style roman et située sur le même site que l'édifice actuel. Elle est citée sur la première mention écrite de la ville comme église paroissiale en 1230. Après l'installation des colons allemands à Košice dans les années 1240, quand sainte Élisabeth devint la patronne de la ville, l'église changea de patron.
La transformation de l'édifice dans un style gothique, à laquelle participa le maître d’œuvre Villard de Honnecourt, dura toute la seconde moitié du XIIIe siècle. L'église conserva cependant un clocher roman ; on lui construisit des voûtes gothiques ainsi que la fermeture du sanctuaire. Un écrit du pape Martin IV de l'an 1283 cite déjà l'église comme consacrée à sainte Élisabeth.
Les fondations de cette église romano-gothique furent retrouvées lors de la grande rénovation des années 1882-1884. Le sanctuaire, orienté vers l'est, mesurait 11,5 × 10,25 m et la nef principale 27,8 × 14 m ; l'ensemble occupait 520 m2. Cette église paroissiale brûla en 1380 mais elle fut réparée et maintenue en fonction jusqu'à la construction de l'édifice actuel. De nos jours sont encore visibles certains objets romans, comme une statue de lion, des fonts baptismaux ou quelques pierres tombales.

### Première étape de la construction de la fin duXIVesiècleà 1420

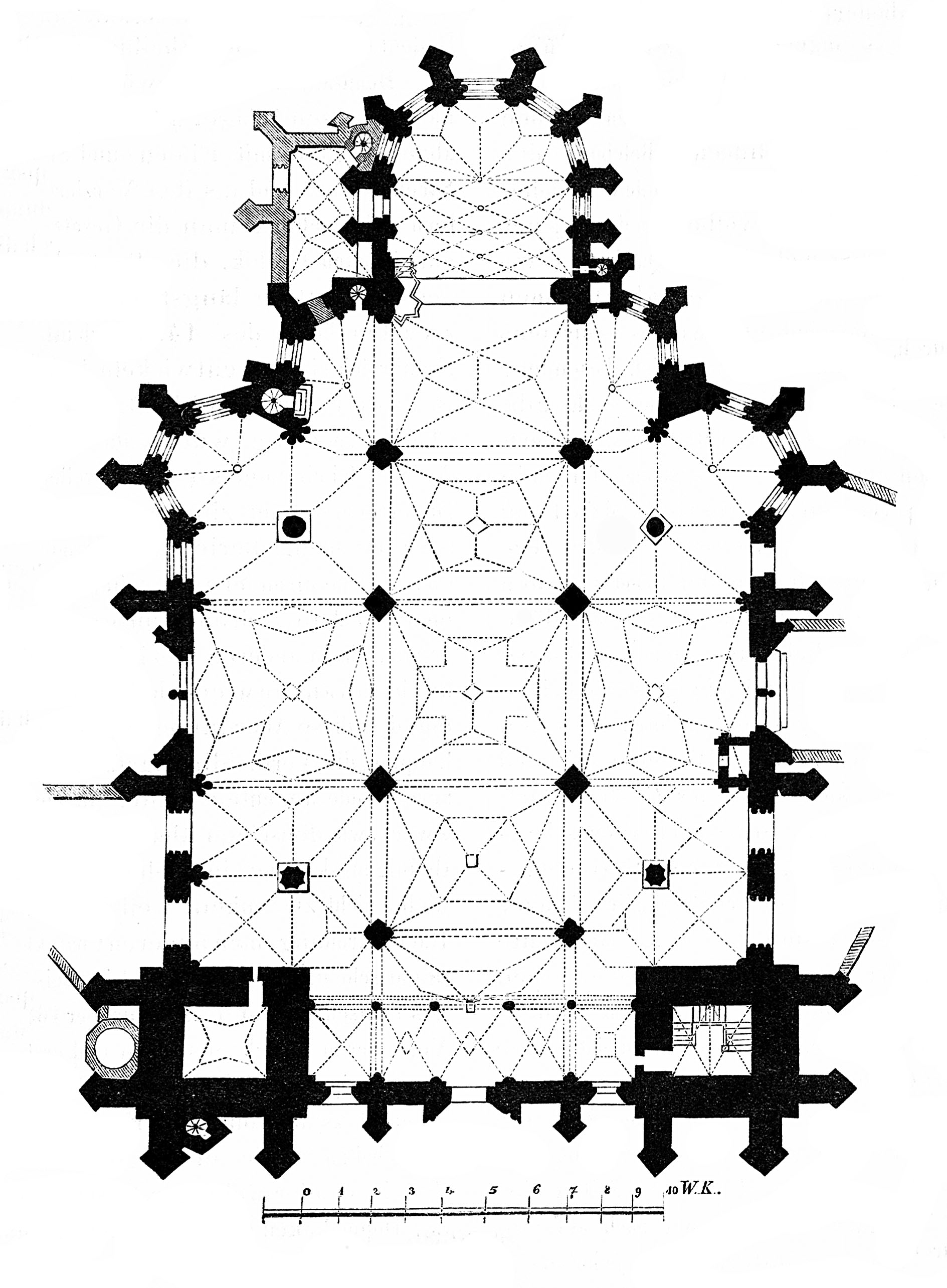
Plan de la cathédrale

L'incendie de l'ancienne église Sainte-Élisabeth aux environs de l'an 1380 fut l'occasion de lancer la construction d'une somptueuse église qui pourrait refléter la prospérité de Košice au Moyen Âge.
Le commerce et l'artisanat vivaient des jours heureux après l'octroi de privilèges à la ville par les monarques d'Anjou et grâce à la conjoncture de l'époque. Les riches bourgeois financèrent la construction d'une cathédrale gothique avec le soutien du monarque Sigismond Ier du Saint-Empire. Celui-ci y consacra la moitié des recettes d'une taxe douanière due par les marchands à leur entrée dans le royaume de Hongrie ; cette taxe fut appelée « la trentaine de Košice ». La construction fut également soutenue par la curie romaine. En 1402, le pape Boniface IX édita une bulle d'indulgence qui effaçait le temps de pénitence des péchés de tous les pèlerins offrant une contribution pour la cathédrale de Košice, au même titre que les visiteurs de la basilique Saint-Marc de Venise ou la Portioncule à Assise.
La première phase de construction dura jusqu'en 1420. Durant cette première étape, l'église fut construite sur le plan d'une basilique à cinq nefs. Le système d'élévation des murs fut construit autour du bâtiment originel de l'ancienne église Sainte-Élisabeth. En premier lieu, on construisit la partie sud des absides des nefs secondaires. Furent construits ensuite le mur sud, le portail sud et les murs ouest, où furent incorporés les deux premiers étages des tours. Sur l'édifice, un atelier avancé pour cette époque travaillait sur des pièces de style gothique silésien, dont les artisans travaillaient également à la construction de l'église des franciscains à la fin du XIVe siècle dans le quart nord de la ville. Il existe une mention écrite de 1411 d'un contremaître répondant au nom de « Nicolas » et d'un « Sigismond » qui était en 1420 au service de l'architecte Pierre de Buda.

### Seconde étape de la construction de 1420 à 1440

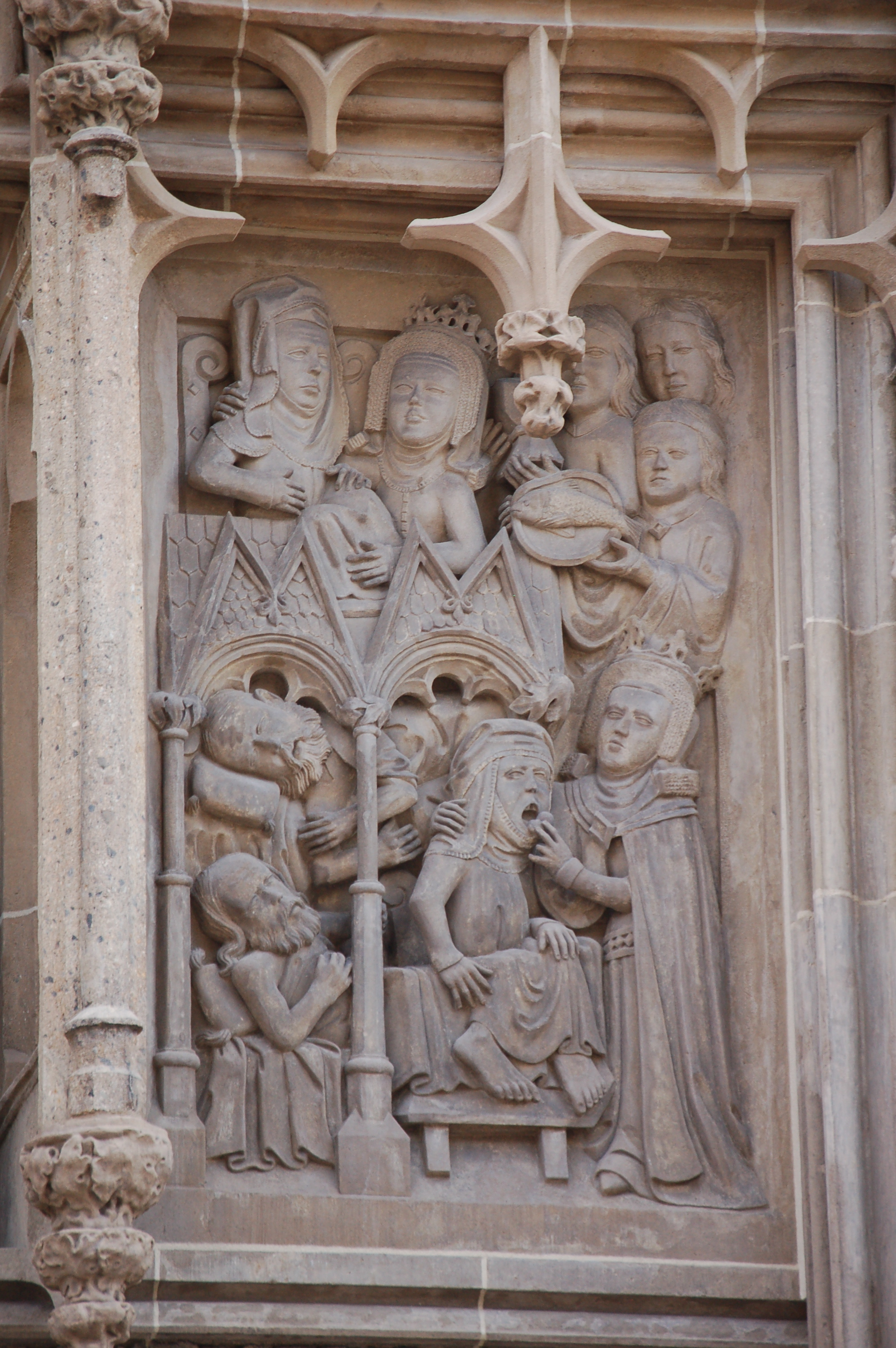
Détail des ornements du portail nord

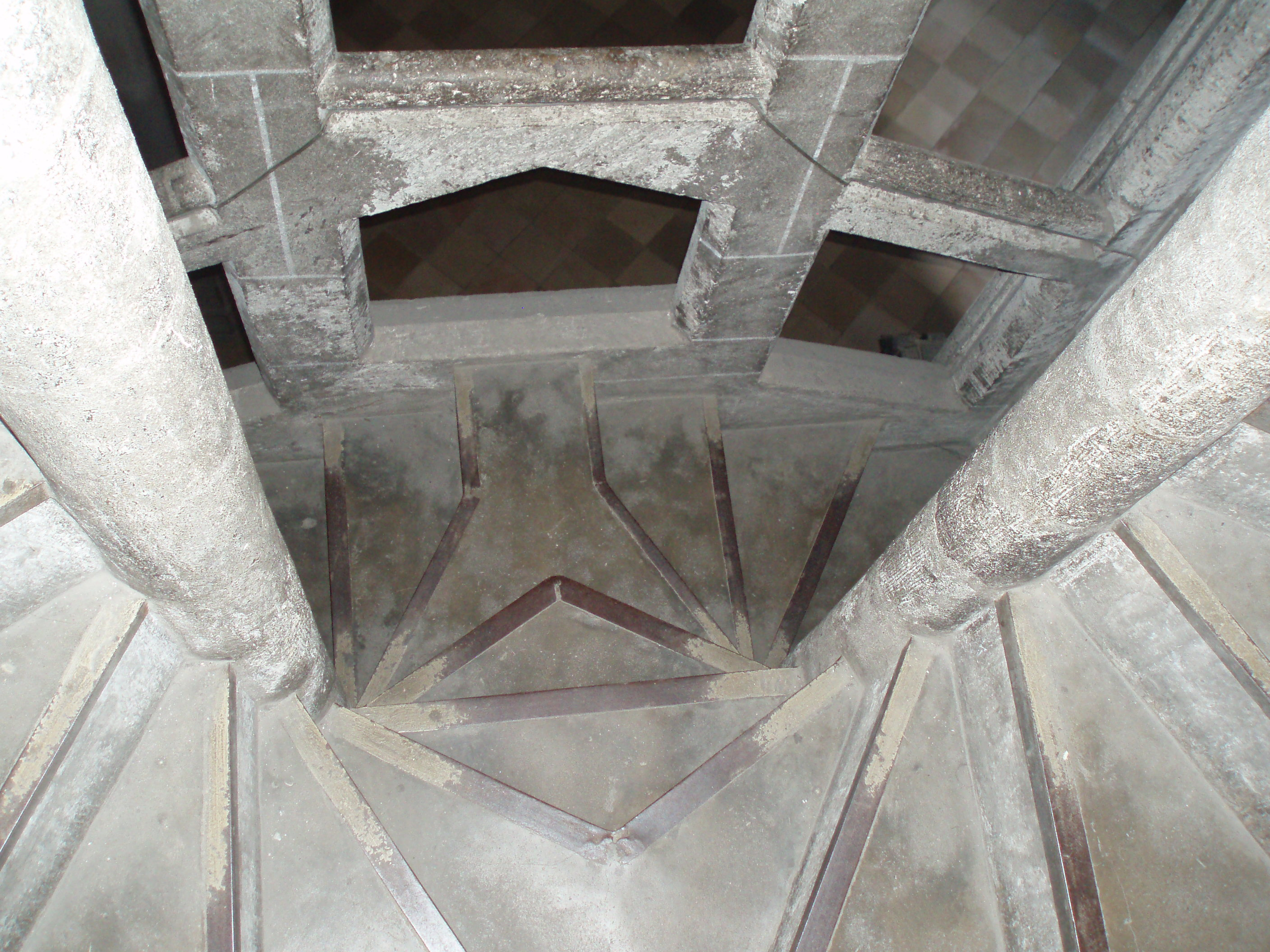
Escaliers à vis liées

Après 1420, un nouvel atelier apporta un important changement dans la conception de la construction de la cathédrale. À cause du manque de source écrite, l'architecte reste anonyme. La disposition en basilique à cinq nefs dans le gothique tardif s'avère déjà passée de mode. Un esprit de hauteur, de légèreté et d'espace de l'édifice conduisit à l’abandon du plan d'origine et à la fusion des nefs latérales il en résulta une cathédrale en trois nefs dont le transept a la même hauteur que la nef principale. Ce transept est situé de manière inhabituelle au centre de la nef principale, créant un large espace central.
Dans la seconde phase de la construction sont incluses les décorations et sculptures du portail principal et des portails latéraux, inspirées par des œuvres à Prague et à Cracovie qui représentent le sommet de l'art de la sculpture gothique. L'impact du maître Petr Parléř qui avait auparavant travaillé à la cathédrale Saint-Guy de Prague durant la seconde moitié du XIVe siècle se manifeste par la forme de l'oratoire royal et par les escaliers à vis liées qui y mènent. Les motifs circulaires de la rambarde de l'oratoire et du perron en encorbellement au-dessus de la sacristie sont également pragois. On continua à cette époque la construction du mur extérieur nord de l'abside polygonale du transept nord, et la tour dite tour Sigismond, à huit étages. À la fin de cette seconde période, l'église était prête pour la création des ogives et il fut alors nécessaire de démanteler l'ancienne église. L'église paroissiale fut donc transférée dans le bâtiment construit en parallèle, mais déjà terminé vers l'an 1400, l'église Saint-Michel actuellement appelée chapelle.

### Troisième étape de la construction de 1440 à 1462
L'édifice fut parachevé par des ogives en étoile après la destruction de l'ancienne église Sainte-Élisabeth. Les systèmes d'ogive entre les travées furent bâties séparément les uns des autres sans croiser les travées. Dans cette phase de la construction, la sacristie fut également bâtie ainsi que le sanctuaire qui complètent l'actuelle vue. La tour Sigismond fut terminée à la même époque et en 1453, au cinquième étage, les armoiries de la ville furent sculptées selon le blasonnement récemment retouché par le roi Ladislas Ier de Bohême. L'année 1462 gravée au-dessus du portail d'entrée du clocher indique l'année de la fin des travaux de cette tour.

### Quatrième étape de la construction de 1462 à 1490

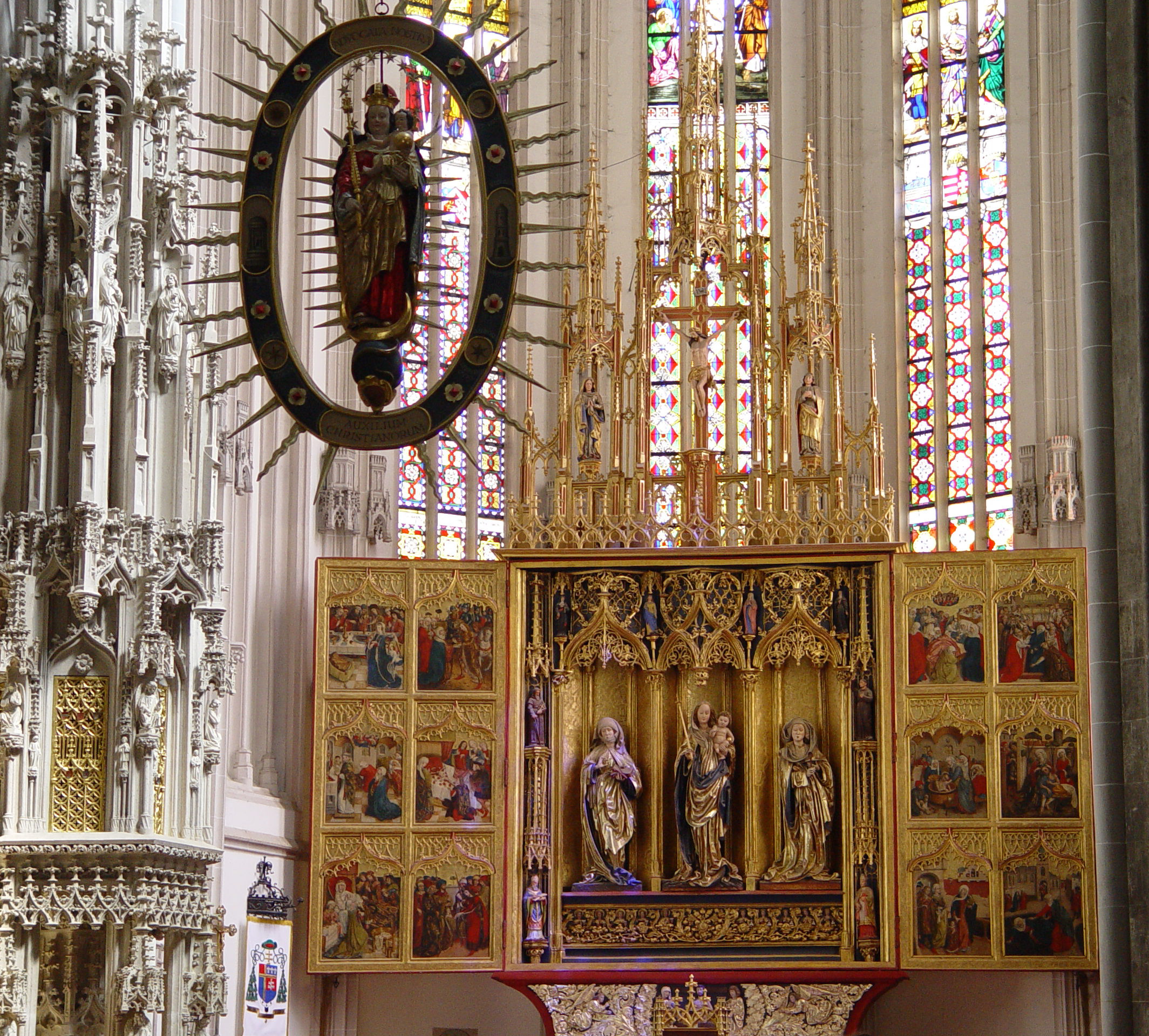
Tabernacle sculpté à gauche, Mandorle avec la Vierge et retable principal de sainte Élisabeth

Après la fin des travaux de la tour Sigismond, une grande attention fut donnée à la tour sud qui fut nommée du nom du régent et contributeur de l'époque Matthias Corvin. Celle-ci fut construite avec plus d'ornements et une structure plus verticale que la tour nord à la suite d'un changement de la direction des travaux. En parallèle, on termina le fronton et le portail sud sur lequel on peut découvrir de nombreux indices rappelant les largesses des donations de Matthias Corvin.
À partir d'environ 1464 et jusqu'en 1490 un tailleur de pierre mentionné dans les sources historiques comme Stephanus Lapicidus ou Maister Steffen Staimecz werkmaister zu Khassaw exerça sur le chantier de la cathédrale. Il fut le protégé du roi Matthias et possédait en ville un atelier avec ses propres ouvriers. Sa grande notoriété lui garantit une commande pour la construction d'une nouvelle église à Bardejov en 1464-1465 . Stephanus Lapicidus bâtit dans la cathédrale de Košice les chapelles latérales qui ne figuraient pas sur les plans originaux. Ces dernières furent financées par de riches familles bourgeoises. En 1475 fut élevée la chapelle de la Sainte-Croix avec l'aide financière du sénateur Auguste Cromer, en 1477 ce fut le tour de la chapelle de la Vierge Marie par la famille Satmáry et vers la fin de ce même siècle, près du mur nord de la cathédrale, la chapelle Saint-Joseph, aujourd'hui disparue.
Dans le mobilier intérieur de la cathédrale, le tabernacle de pierre est une œuvre de Stephan Lapicidus ainsi que, probablement, le relief de sainte Élisabeth sur le mur de la sacristie. La période de règne de Matthias Corvin, à laquelle se rattache la quatrième étape de la construction, fut une période d'importants développements des arts. À cette époque, la cathédrale était dotée d'un riche mobilier de style gothique dont seule une petite partie a pu être conservée jusqu'à nos jours. Cependant, on peut toujours observer le retable principal de sainte Élisabeth datant de 1474-1477 et réalisé par quatre ou cinq auteurs anonymes.

### Fin de la construction 1491 - 1508
Après la mort du roi Matthias, le royaume de Hongrie connut une guerre de succession durant laquelle le régent de Pologne Jean Ier Albert Jagellon assiégea Košice en 1491 et pour la première fois dans l'histoire, la ville subit un bombardement. La cathédrale fut durement touchée. Sa rénovation fut confiée à Nikolaus Krompholz de Nysa. Il fut assisté par l'architecte Václav de Prague. Selon des inscriptions sur la corniche de la façade ouest, les travaux de reconstruction durèrent de 1496 à 1498.
En 1496 et 1497, ils réparèrent la tour Sigismond, le toit ainsi que les frontons et l'on y installa une horloge. Sous leur direction fut également terminé le presbytère en 1508. Cette dernière date est considérée être l'année de fin de la construction de la cathédrale, comme l'atteste un rouleau de parchemin reprenant l'année et le nom de l'architecte Krompholz ; ce document a été retrouvé dans un pilier du presbytère en 1908 durant la grande rénovation de la cathédrale.

### Réforme et contre réforme
En 1556, Košice fut victime d'un incendie qui endommagea la cathédrale. Les réparations furent menées à bien par l'architecte Stanislav de Cracovie, les maîtres charpentiers Juraj et Gabriel ainsi que le tailleur de pierre Matej. À partir de cette année également, la cathédrale passa aux mains des protestants. Ceux-ci l'occupèrent jusqu'en 1604 quand l'archevêque d'Eger la reprit de force. Celui-ci luttait contre l'avancée des Turcs qui occupaient la ville d'Eger, siège de l'archidiocèse, et qui s'étaient établis à Košice depuis 1597. L'incident devint l'un des principaux déclencheur de la révolte d'Étienne II Bocskai, qui offrit la cathédrale aux calvinistes. La cathédrale ne fut rendue qu'en 1671 au chapitre d'Eger, sur décision de l'empereur Léopold Ier. À cette époque, des réparations indispensables furent entreprises et on y plaça le trésor du chapitre. Durant la révolte d'Imre Thököly des années 1682-1685, elle retourna entre les mains des protestants. Sur la tour Sigismond, la croix catholique fut remplacée par un coq doré. En 1685, l'église retourna définitivement dans les mains des catholiques. Le chapitre d'Eger fut autorisé à punir sévèrement les habitants de Košice qui, durant les révoltes, pillèrent ostensoirs, calices et autres joailleries.

### Époque baroque
En 1706, le siège de la ville par François II Rákóczi endommagea à nouveau la cathédrale - principalement les côtés ouest et sud. Après sa conquête de la ville, celui-ci laissa l'édifice aux catholiques. Durant le XVIIIe siècle, on procéda régulièrement à des réparations et on meubla les différentes parties de la cathédrale. Dans la seconde moitié du XVIIIe siècle, l'église possédait 14 retables (contre 10 actuellement). Le galerie de la tour Sigismond fut dotée d'un dôme rococo après l'incendie de 1775. Le 10 août 1804 fut créé l'évêché catholique romain de Košice ; d'« église paroissiale », l'édifice prend le titre de « cathédrale ».

### Restauration de 1858 - 1863

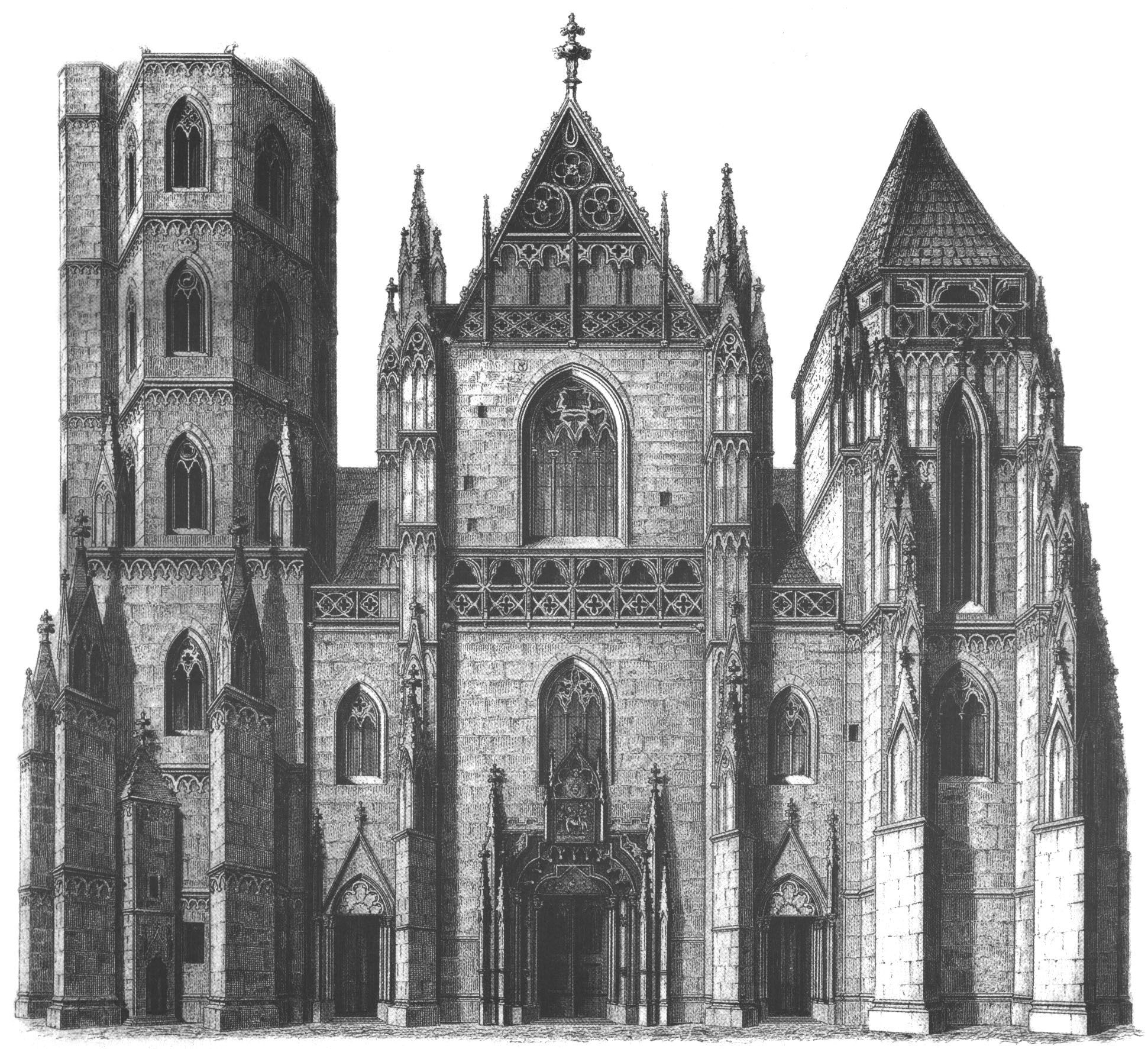
Façade ouest de la cathédrale avant rénovation. Croquis d'Imre Henszlmann.

Après des siècles de guerres de religion et d'un manque chronique d'entretien, une rénovation fut nécessaire dès le début du XIXe siècle. En 1834, un tremblement de terre toucha la ville et en 1845 des inondations atteignirent l'édifice dont le carrelage fut en certains endroits fortement endommagé. Sous l'impulsion du mouvement néogothique et l'achèvement à la même époque de la cathédrale de Cologne, l'évêque Ignác Fábry et le fondateur de la science des arts et de la rénovation des monuments en Hongrie Imre Henszlmann prirent l'initiative d'une rénovation complète.
En 1857 fut constituée la « société de l'église Sainte-Élisabeth ». Ses membres contribuèrent à la réparation de la cathédrale, qui fut réalisée entre 1856 et 1863 sous la surveillance de la commission impériale et royale centrale pour la protection et la rénovation des monuments et fut supervisée par Henszlmann en personne. Les travaux furent réalisés par les architectes Károly Gerster et László Frey.
Durant la rénovation de Fábry, on remplaça quelques statues sur les portails, des tuiles par de la céramique ; on plaça de nouveaux vitraux, répara le vestibule sud et posa des fresques romantiques. Par contre, aucune amélioration ne fut effectuée sur les structures essentielles de la cathédrale qui n'étaient déjà plus saines à cette époque. Certains piliers se sont inclinés, leur base étant posée sur une couche de gravier infiltrée par les eaux souterraines. Les fissures dans les voûtes et sur les ogives furent peu prises en compte par la rénovation et furent simplement recouvertes par des peintures ou renforcées par des structures en bois. À la suite d'une tempête en 1875, ces négligences se firent ressentir : la cathédrale atteint un état de délabrement avancé et le système de voûtes était proche de l'écroulement.

### Grande rénovation 1877 - 1896

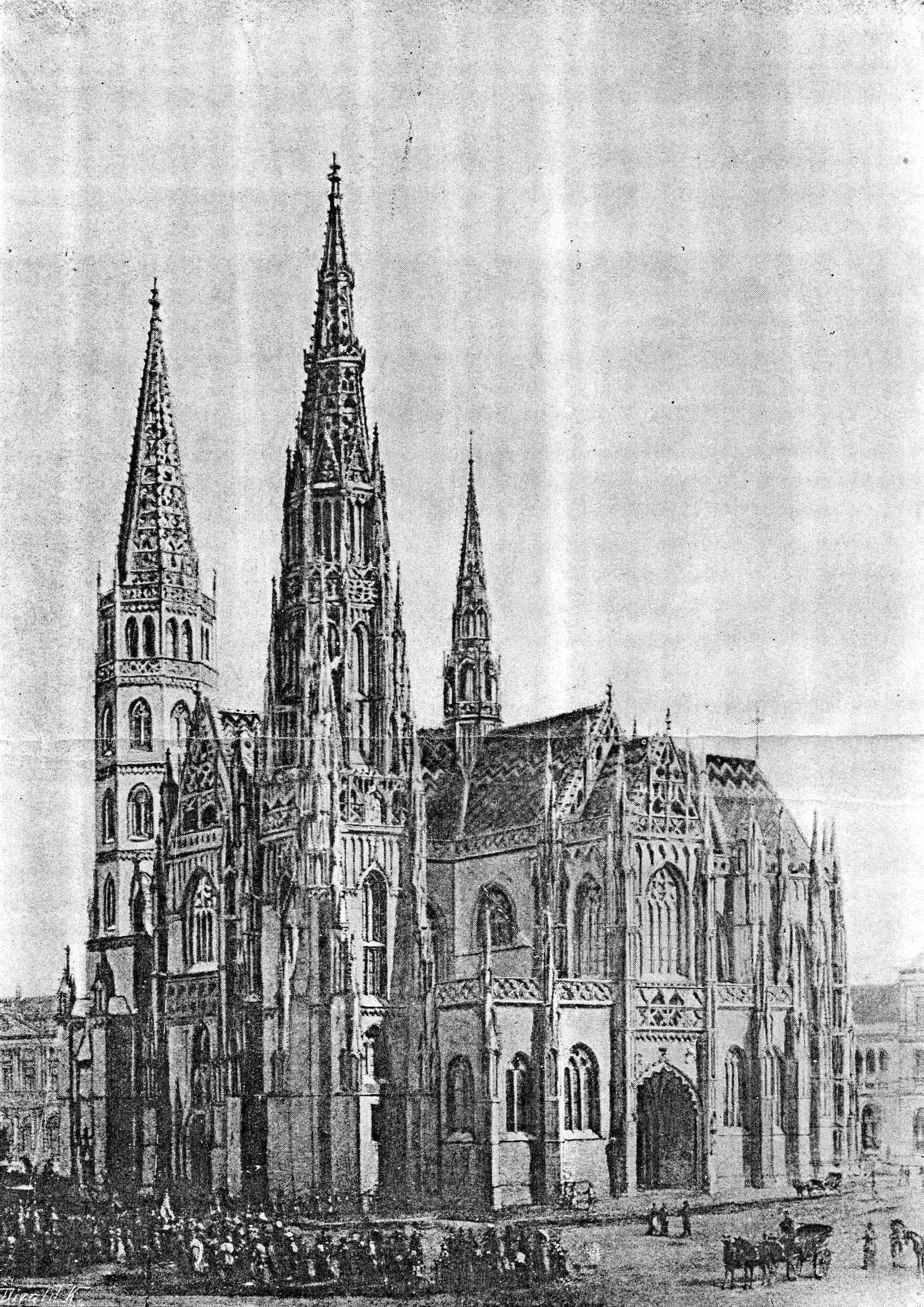
Projet non réalisé pour l'achèvement des tours par Imre Steindl.

L'évêque de l'époque, Janos Perger, avisa le gouvernement hongrois de l'état calamiteux de la cathédrale de Košice. En 1872 fut créée la « Commission hongroise temporaire des monuments » ; à sa tête fut nommé le natif de Košice Imre Henszlmann. Ce dernier décida que la rénovation de la cathédrale était une priorité, et, à l'aide du financement par le gouvernement sur le budget de l'État, fit réaliser les travaux entre 1877 et 1896.
Le projet fut dirigé par Imre Steindl, professeur d'architecture du Moyen Âge à l'université polytechnique royale József. Sur la base des fissures dans les voûtes, il détermina que la configuration des piliers des nefs était le principal responsable de l'état déplorable de la stabilité de l'édifice. Il travailla sur un remaniement puriste de la cathédrale. Cette dernière avait été conçue en cinq nefs mais réalisée en trois : il réalisa les cinq nefs en ajoutant une rangée de piliers et d'arcades dans les nefs secondaires. La forme originale des voûtes en étoile du Moyen Âge dans la nef principale comme dans les nefs secondaires fut transformée en réseau. L'ancien chœur fut détruit ; à sa place, Steindl fit construire une réplique prolongée avec un plus grand nombre de piliers. Ses interventions suivantes concernèrent également l'extérieur : restauration des façades et frontons, contreforts, gargouilles, corniches et cloisonnement des fenêtres. Il rénova de manière importante les décorations des portails et changea la toiture de la tour Matthias. La chapelle en gothique tardif de Saint-Joseph sur le côté nord fut démolie car elle altérait la pureté du style. On ajouta une petite tour à la croisée de la nef principale et du transept.

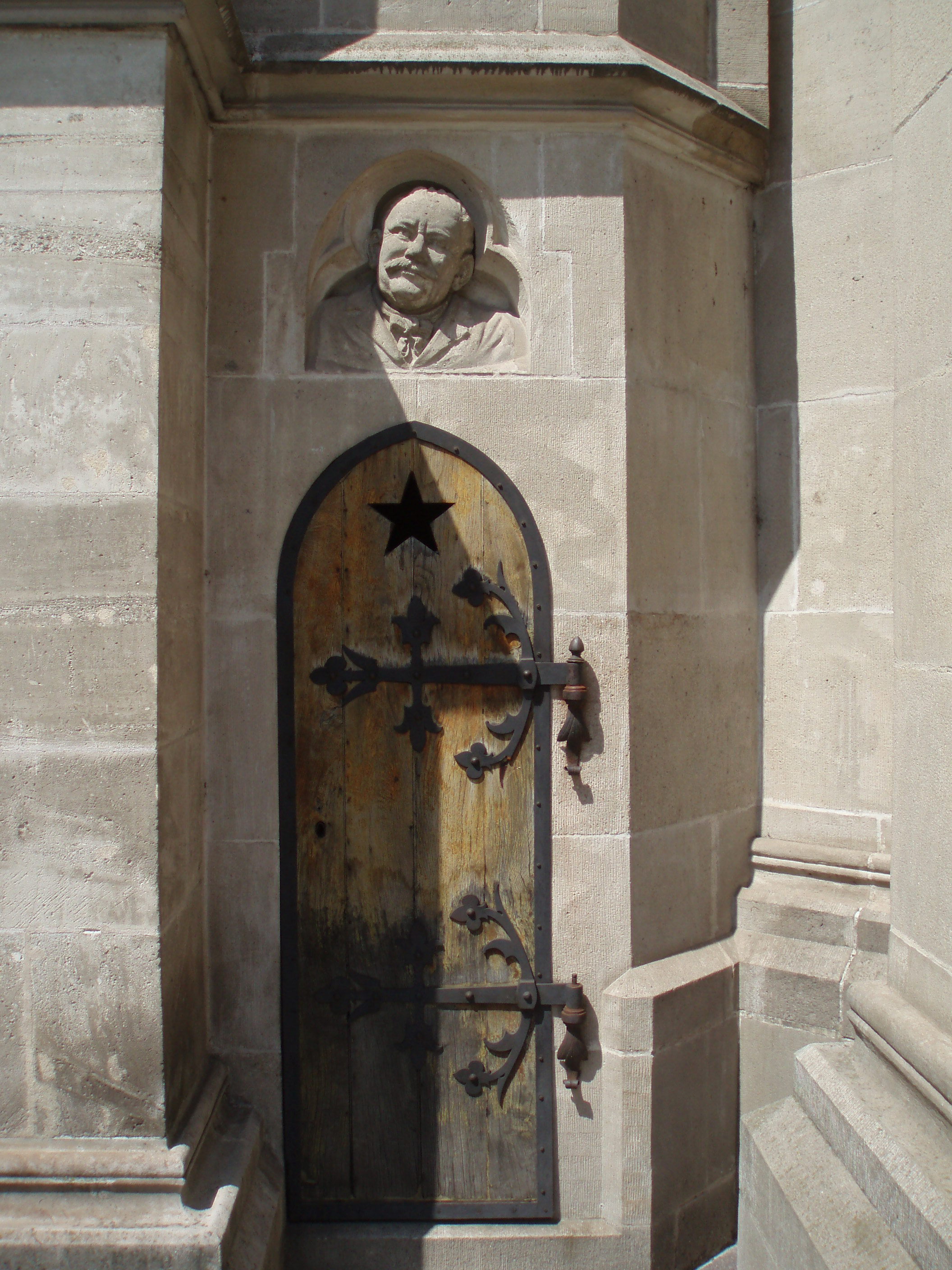
Portrait de Jozef Weber, conducteur des travaux de rénovation de la cathédrale dans les années 1877-1880 sur la façade sud

Sur les plans originaux de Steindl, toutes les parties non gothiques devaient être remplacées par des éléments néogothiques. Il projetait de remplacer le dôme rococo de la tour Sigismond par un clocher pyramidal octogone muni de riches décorations de pierre. Il comptait également terminer la construction de la tour Matthias dans le style des tours des cathédrales néogothiques allemandes. Ces intentions furent cependant refusées d'une part par la commission qui demanda que soient remplacées le moins possible de pierres anciennes par des nouvelles et d'autre part, le retour au style gothique intégral des tours ne se réalisa pas, par manque de moyens financiers. Cette réalité imposa également de trouver les matériaux de construction les moins chers. Pour le remplacement du système de contreforts du sanctuaire dans les années 1878-1882, on utilisa du grès d'une carrière près de Spišské Vlachy, bon marché mais de mauvaise qualité. Sa surface se décomposant rapidement, on dut déjà supprimer les gargouilles du sanctuaire car elle menaçaient de tomber sur les passants de la rue Hlavná. Pour les réparations à partir de 1882, on utilisa un grès de qualité de Králiky près de Banská Bystrica.
Le conducteur des travaux de rénovation de la cathédrale fut Jozef Weber dans les années 1877-1880. Celui-ci dirigeait également les travaux de l'église Saint-Égide de Bardejov. De 1880 à 1896, l'architecte viennois Fridrich Wilhelm Fröde prit la direction des travaux. Le chantier était contrôlé par l'architecte autrichien Friedrich von Schmidt. À cette même époque néogothique, il rénova la cathédrale Saint-Étienne de Vienne et le château de Karlštejn en Bohème. Lorsque l'architecte Imre Steindl, qui fut élève de Friedrich von Schmidt, commença à travailler à la construction du parlement de Budapest en 1885, son bras droit Otto Sztehló le remplaça. Cet architecte appliqua des méthodes de conservation lors de la rénovation de la tour Mathias par opposition aux méthodes puristes de son précurseur. D'une reconstruction néogothique furent donc épargnées les tours Sigismond et Mathias à l'exception de la toiture de cette dernière, la partie intérieure des murs de contour, les portails du Moyen Âge avec leurs reliefs, les œuvres sculptées situées à l'intérieur et l'extérieur du sanctuaire.
La consécration de la cathédrale rénovée se déroula en présence de l'archevêque d'Eger József Samassa à l'occasion des fêtes du millénaire du royaume de Hongrie en 1896. À partir de cette date, de nombreuses pièces de mobilier néogothique (retable, statues, peintures) ont été offertes par le clergé hongrois, en particulier par l'évêque de Košice et par le mécène Zsigmond Bubics.
En 1906, sous le transept nord, on construisit une nouvelle crypte selon le projet dessiné par Frigyes Schulek pour accueillir les restes du prince François II Rákóczi et de ses compagnons morts en exil en Turquie.

### Rénovation de 1978 à nos jours

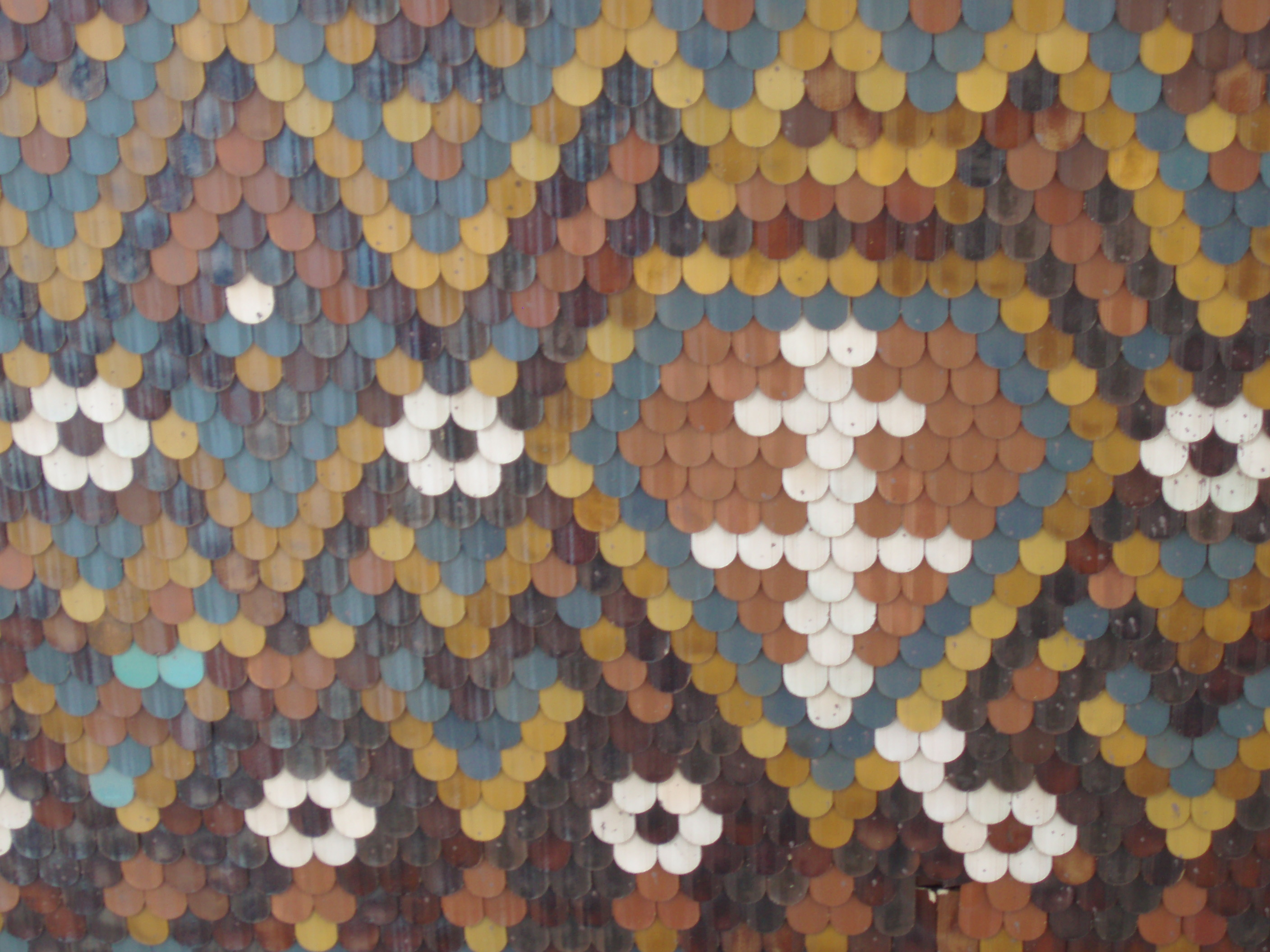
Toiture colorée.

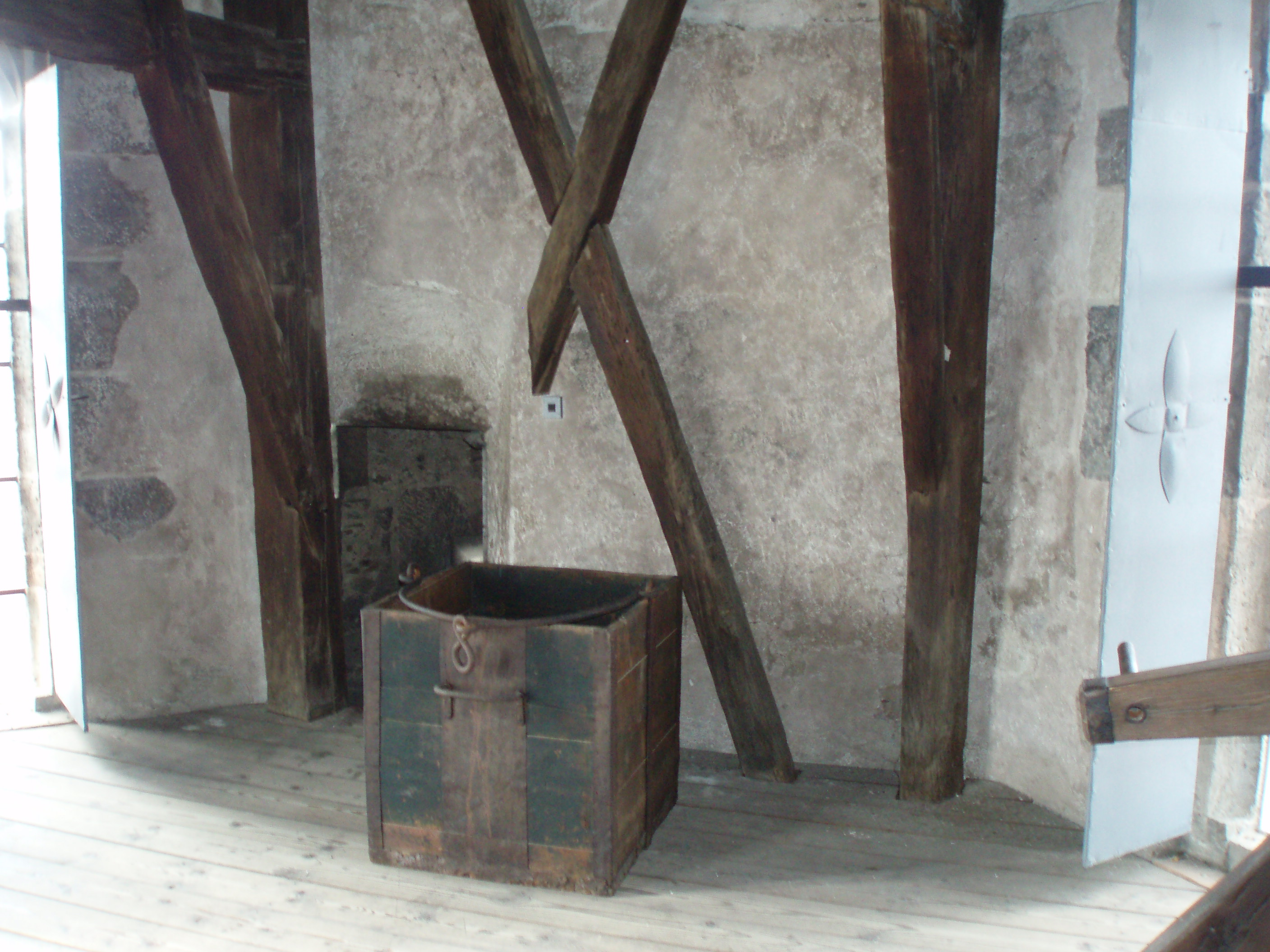
Exposition dans la tour Sigismond.

En 1970, l'ensemble de la cathédrale Sainte-Élisabeth et de ses abords fut déclaré « monument culturel national ».
Cela amorça un nouvel intérêt pour cet édifice dont l'état n'est pas des meilleurs malgré la restauration relativement récente des années 1877-1896. La raison principale était la mauvaise qualité du grès utilisé pour le remplacement des sculptures extérieures du presbytère. Toutes les formations architecturales sculptées (corniches, gargouilles et pinacles) étaient soit abîmées par l'eau de pluie soit avaient été démontées. L'état de délabrement des décorations du portail nord était notoire.
Les travaux de rénovation commencèrent en septembre 1978 par la création de plans architecturaux détaillés. Après une courte pause, les travaux reprirent en 1984. Entretemps, les autorités locales lancèrent une rénovation en profondeur du centre historique de Košice qui fut en 1983 déclaré réserve de patrimoine urbain (slovaque : Mestská pamiatková rezervácia). Cette réserve est la plus grande de Slovaquie. Un facteur supplémentaire d'intérêt fut l'exclusion du trafic automobile de la rue rue Hlavná en 1984 et des tramways en 1986.
Pour la rénovation, il fut décidé de conserver l'édifice sous la forme qu'il avait après la grande rénovation du XIXe siècle. En premier lieu, on répara la toiture des nefs principale et secondaires où on remplaça les tuiles de céramiques colorée en conservant les motifs de la fin du XIXe siècle. Ensuite, on rénova la tour au croisement de la nef principale et du transept ; pour compléter la tour, il fallut 264 pièces de décoration en fer blanc. En 1989, on estimait le coût des réparations à un quart de milliard de couronnes tchécoslovaque (8 298 500 € au cours arrêté le 1er janvier 2009) et leur durée jusqu'en 2005.
Dans les années 1985-1992 on rénova les parties les plus endommagées du sanctuaire et de la sacristie. Le travail fut attribué à la société Pracownie Konserwacji Zabytków de Cracovie.
Il fut nécessaire de créer de nouvelles corniches, gargouilles et pinacles en suivant les documents disponibles dans les archives de la ville. De la même manière furent exécutés les escaliers des petites tours au contact de la nef du sanctuaire. La rénovation des gargouilles suivit les modèles originaux du Moyen Âge conservés dans des musées. On restaura également l'intérieur du sanctuaire qui fut pratiquement la seule partie intérieure de la cathédrale qui bénéficia d'une rénovation à l'exception de la crypte de François II Rákóczi.
Dans les années 1992-1995, la rénovation se concentra sur le nettoyage et la conservation de la façade sud. On travailla sur la tour Sigismond en 1995-1997 sur laquelle fut remplacée la toiture de cuivre rococo dont les pièces originales des décorations en fer blanc dorées de 1775 furent nettoyées et replacées. En 2008, on acheva la rénovation de la crypte de François II Rákóczi et en 2009 le portail nord. En 2011, des travaux sont en cours sur la façade nord. La tour Mathias devrait être la prochaine étape de la rénovation.

## Intérieur

### Retables

#### Retable de sainte Élisabeth

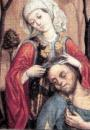
Élisabeth coupe les cheveux d'un malade.

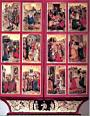
Cycle de l'avent, les deux volets fermés

Dix retables sont installés dans la cathédrale. Le principal d'entre eux est consacré à sainte Élisabeth. Il s'agit d'un triptyque composé de 48 peintures gothiques et statues construit entre 1474 - 1477. Ses dimensions sont: 
- Hauteur : 12,60 m
- Largeur volets ouvert : 8,10 m
- Hauteur de la statue de la Vierge : 206 cm
- Hauteur de la huche : 440 cm
- Largeur de la huche : 410 cm
- Profondeur : 70 cm

La particularité du retable réside dans les deux paires de volets mobiles. Chaque volet porte sur chaque face six peintures gothique. Il y a 48 peintures divisées en trois thèmes.
L'ouverture ordinaire des volets du retable montre douze scènes de la vie de sainte Élisabeth. Pour les temps de carême avant Pâques, la première paire de volets est refermée et découvre 24 scènes du cycle de la Passion. Les douze dernières scènes montrent des épisodes de la vie de la Vierge Marie du cycle de l'avent. C'est le seul triptyque original composé en trois cycles sur deux volets conservé en Europe.
Sur le plan artistique, les scènes de la vie de sainte Élisabeth ont la plus grande valeur. Elles furent réalisées dans la décennie 1470 par un auteur inconnu. Son sens esthétique atteste la puissance du culte d'Élisabeth à Košice. Sept peintures sur les douze capturent des scènes de sa vie, trois peintures illustrent des scènes des légendes concernant sainte Élisabeth et deux scènes montrent ses activités caritatives.

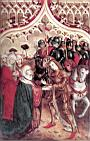
Scène de l'adieu à son mari

Au centre du retable dans la huche se trouvent trois statues. La première à gauche est sainte Marie biblique un livre à la main et au centre une Vierge à l'enfant et enfin sainte Élisabeth de Hongrie tenant une cuillère à la main. Sous les statues, un décoratif composée de cinq sages et de cinq vierges. Le prédelle richement décorée porte un relief de calvaire avec un Christ martyr au centre. Le pinacle du retable, de style néogothique, date de la fin du XIXe siècle.

#### Retable de l'annonciation
Le retable fut réalisé en 1516 à la demande du riche marchand de Košice Michal Günthert. Le motif central, représentant la rencontre entre la Vierge et sa cousine Élisabeth, est situé dans la huche. Le retable est muni d'une paire de volets. Ouvert, il illustre les scènes Les saluts des anges, la Nativité, l'Adoration des rois mages et La fuite en Égypte. Fermé, on y voit une représentation des saints : Catherine d'Alexandrie, Jean le Baptiste, Barbe la Grande martyre et Jean l'Évangéliste. Le prédelle est peinte aux motifs de Vir dolorum, la vierge Marie, Saint Jean l'évangéliste, Saint Michel et Marguerite d'Antioche. Ces derniers saints était de plus les saints patrons des Günthert, la famille des mécènes. À la différence du retable principal, le pinacle est d'origine et de style gothique tardif. Il est décoré par un ensemble de trois statues représentant la légende des trois mariages de sainte Anne ; suivent une représentation des apôtres et au sommet de la Vierge.

#### Retable Saint Antoine de Padoue

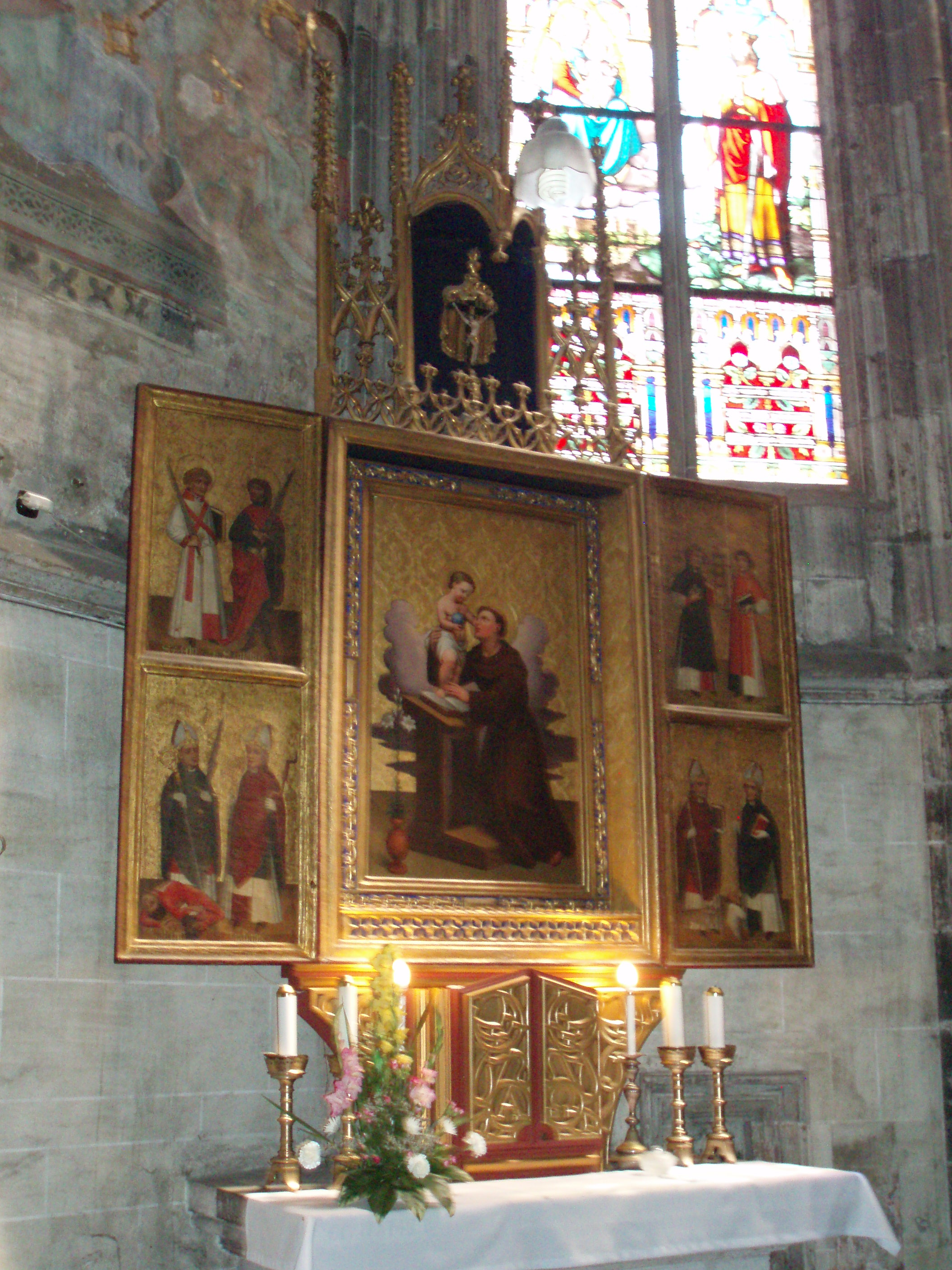
Retable Saint Antoine

La particularité de ce retable tient dans le fait qu'il fut composé à partir de deux retables de gothique tardif de la première moitié du XVIe siècle qui furent épargnés par le grand incendie de la ville en 1556. Les peintures des volets sont les plus anciennes de toutes les peintures des autres retables qu'abrite l'église. Il y figure sur les deux côtés la représentation de 16 saints. Dans la huche, on plaça en 1860 une image de saint Antoine de Padoue réalisée par le peintre de Košice František Klimkovič.

#### Retable de la Sainte Famille
Ce retable néogothique fut réalisé à la demande de l'évêque de Košice Zsigmond Bubics pour y placer une peinture gothique tardif de la Sainte Famille. Cette peinture remarquable de 1516 provenant du Tirol illustre « sainte Anne trinitaire » et l'Arbre de Jessé. La peinture fut commandée par la famille du pharmacien Bertalan Czottman. Le pharmacien y figure avec sa femme et leurs blasons entre lesquels sont représentées les armoiries de Košice dans leur dernière forme. Derrière les armoiries de la ville se trouve un mortier, symbole des pharmaciens.

#### Retable de sainte Anne
C'est un retable de la série néogothique consacré à sainte Anne. Il fut acheté pour la cathédrale à l'occasion du millénaire de la création du royaume de Hongrie en 1896 et aussi pour célébrer la fin des travaux de restauration. Ce retable est un don de l'évêque de l'époque Zsigmond Bubics.

#### Retable des rois mages
Le retable des rois mages est un don de l'évêque Zsigmond Bubics. Il date de 1896 et fut acheté à Paris.

#### Retable de Saint Joseph
Le retable de Saint Joseph est un don de l'évêque de Vác Konstantin Schuster à la cathédrale en 1896. Il fut réalisé par Lajos Lantay, sculpteur de Pest ; certaines parties furent achetées à Bruxelles.

#### Retable de Saint Étienne-Roi
Ce retable dédié à saint Étienne de Hongrie est un don du chanoine Ferenc Pagács de 1896. Il fut réalisé par le sculpteur sur bois tyrolien Ferdinand Stufflesser.

#### Retable des trois martyrs de Košice
Les saints martyrs de Košice furent béatifiés en 1905. Le retable qui leur est dédié fut réalisé en 1923 à Banská Bystrica par Ľudovít Tihany. Des reliques des martyrs sont conservées dans une petite armoire située dans le prédelle.

#### Retable de la sainte Croix
Le retable de la sainte Croix est le plus récent installé dans la cathédrale. Il fut réalisé à Košice en 1931 par Vojtech Buchner en mémoire des victimes de la Première Guerre mondiale. Deux tableaux métalliques près du retable portent le nom de tous les contributeurs ayant financé sa réalisation.

#### Retables non installés
- Retable du dernier repas : ce triptyque de la fin du XVe siècle est démembré et est en dépôt au musée de la Slovaquie de l'Est.
- Retable de Saint Jean Baptiste : ce retable néogothique fut exécuté pour un tableau peint sur les deux faces de 1516. Il faisait partie du mobilier de la cathédrale jusqu'en 1944. Après sa rénovation dans les années 1965-1970, il est resté au musée de la Slovaquie de l'Est. Une des faces du tableau représente Le baptême du Christ dans le Jourdain et l'autre Le martyre de saint Jean. Il s'agit de peinture de très grande qualité avec une influence sensible du courant de la Renaissance néerlandaise.
- Retable de la mort de la Vierge Marie : retable gothique d'origine, il n'est plus dans la cathédrale depuis 1943. Seul son prédelle a été conservé.

### Sanctuaire

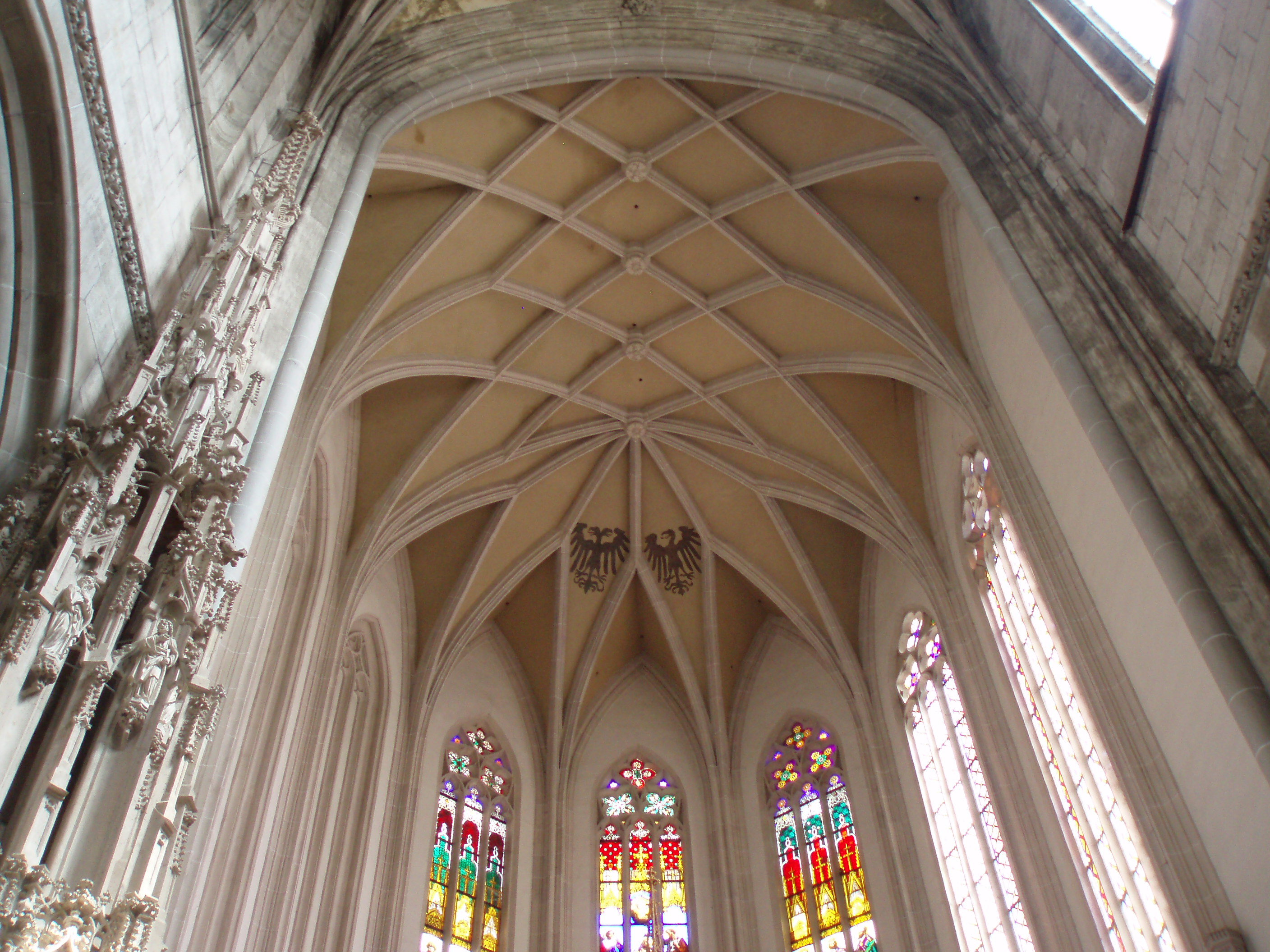
Système de voûte du sanctuaire

Le sanctuaire fut réalisé durant la troisième étape de construction de l'édifice entre 1440 et 1462. Sa partie intérieure ne fut pas touchée par la grande rénovation du XIXe siècle. À cette époque, on dévoila sur deux espaces entre voûtes les insignes de l'empereur Sigismond Ier : à gauche un aigle à double tête et à droite l'aigle à une tête des Luxembourg. Derrière le retable principal, le patron des coloris d'origine et la polychromie de l'édifice ont été reconstitués sur des parties des consoles et des ogives.
Dans le sanctuaire sur les consoles se situent des statues non gothiques du sculpteur Ján Marschalko de la fin du XIXe siècle. Elles représentent Catherine d'Alexandrie, Barbe, Grégoire, l'évêque Ignác, Dominique, François d'Assise, Étienne Ier, Laurent, Augustin, Ambroise, Benoît et Ignace de Loyola. Les vitraux actuels sont une œuvre de l'atelier du Viennois Karl Geyling, et datent de 1960. Sur les vitraux sont représentées l'effigie et les armoiries du chanoine Sándor Dessewff évêque de Csanád, József Repasz, János Volný, Bartalan Merse, Edvárd Károly Medvek, István Lessk, et Ferenc Pagácsa.

### Jubé

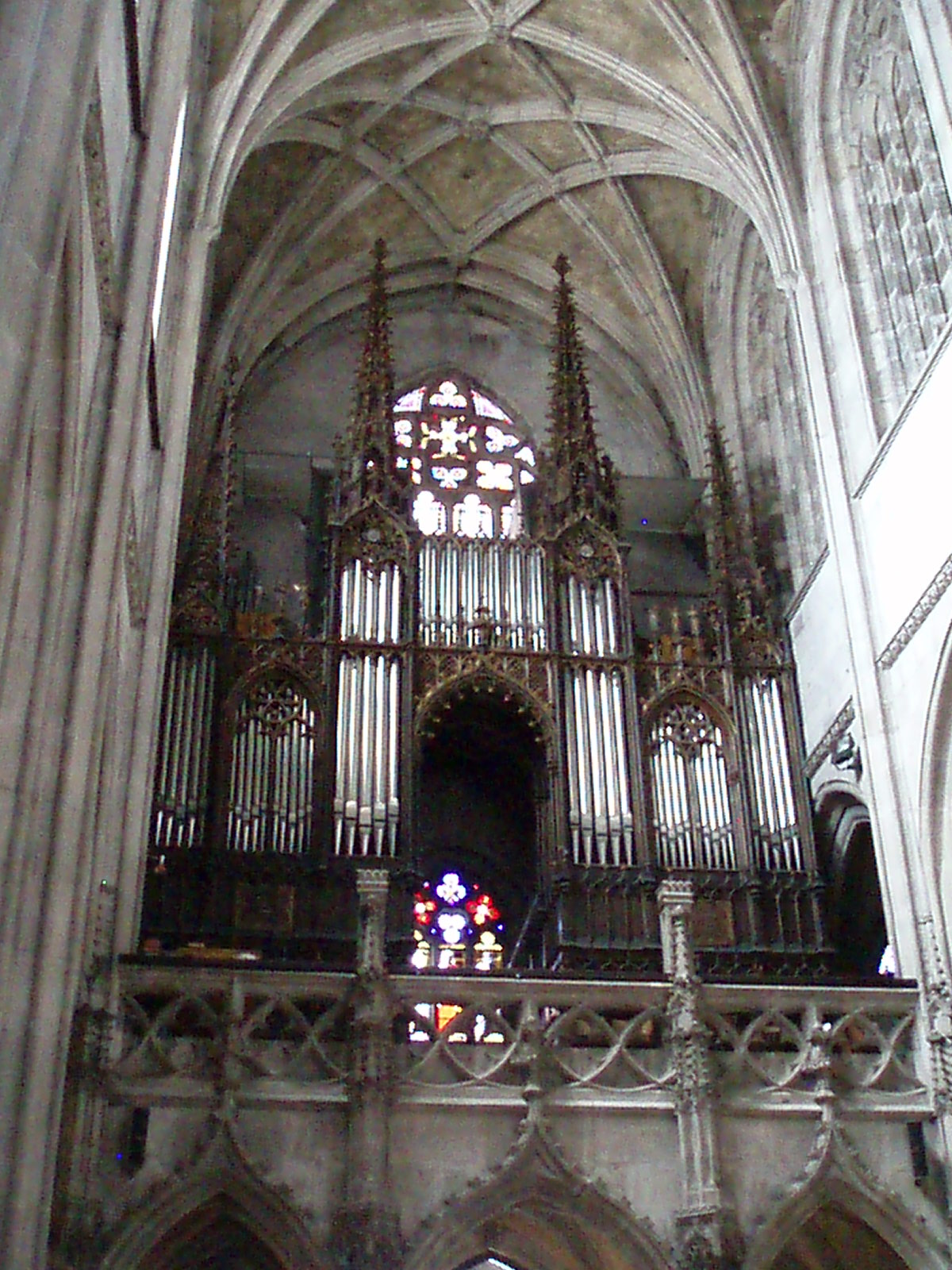
Jubé néogothique et orgues

Le jubé supportant les orgues fut complètement reconstruit à l'occasion de la grande rénovation du XIXe siècle. Le jubé actuel est un peu plus long et a plus de colonnes que l'original dont il est la réplique. Sur les colonnes sont en outre placées quatre statues gothiques polychromes complétées de quatre statues néogothiques des rois de Hongrie Charles Robert, Louis Ier, Sigismond Ier et Matthias Ier. Les nouvelles orgues sont une œuvre du maître Angster de Cinq-Églises. L'accès aux orgues se fait par les escaliers de la tour sud.
Le jubé d'origine après sa destruction fut utilisé comme matériel de construction secondaire. Le comte Johann Nepomuk Wilczek, un collectionneur autrichien d'éléments d’architecture du Moyen Âge, le dénicha et l'acheta. Il l'a intégré dans son château romantique rénové du Château du Kreuzenstein près de Vienne, ce qui explique l'appellation Kaschauer Gang (français : couloir de Cassovie) pour l'une des pièces du château,
.

### Pastophoria
Le pastophoria en pierre pour la conservation de l'eucharistie près de la colonne nord de l'arc de triomphe est l'œuvre de pierre la plus sophistiquée de la cathédrale et fut réalisé par le tailleur de pierre Stephan Lapicidus vers l'an 1477. Le tabernacle hexagonal est richement décoré par une composition complexe de colonnes, corniches, frises, arcades et courbes. Au premier étage de l'édicule se situe une embrasure dans laquelle sont conservées les hosties. Le portillon métallique du milieu du XVe siècle décoré par des miniatures d'armoiries des quelques pays et nobles. Un groupe de très petites statues de gypse de prophètes et d'anges agenouillés remplace depuis la fin du XIXe siècle de plus vieilles œuvres disparues. Depuis le concile de Trente, le pastophoria a perdu sa fonction ; les escaliers qui conduisaient à son premier étage ayant perdu leur raison d'être furent retirés en 1860.

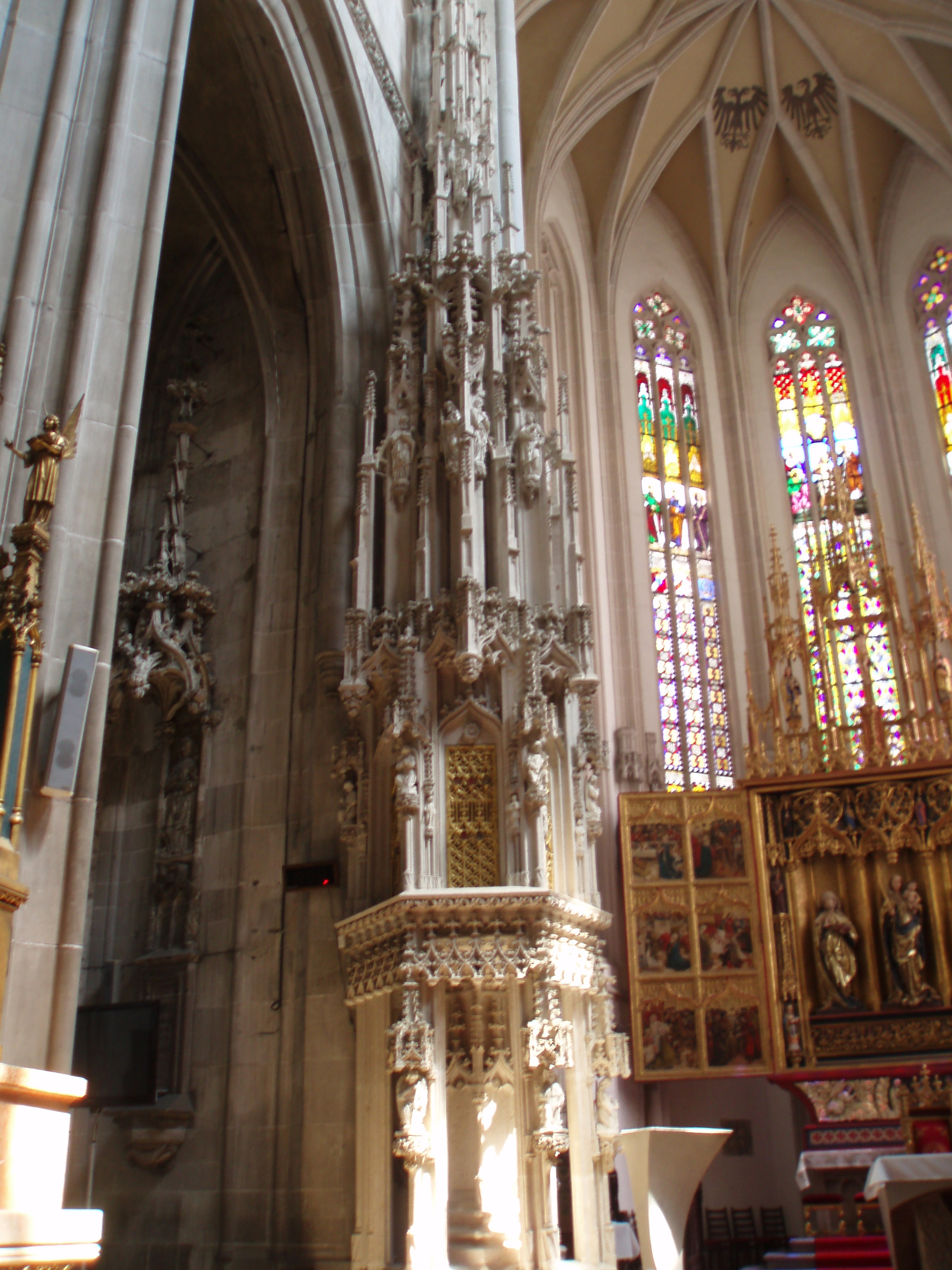
Vue générale du pastophoria
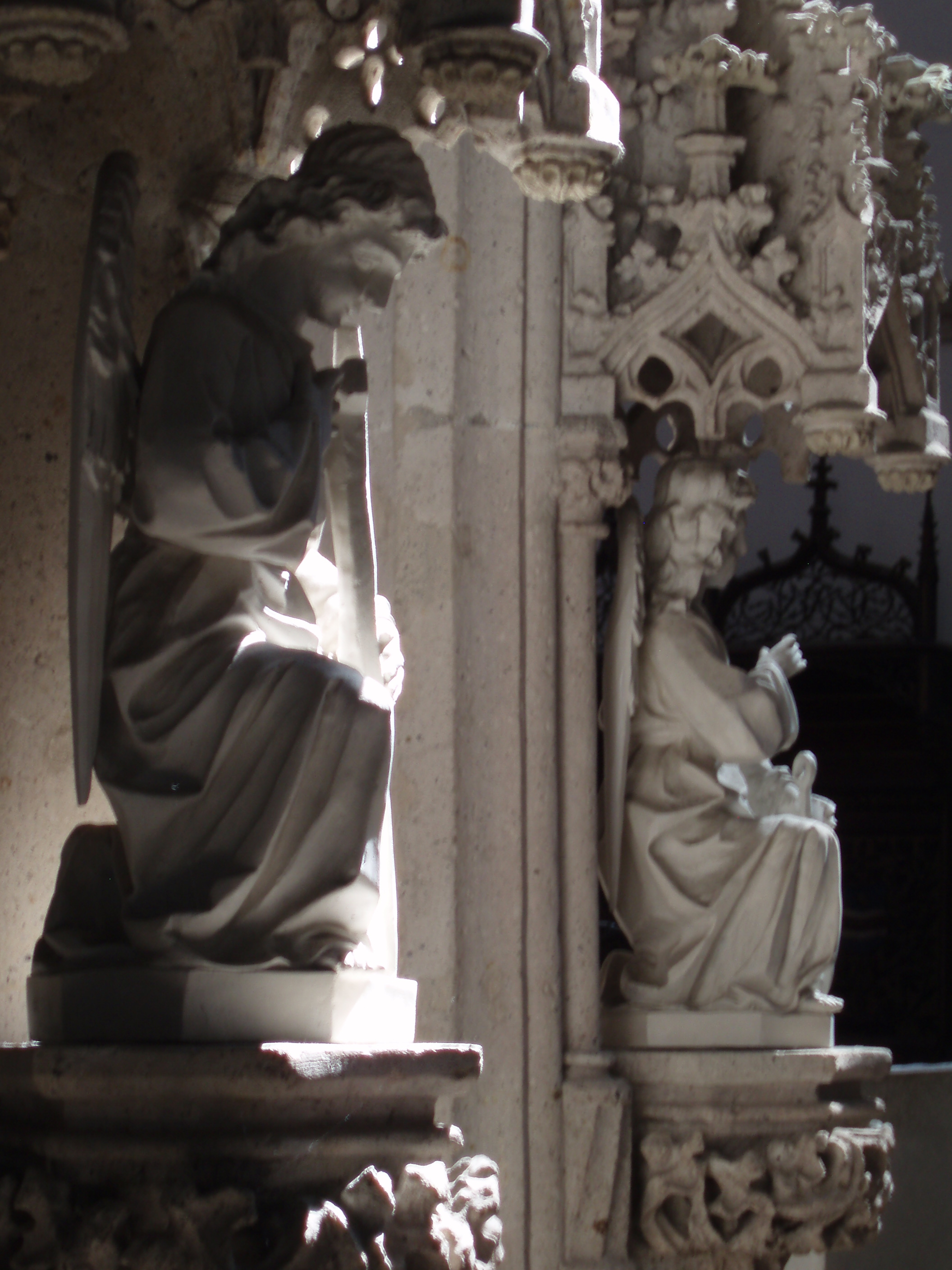
Détail du pastophoria

### Chapelles

#### Chapelle de la révélation à la Vierge Marie
L'une des deux chapelles de la cathédrale est la chapelle de la révélation à la Vierge Marie qui se situe dans l'espace compris entre la tour Mathias et le vestibule du portail sud. Elle fut construite en 1477 par Stephan Lapicidus ; c'est son portrait qui serait gravé sur la console du croisement des ogives. L'architecte tient dans ses mains un rouleau de papier. On retrouve dans cette chapelle le retable de la Sainte Famille, pour cette raison la chapelle porte également le nom de chapelle de la Sainte Famille. Elle fut commandée par les parents du futur primat de Hongrie György Satmáry et on attribua alors à la chapelle un troisième nom : la chapelle Satmáry. Sous la chapelle fut construite au début du XIXe siècle une crypte où reposent les évêques de Košice pour lesquels les dalles funéraires sont posées sur le mur extérieur : Ignác Fábry, Ján Perger, Zsigmond Bubics, Augustín Fischer-Colbrie et Jozef Čársky.

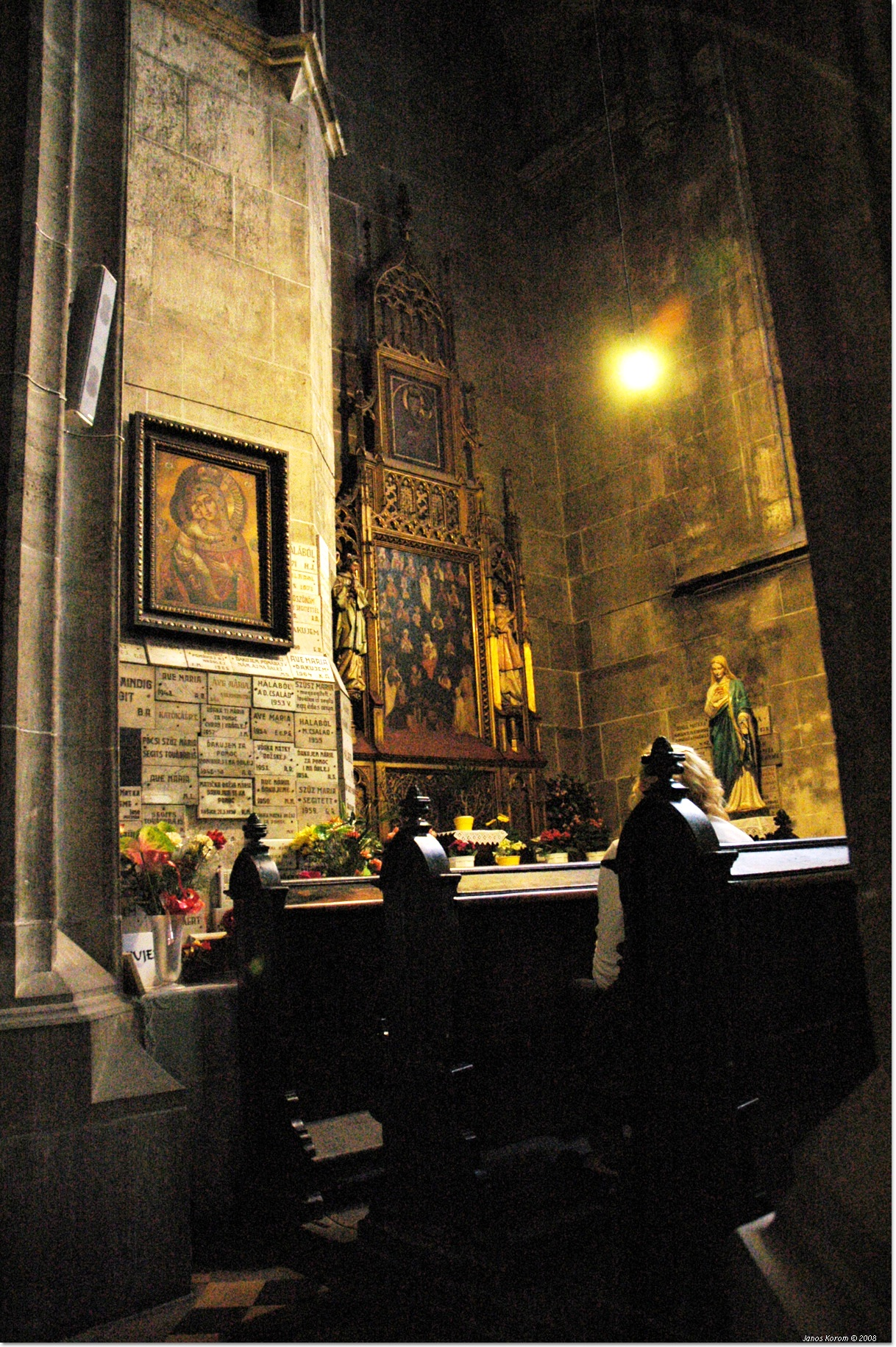
Chapelle de la révélation à la Vierge Marie de 1477
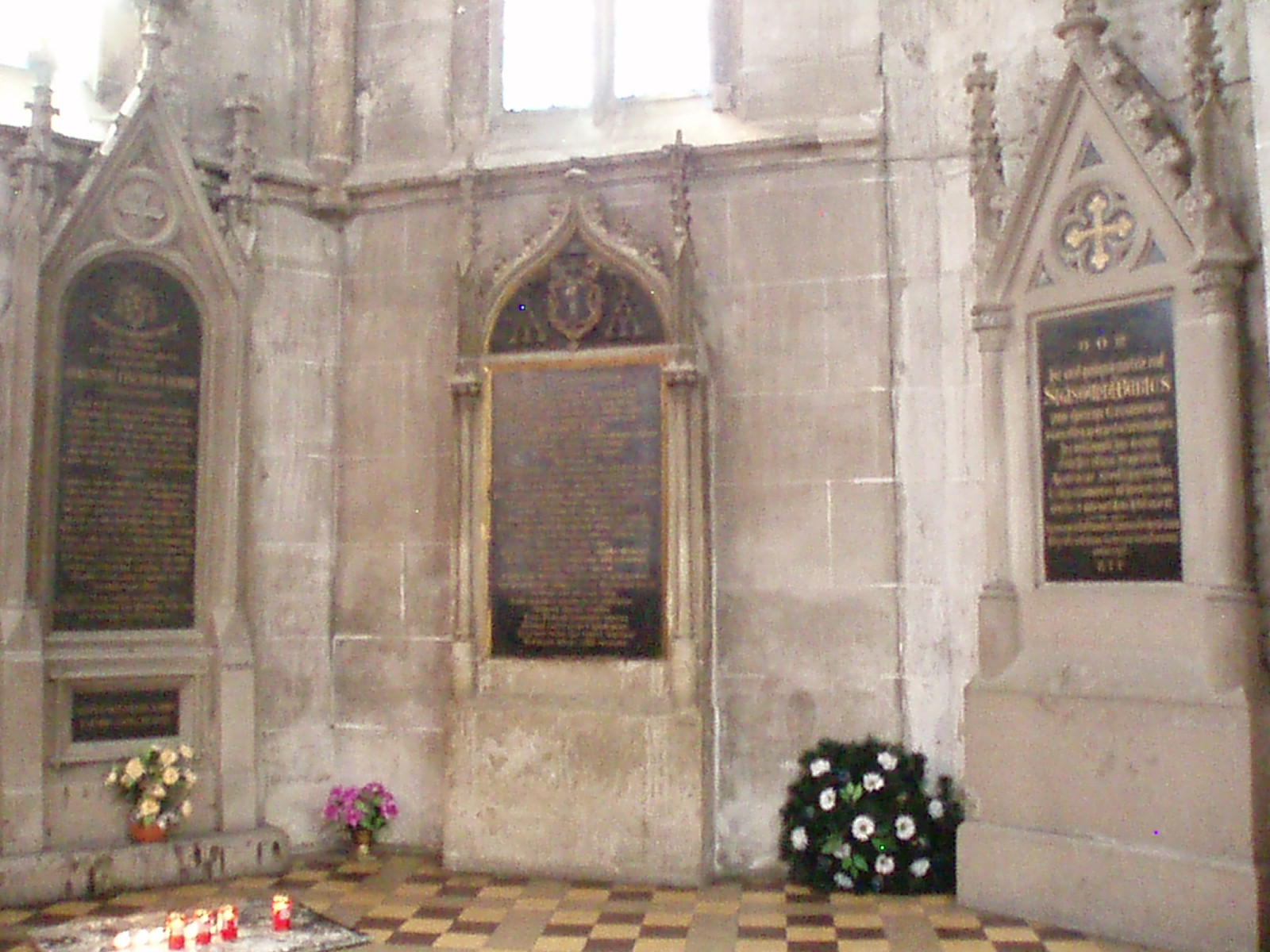
Dalles funéraires des évêques de Košice

#### Chapelle de la Sainte Croix
La seconde chapelle de la cathédrale est consacrée à la Sainte Croix construite en 1475. Son donateur fut le consul de la ville et bourgmestre Augustin Cromer. La chapelle est également surnommée Chapelle Cromer. Actuellement[Quand ?], elle est utilisée par le chapitre de Košice comme sacristie et est pour cette raison fermée au public.

### Tribune royale

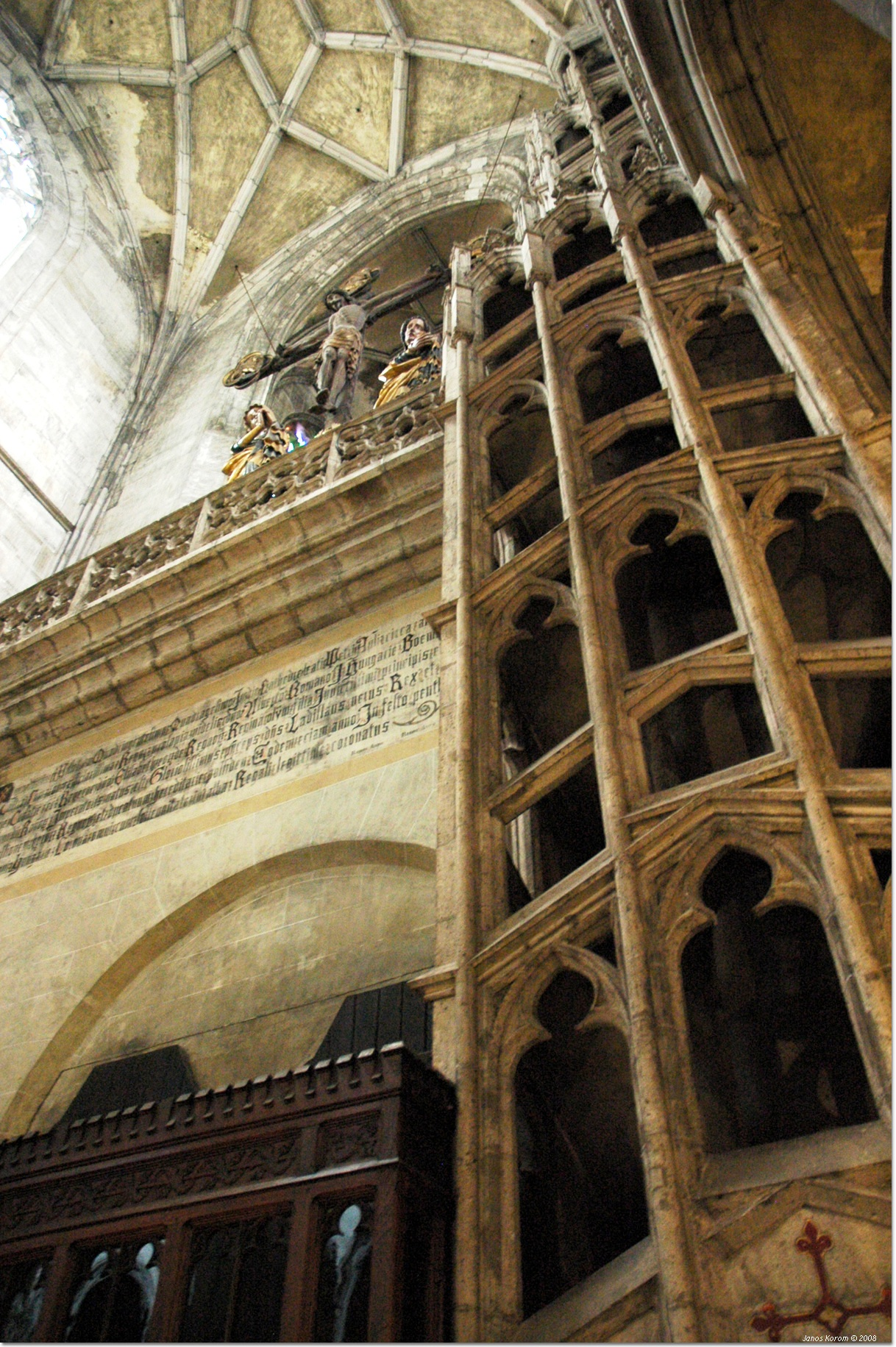
Escalier en colimaçon liés, inscription de Jisker et tribune royale avec son calvaire
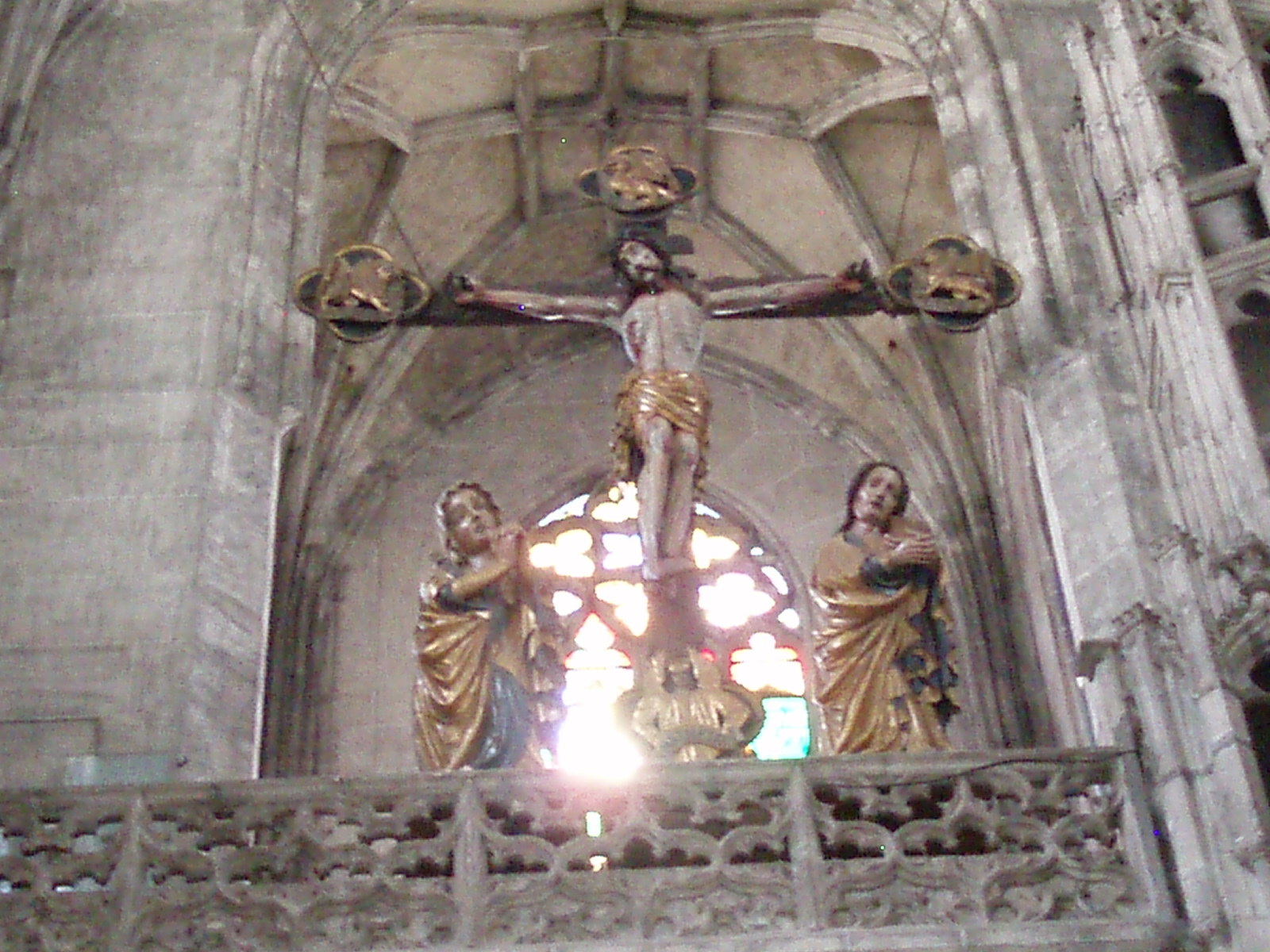
Calvaire

#### Tribune
La tribune royale date de la seconde étape de la construction de la cathédrale et appartient aux oratoires royaux dont la conception est inspirée de la cathédrale de Prague et réalisée par les ateliers de Peter Parler. La tribune fut fabriquée au premier étage de l'aile sud du transept. Sa rambarde est sculptée en treillis ajouré complexe. Sur les murs sous la tribune, on peut lire une épigraphe, témoignage notable de l'époque où le capitaine de Košice Jan Jiskra était en fonction. Le texte daté de 1441 proclame la fidélité des cassoviens au roi Ladislas Ier de Bohême :

« En l'an de grâce 1440, au jour du bienheureux apôtre Pierre, sous les labours hâtifs, au château de Komárom, de glorieux lignage royale, qui est du seigneur Albert, du roi romain, hongrois, tchèque, dalmate et croate et de dame Élisabeth, veuve, reine des mêmes royaumes, fille de feu l'invincible souverain et seigneur de l'empire romain Sigismond, né glorieux souverain, seigneur Ladislas, roi authentique et héritier du trône de ces royaumes et duchés qu'il doit posséder de droit héréditaire. Cette même année, il fut également à la fête de la Pentecôte en grande pompe et avec une splendeur légitime couronné de la sainte couronne du royaume de Hongrie à Albe Royale. »

#### Escaliers en colimaçon liés
Ces doubles escaliers du premier quart du XVe siècle, conduisant à la tribune royale, sont un témoignage supplémentaire de l'influence des bâtisseurs pragois à Košice. Dans la Cathédrale Saint-Guy de Prague, des escaliers en colimaçon comparables y furent aussi bâtis dans le portail sud. À Košice, les escaliers sont formés par deux colimaçons se croisant sur cinq marches communes. Le colimaçon ouest des escaliers se prolonge, conduisant aux greniers de la cathédrale. Les escaliers sont, malgré leur construction exécutée de main de maître, notablement inconfortables et serrés, ce qui présume qu'ils avaient avant tout un caractère ornemental.
Les doubles escaliers en colimaçon liés de la cathédrale de Košice sont les plus vieux existant en Europe. Peu de temps après leur réalisation, ils inspirèrent des projets similaires de construction d'édifice religieux en Transylvanie dans les villes de Cluj et de Sighişoara. Dans les années 1499-1500, on construisit un escalier dans la résidence de l'empereur dans la ville autrichienne de Graz selon le modèle des escaliers Košice.

#### Calvaire
La composition sculptée du calvaire de 1460 est l'une des plus vieilles pièces du mobilier de l'édifice. Il consiste en une croix de 4,34 m sur laquelle un Christ de 3,12 m est crucifié. À sa droite, on trouve une statue de la Vierge de 2,73 m et à gauche une statue de saint Jean l'évangéliste de 2,50 m. À l'origine, il était déposé dans l'arc de triomphe de la nef principale ; on le déplaça en 1936 dans la tribune royale. Cette pièce de bois sculptée se distingue par le témoignage émotionnel dramatique profond de cette époque de la culture chrétienne.

### Fresques

#### Fresques gothiques
En 1892, lors de la grande rénovation, on mit au jour quelques fresques gothiques qui furent recouvertes lors de la Réforme. Trois de celles-ci se situent sur l'abside latérale sud : Le Sauveur dans une mandorle devant le dernier jugement (le Christ assis portant le glaive, en dessous de lui la Vierge Marie et saint Pierre), Les douze apôtres, et La résurrection du Christ (tenant un drapeau de la main droite et bénissant de l'autre). Dans l'abside latérale nord près de l'entrée de la sacristie se situent d'autres fresques la Descente de la croix de la moitié du XVIe siècle qui furent conçues en même temps que le retable mural. À droite la Flagellation et la Couronne d'épines, à gauche la mise en croixet le Christ devant Pilate.

#### Apothéose de la vie de François II Rákóczi

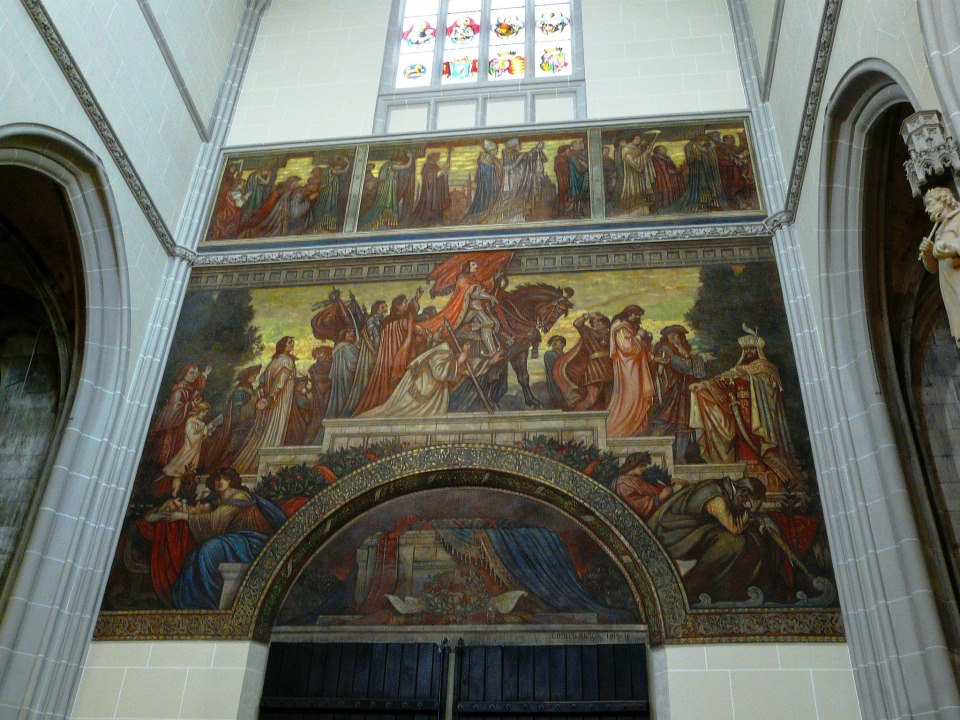
Apothéose de la vie de François II Rákóczi (1914-1916)

L'apothéose de la vie de François II Rákóczi est une peinture murale monumentale sur le mur de l'entrée nord de la cathédrale. Elle fut réalisée en 1914-1916 par Andor Dudics. Cette fresque glorifiant la vie de François II Rákóczi est réalisée à la manière d'un triptyque. La peinture entre le fronton nord et la corniche représente le cortège funèbre à travers la ville. La peinture centrale célèbre la vie du prince, sa naissance, son enfermement au château de Šariš, son rôle de guide dans la révolte, son exil et sa mort en Turquie. La troisième partie, dans le demi-cercle au-dessus des portes du portail nord, représente le sarcophage du prince.

#### Fragment d'écriture moyenâgeuse
À droite, à proximité du retable de saint Stéphane dans la nef latérale nord de l'abside, on trouve une écriture gothique en partie lisible. On peut juger selon les éphémérides qu'elle rappelle des faits de la période du règne des rois Sigismond et Albert entre 1387 et 1439.

### Crypte de François II Rákóczi
Près des murs nord de la cathédrale, cette crypte fut construite en 1906 pour abriter la dépouille du prince François II Rákóczi et de ses compagnons. La crypte et quatre sarcophages furent dessinés par le professeur de l'Université polytechnique royale József Frigyes Schulek. Autour du prince reposent sa mère Ilona Zrínyi et son fils ainé József. Dans le sarcophage situé au sud du prince, sont déposés les restes du général Antal Esterházy. Le sarcophage nord abrite Miklós Sibrik et dans le quatrième sarcophage de l'autre côté de la crypte reposent le comte Miklós Bercsényi et sa seconde femme Krisztina Csáky.

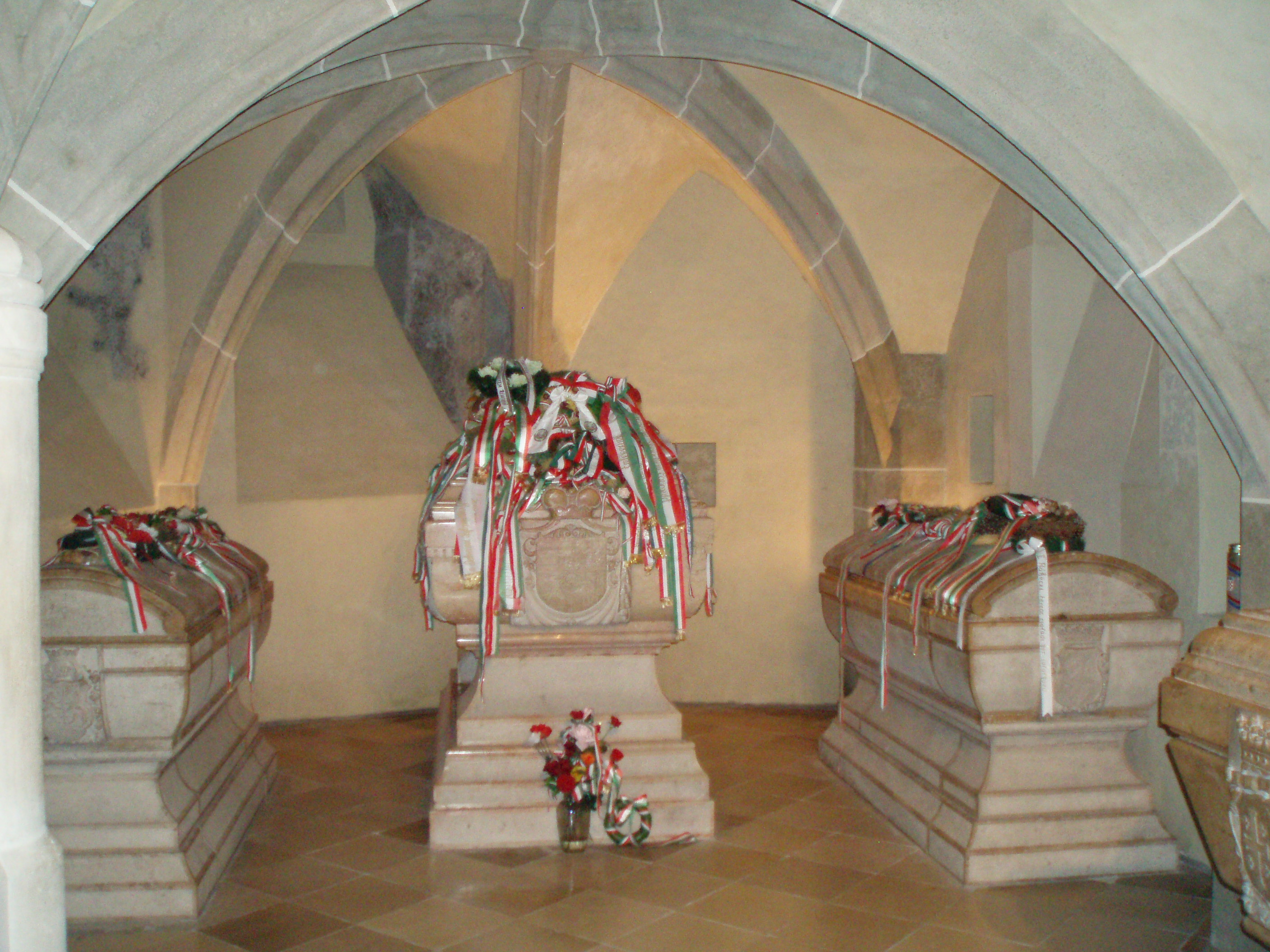
Crypte de François II Rákóczi
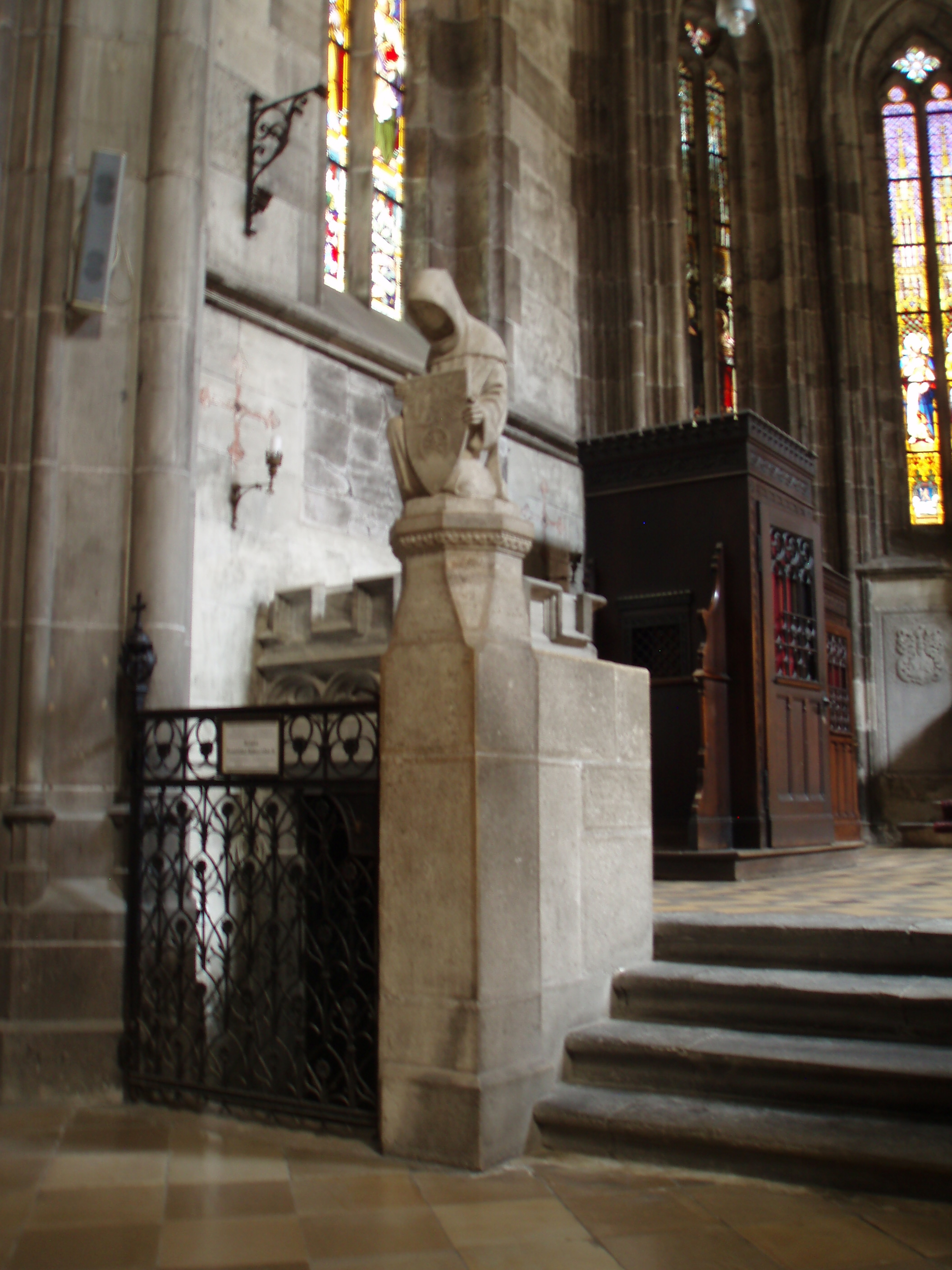
Entrée de la crypte
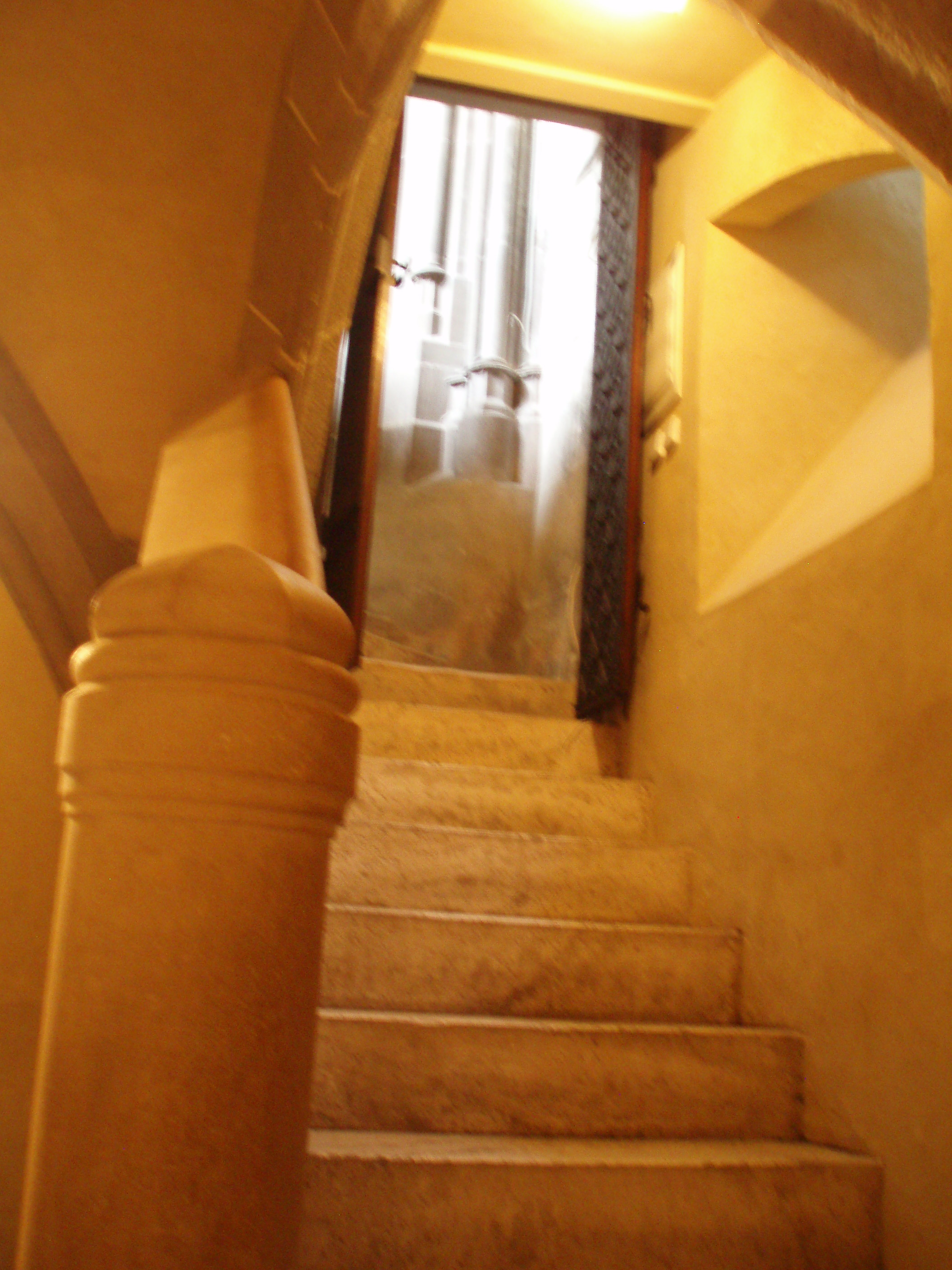
Escalier de la crypte

### Tribune de la chorale
Le petit balcon placé sur le mur nord de la nef principale dans l'espace du presbytère appartient aux aménagements originaux de l'édifice. On pense qu'il servait durant les célébrations aux acteurs et aux chanteurs de divers allégories et mystères du Moyen Âge. L'accès à la tribune se fait par une petite ouverture dans l'abside de la nef latérale nord, de là conduit un escalier en spirale dans l'épaisseur de la colonne vers le grenier et la tribune.

### Chaire de vérité
L'un des ajouts néogothiques les plus réussis de la rénovation de la cathédrale est la chaire en pierre sculptée surmontée d'un toit en bois, œuvre de W. Aubram et R. Argent. Le garde-corps des escaliers et de la chaire sont décorés par des statues des apôtres et pères de l'église. La grille autour de la chaire est métallique.

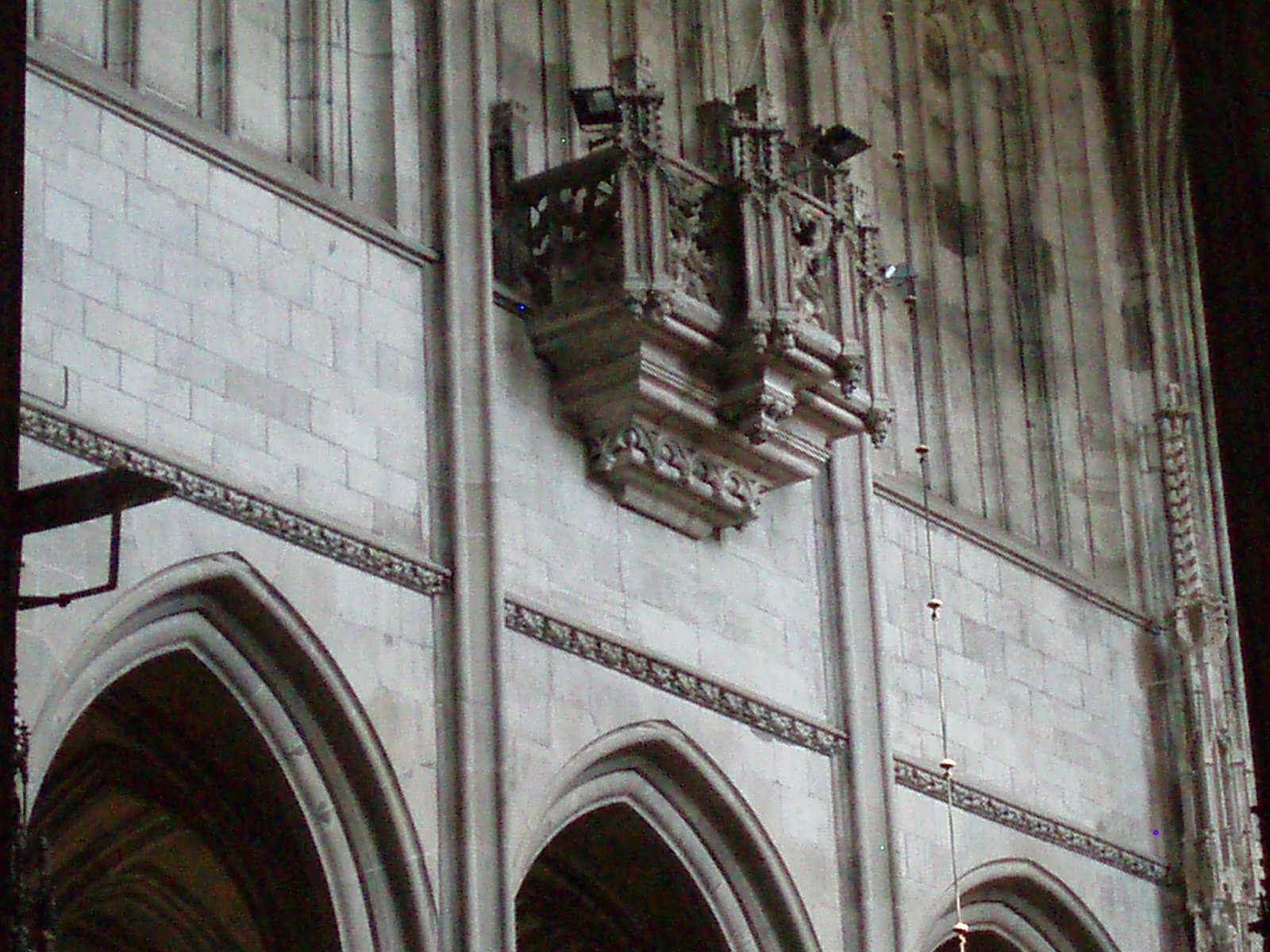
Tribune de la chorale
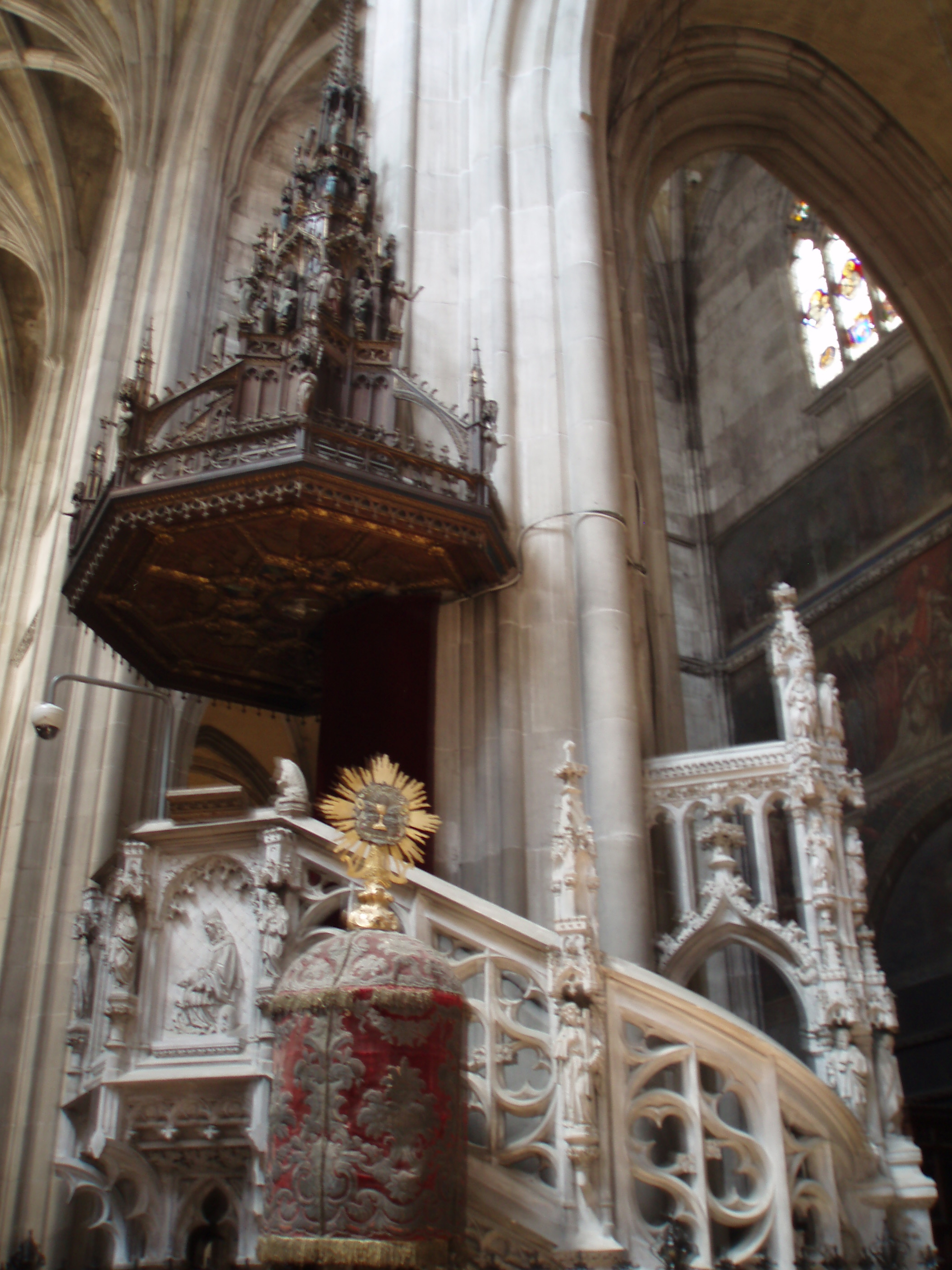
Chaire néogothique

### Mobilier

#### Autel
La partie la plus récente du mobilier de la cathédrale est l'autel du prêtre célébrant dans le sanctuaire devant le retable principal. Il est sculpté à partir d'un monolithe de grès en forme de deux bras unis constituant une ellipse. L'autel repose sur un socle en forme de cœur. Au côté de celui-ci se situent aussi un ambon moderne et le cathèdre. Les trois objets ont été réalisés par Michal et Tomáš Baník en 1994.

#### Fonts baptismaux
Les fonts baptismaux de bronze romano-gothique du XIVe siècle sont l'objet le plus ancien conservé dans la cathédrale, ils proviennent de l'ancienne église précédant l'édifice actuel. Le pied est décoré par des triangles et le calice est recouvert de reliefs zoo-morphologiques avec des lions, griffons et des aigles. Sur le rebord est gravée une inscription latine illisible. Le couvercle date de 1914.

#### Douleurs de la Vierge Marie
La statue de bois des environs de l'an 1500 fait 112 cm de haut. Elle est déposée sur une colonne gothique tardif sur la tête de laquelle est visible un signe gravé dans la pierre avec les inscriptions Y et A. La statue est chapeautée par un baldaquin ajouté dans les murs sud par la suite. La figure avec son expressivité et l'agencement des replis de la main atteste le haut niveau de la sculpture du bois du gothique tardif à Košice.

#### Lanterne du roi Mathias
C'est une petite tour de pierre gothique de la fin du XVe siècle sous forme de pinacle avec une embrasure pour une lanterne construite sur une colonne de pierre avec un tronc tourné. Les tympans de la tourelle sont décorés par les armoiries de Košice, de la famille des Hunyady, des rois de Hongrie, Bohême et Dalmatie et des armoiries non identifiées. À l'origine, la lanterne éclairait l'espace devant le portail sud en direction du cimetière voisin. Elle servait au début du XXe siècle quand elle fut remplacée par un éclairage au gaz. Elle fut placée à sa position actuelle près du mur de la tour Mathias en 1940.

#### Relief de sainte Élisabeth
Le relief de sainte Élisabeth est apparu dans le mobilier de l'église à la même époque que le pastophoria, sa réalisation fut également une œuvre de Stephan Lapicidus. Il est assemblé en trois parties qui semblent ne pas s’emboîter. Le relief proprement dit, représentant la patronne de la cathédrale, sainte Élisabeth, est austèrement décoré en contraste avec le baldaquin hexagonal richement sculpté sur lequel sont représentées en filigrane des scènes de l'Ancien Testament. La pointe du baldaquin en forme de pinacle en tourelle est terminée par une composition de pélican dans un nid qui symbolise le Saint Sang. La troisième partie du relief est la console sur laquelle est également gravé un pélican représentant le culte du Saint-Sang. Au XIXe siècle, le relief a été complété par un champ avec l'inscription latine S.Elisabeth ora pro nobis, placé sous la console.

#### Mobilier baroque

##### Épitaphe des Reiners
L'épitaphe de la famille du bourgmestre Melchior Reiner, du début du XVIIe siècle, est l'une des seules pièces non gothiques conservées dans la cathédrale et appartient au style baroque. Entre les armoiries de deux familles, on trouve une image de la Flagellation au-dessus de laquelle on trouve une statue de Christ en croix et sur les tympans baroques, deux anges de part et d'autre et le Christ soutenant la Terre au centre.

##### Mandorle de la Vierge
Une autre pièce baroque que l'on retrouve dans la cathédrale de nos jours est la mandorle de la Vierge ; celle-ci a une esthétique renforcée par les décorations qui l'entourent. C'est une mandorle de la première moitié du XVIIIe siècle pendue sous l'arc de triomphe. En son centre on retrouve deux vues (avant et arrière) d'une Vierge à l'enfant sculptée.

##### Statue Saint-Florian
Saint Florian fut patron des pompiers et protégeait contre les incendies. La ville fit ériger sa statue en 1748 ; celle-ci d'abord logée dans la chapelle Saint-Michel, puis dans le mur sur de la tour Urban jusqu'en 1940 où elle fut déplacée vers son logement actuel dans le vestibule du portail sud.

#### Bancs
Certains bancs de la cathédrale proviennent du XVIIIe siècle et sont de style baroque ; d'autres sont plus récents et datent du XIXe siècle. Dans le presbytère, on retrouve situés l'un en face de l'autre, des bancs canoniques qui furent réalisés durant la grande rénovation selon les plans de l'architecte Imre Steindl. Celui-ci conçut également le banc patronal du bourgmestre sur lequel les armoiries de la ville sont richement gravées.

#### Peintures

##### Mise au tombeau
Une peinture représentant la mise au tombeau du Christ se situe sur le mur nord de l'édifice. Elle fut réalisée au début du XIXe siècle.

##### Saint Jean Népomucène
Une peinture baroque à l'image de saint Jean Népomucène se trouve à gauche du jubé derrière la lanterne du roi Mathias. Elle date de 1735 et sa partie inférieure porte l'inscription latine suivante: « HAC.SVB.ICONE.IN.PRAGENSI.SEPVLCRO.COLITVR.SANCTVS.IOANNES.NEPOMVCENVS. » (« Sur ce tableau se trouve dans une tombe de Prague saint Jean Népomucène »).

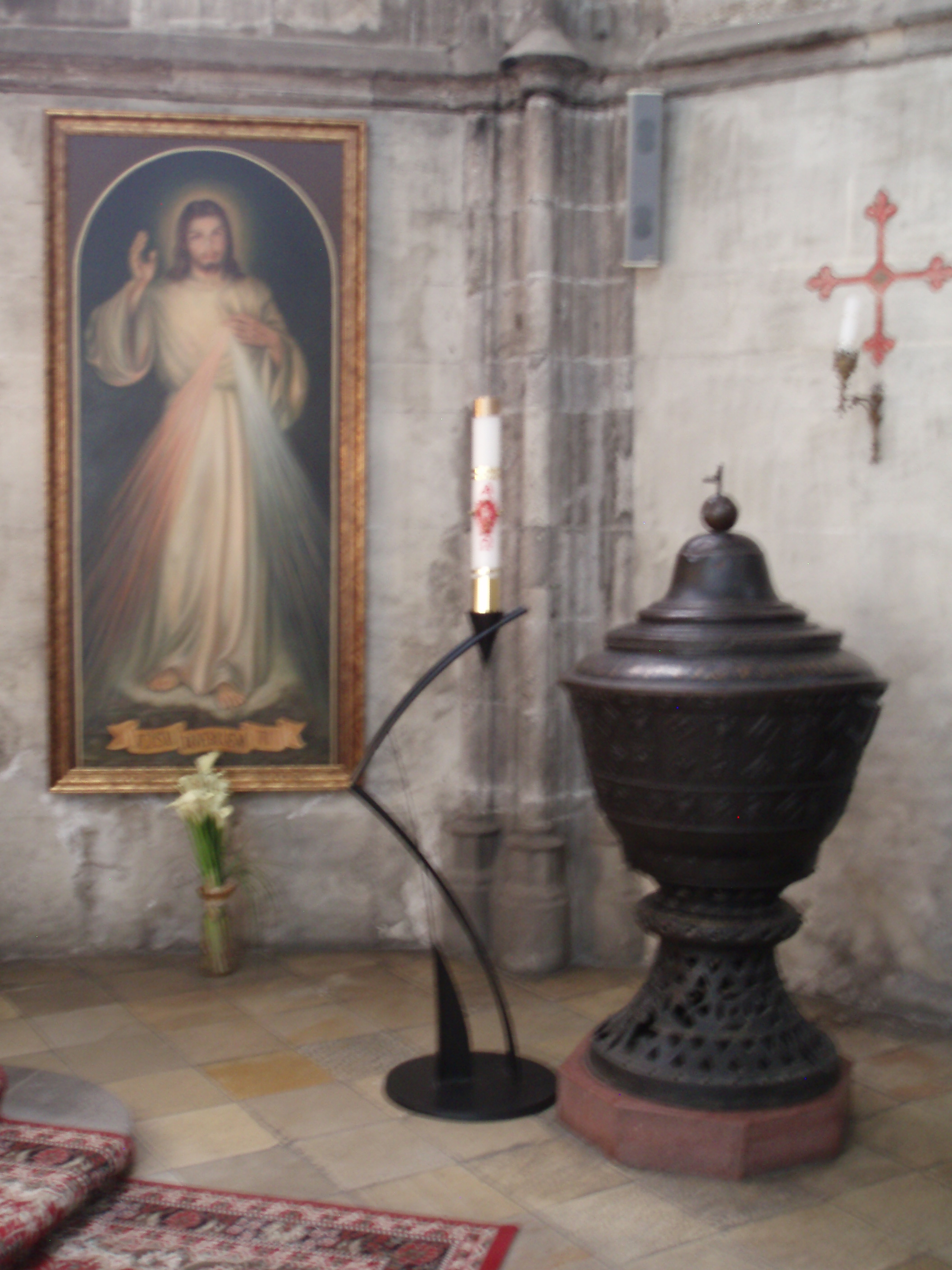
Fonts baptismaux de bronze
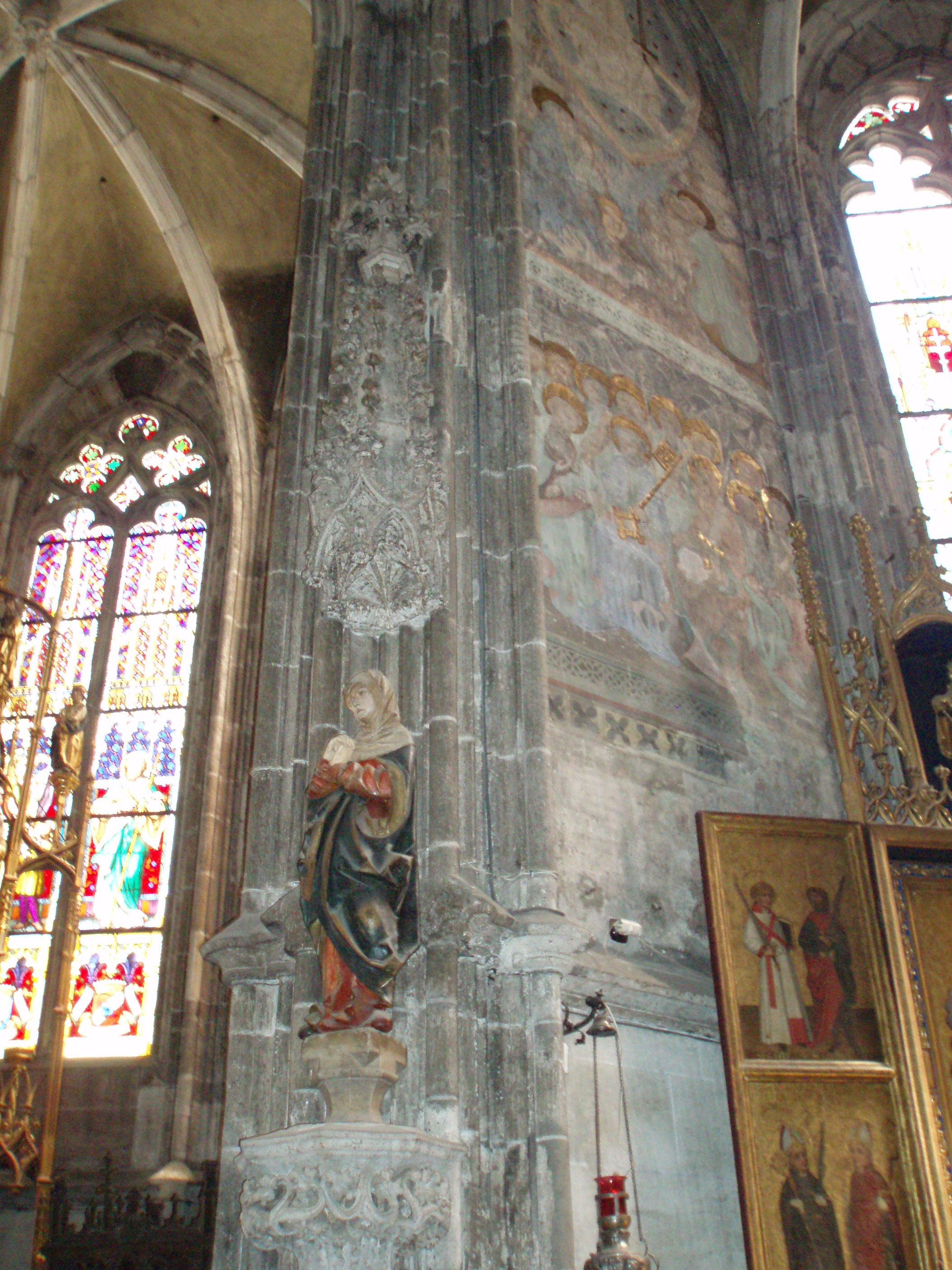
Vierge Marie sur une colonne et fresques dans la nef latérale sud
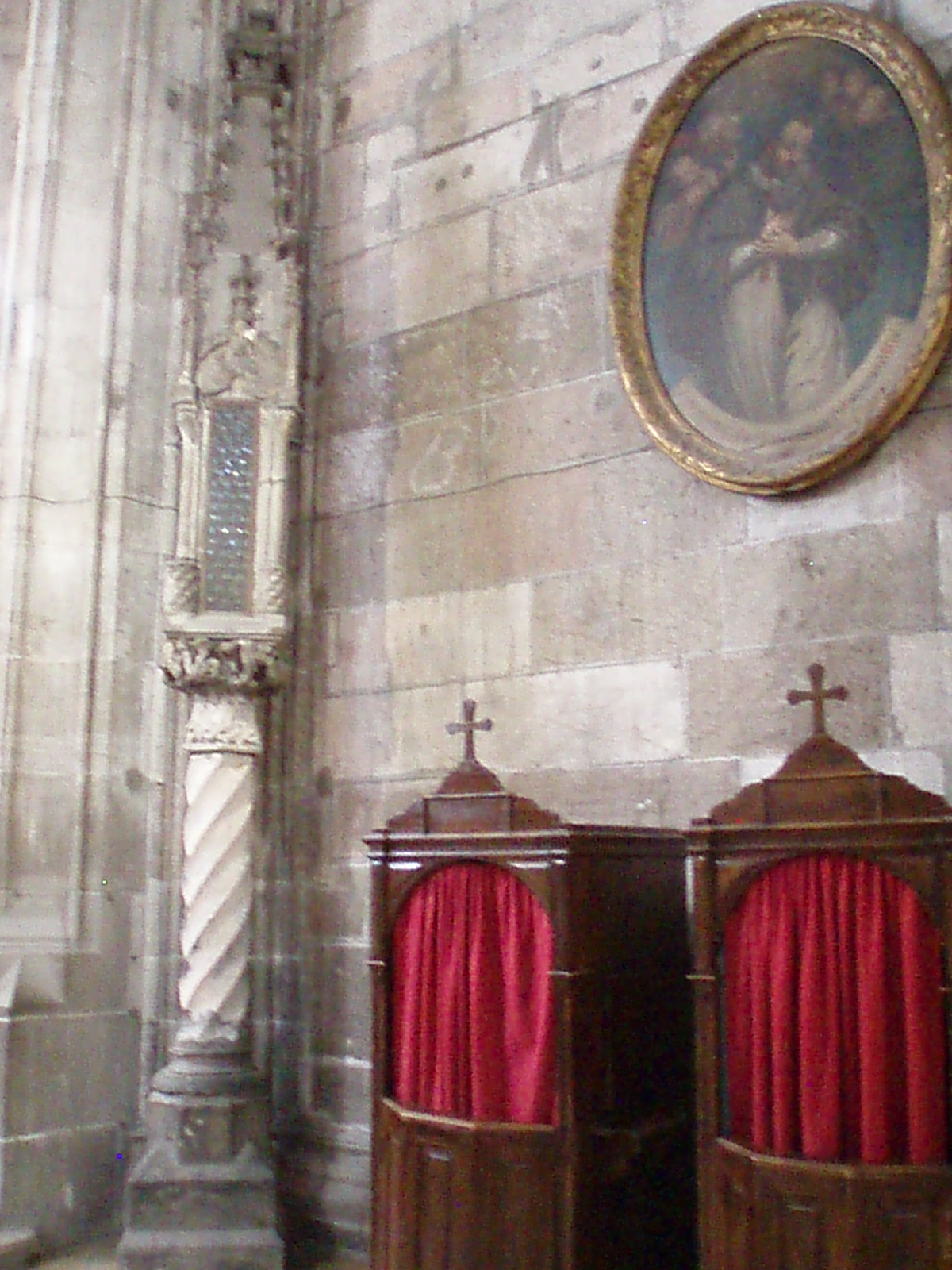
Lanterne du roi Mathias
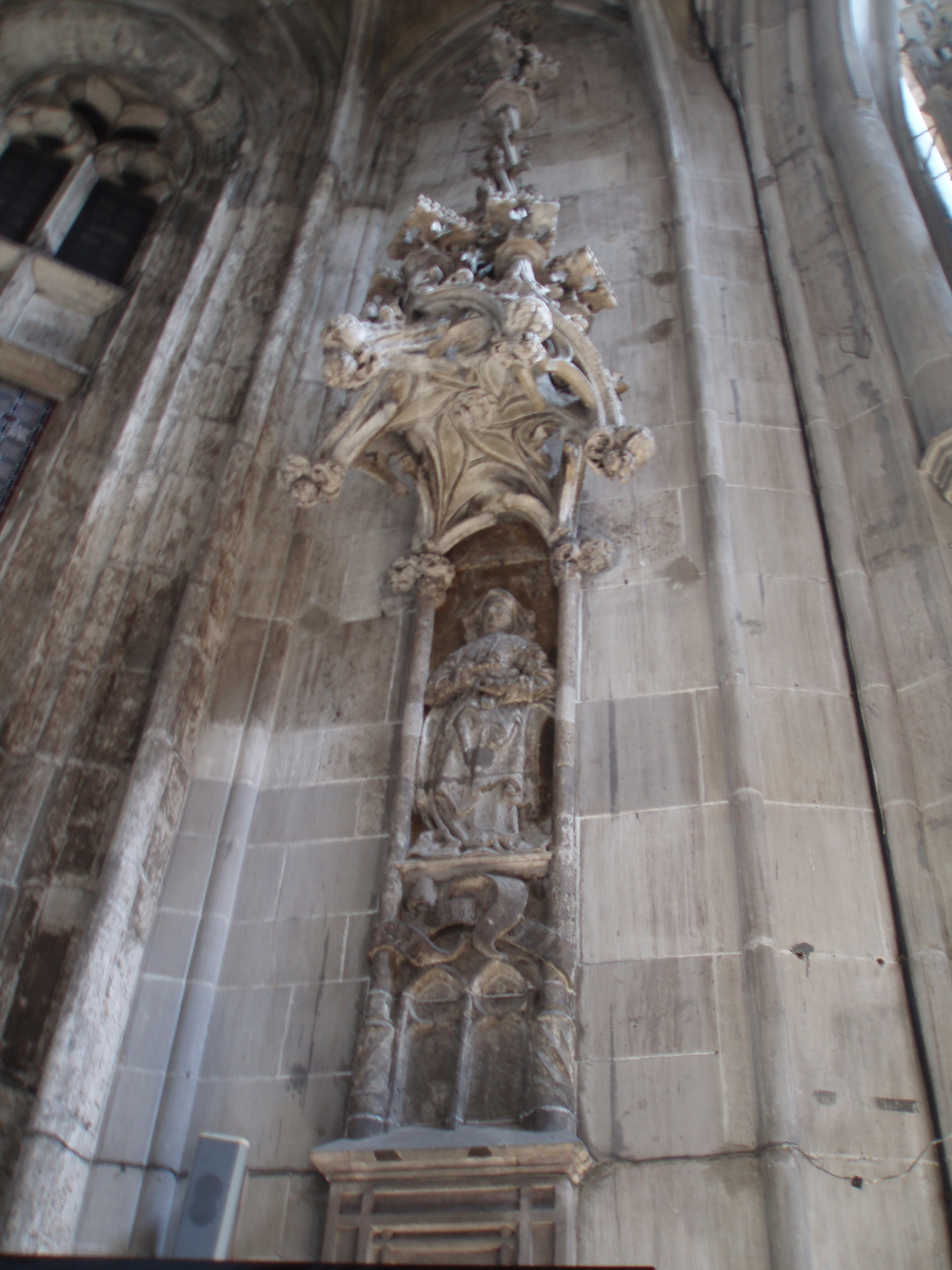
Relief de sainte Élisabeth
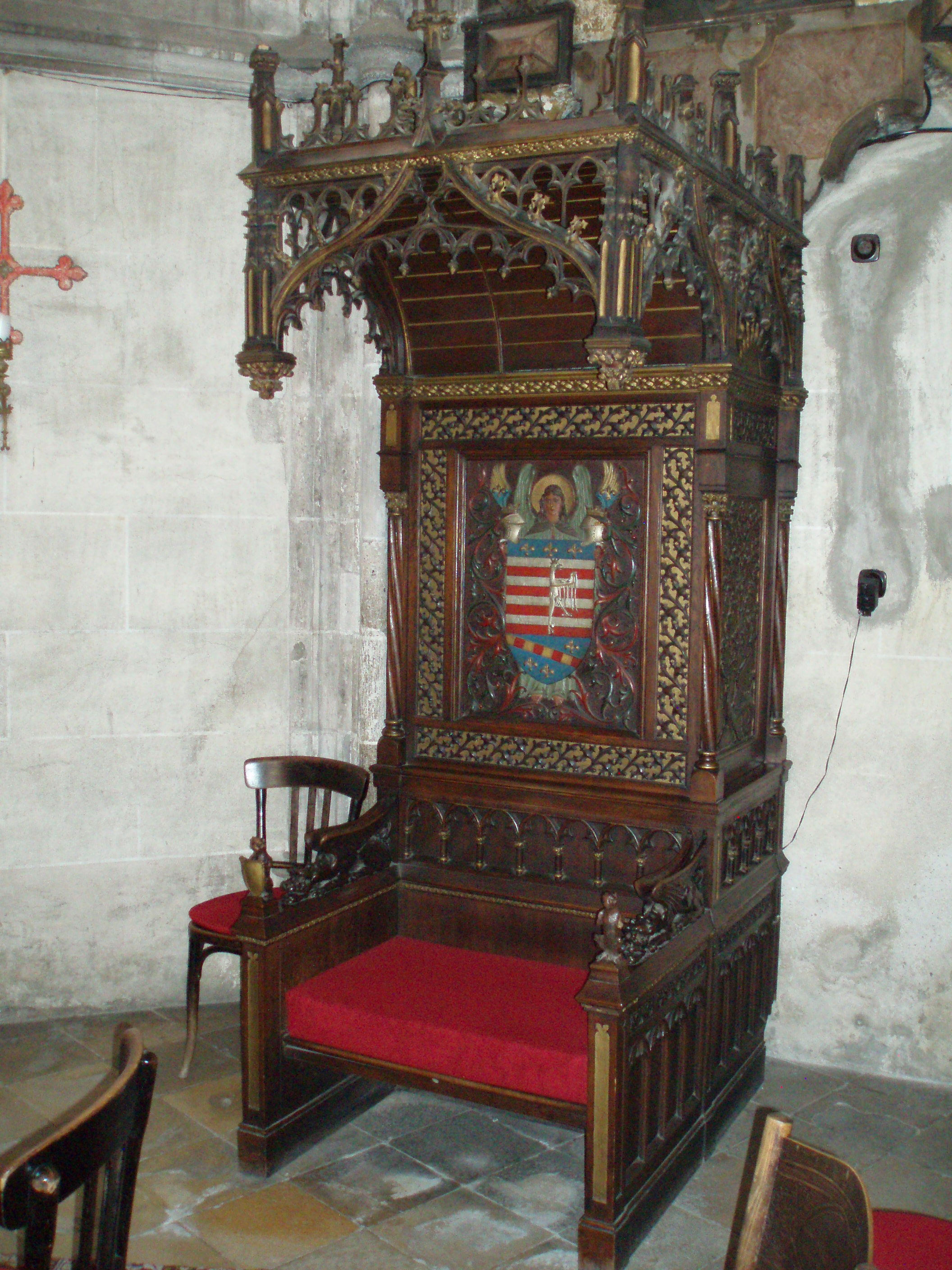
Banc du bourgmestre

## Extérieur

### Portail nord

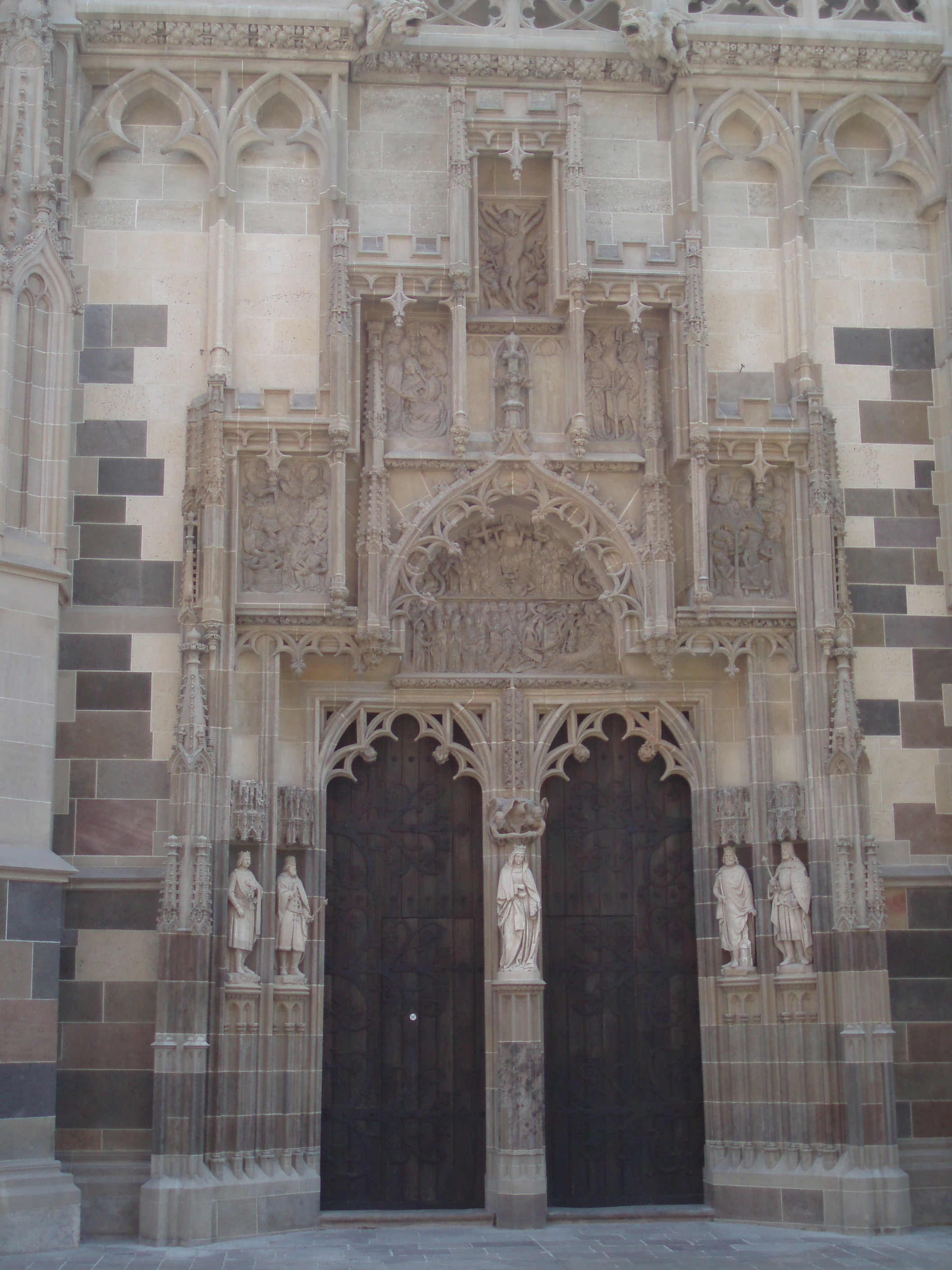
Portail nord

À l'opposé des usages du Moyen Âge, alors que l'on ne travaillait pas aux murs nord, on va s'attarder à la construction du portail. Ses ornements de statues sont les plus riches des trois portails de l'église ce qui s'explique par son orientation vers les espaces publics principaux du Košice moyenâgeux, le marché et l'hôtel de ville. Le portail est surnommé « entrée dorée » (slovaque : Zlatá brána) car au Moyen Âge il était plaqué d'or.

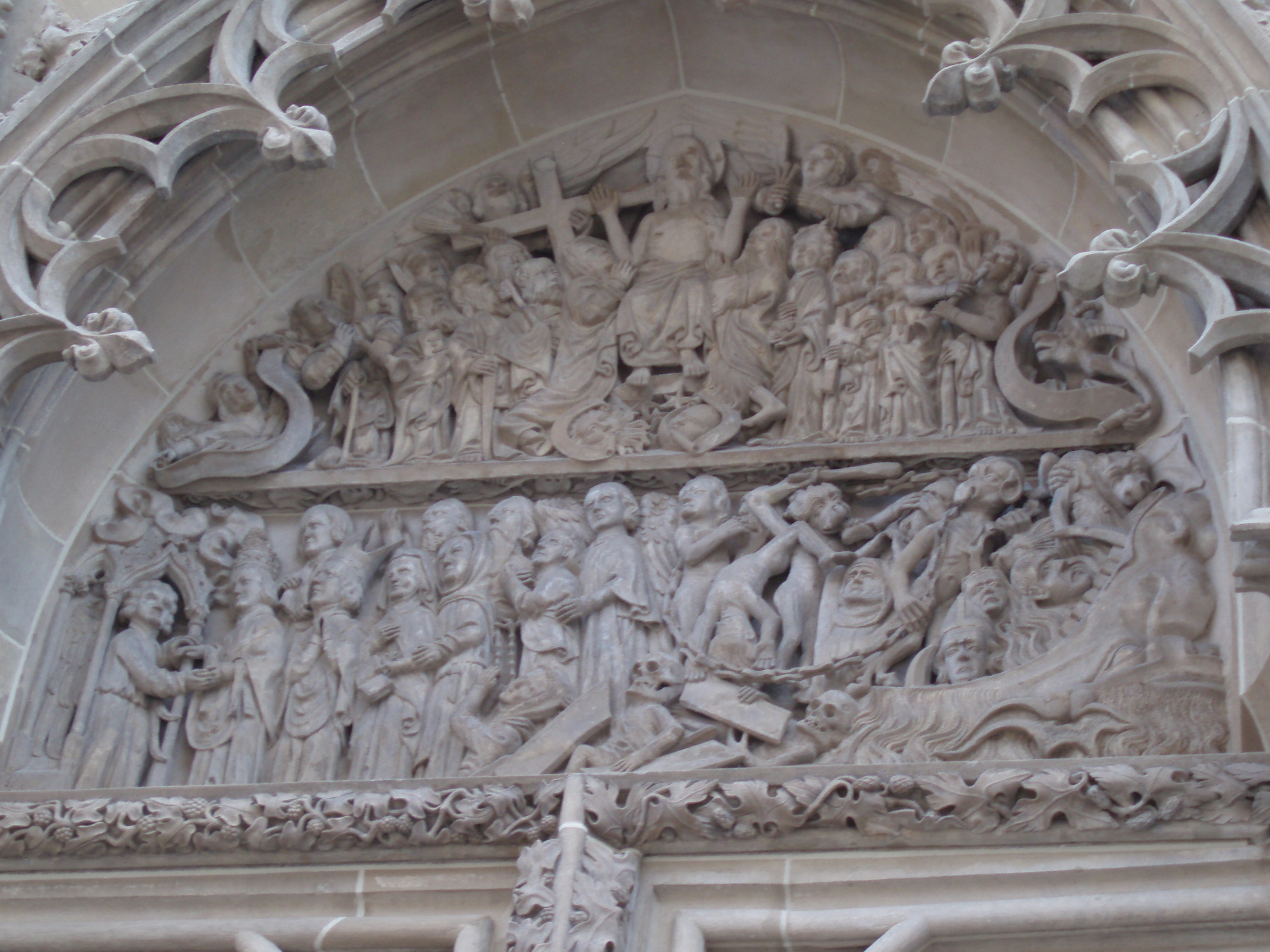
Détail de la scène du jugement dernier

Le portail nord est formé de deux portes. Au-dessus de celles-ci, on trouve un arc dans lequel est inscrit un relief du jugement dernier. Le relief est composé de deux parties. Sur celle du bas on peut voir une foule de gens qui se dirigent soit vers les portes du paradis, où un ange les accueille chaleureusement, ou bien vers l'enfer sur la forme d'une gueule de lion vers lequel le diable traîne les damnés une chaîne au cou. Dans la gueule du lion gît également un haut dignitaire de l'Église. Si la partie basse représente la réalité terrestre du jugement dernier, la partie haute y figure la partie céleste. Un Christ sur le trône avec à ses pieds ceux qui gouvernent la terre, c'est-à-dire le Soleil, la Lune et les étoiles, est entouré de la Vierge Marie, Jean l'évangéliste et deux anges qui tiennent dans leurs mains les instruments du martyre, la croix et les clous. La paire d'anges avec une trompette indique la fin des temps. Les autres figures représentent les douze apôtres.
Autour du relief du jugement dernier, on trouve sur trois niveaux cinq reliefs encadrés, décorés par des pinacles, au motif profilé et arrondi. Deux d'entre eux se rapportent à la vie de sainte Élisabeth lorsqu'elle est représentée soignant les pauvres, les lavant et les nourrissant. Les deux suivants sont des scènes du Calvaire. Au sommet, un Christ en croix en forme d'arbre de la vie. Il faut noter la plastification des deux autres suppliciés du mont Golgotha, à gauche l'âme du repenti est emmenée par un ange et à droite, le diable emporte l'âme du damné aux enfers. Sous la scène de la crucifixion, à gauche, des femmes pleurent sous la croix autour de la Vierge Marie et à droite Jean l'évangéliste entouré de Romains.
Durant la grande rénovation de la cathédrale, les niches sur les deux côtés du portail nord furent remplies par des statues néogothiques : Émeric de Hongrie, Étienne Ier de Hongrie, Élisabeth de Hongrie, Ladislas Ier de Hongrie et Henri II du Saint-Empire. Les niches sont d'origine et l'on ignore quelles statues elle abritaient dans les siècles précédents. D'autres statues néogothiques décorent la façade du fronton nord, parmi elles les rois hongrois Charles Robert et sa femme Élisabeth Piast et Louis Ier. Les statues néogothiques du portail sont l'œuvre du sculpteur de Budapest Lajos Lantay.

### Portail ouest
Selon l'usage, l'entrée principale d'une église se fait par le portail ouest. À Košice cependant, bien que trois portes aient été ouvertes, celle-ci a les ornements les plus simples. Les deux entrées latérales sont dépourvues de décoration figurative. Au-dessus de la porte centrale se trouvent deux reliefs. L'un immédiatement au-dessus de la porte montre un Christ dans le jardin de Gethsémani implorant et priant son père regardant vers le coin en haut à droite. À gauche du Christ, les apôtres Pierre, Jacques et Jean l'accompagnent. À droite, vient un groupe de soldats avec à leur tête Judas. Sur le pignon terminant le portail se trouve une scène de la Vierge de Pitié, La Vierge Marie porte le corps du Christ entourée par Marie de Magdala et Marie Jacobé. Au-dessus de ce dernier relief, figurent des anges tenant le voile de Véronique avec l'empreinte du visage du Christ. La symbolique générale du portail se rattache à la tradition locale du Saint Sang. Dans les niches de la porte centrale furent placées deux statues néogothiques à la fin du XIXe siècle. Une seule est conservée ; il s'agit d'une représentation de Jean Baptiste.

### Portail sud

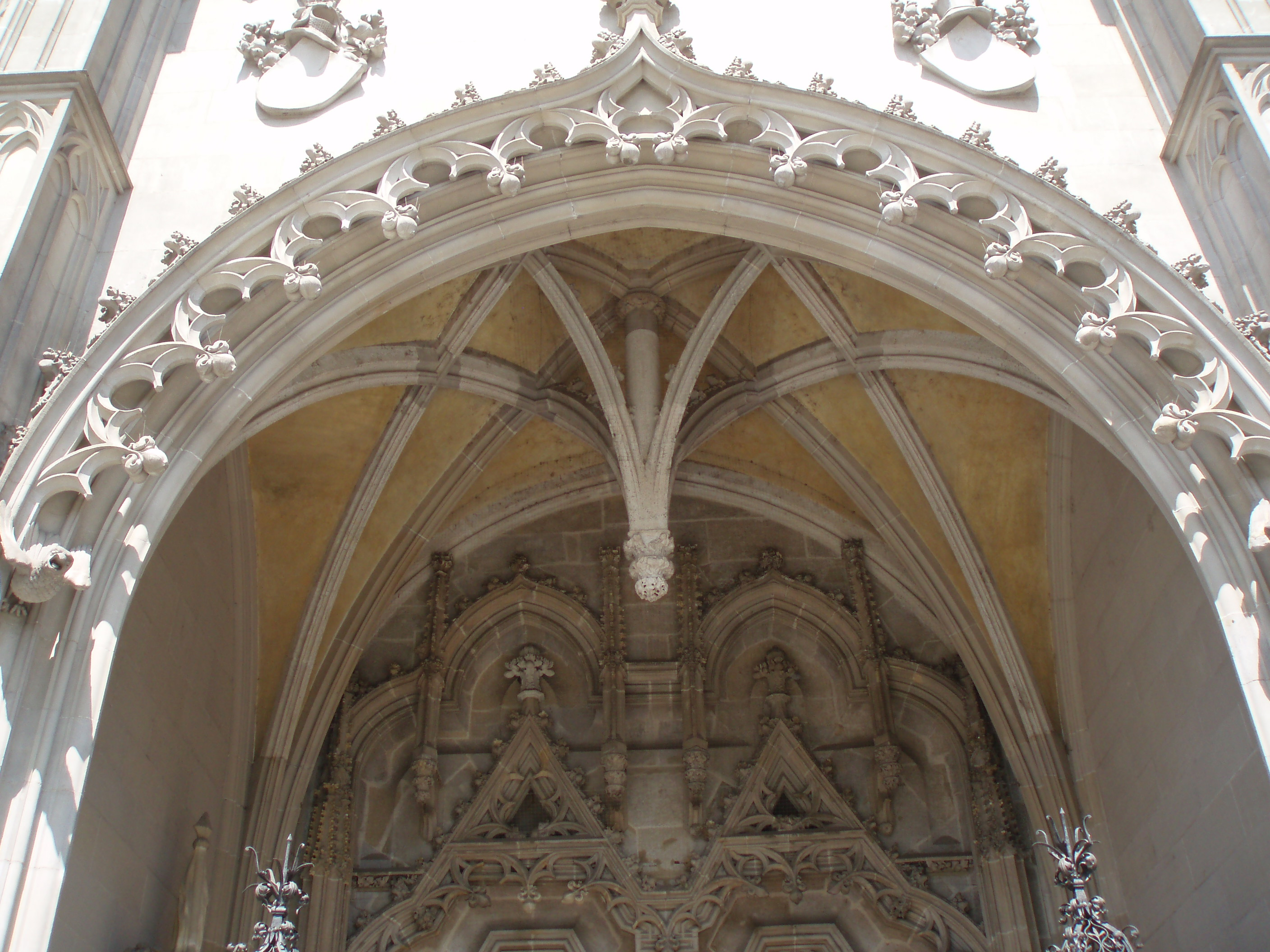
Détail du portail sud

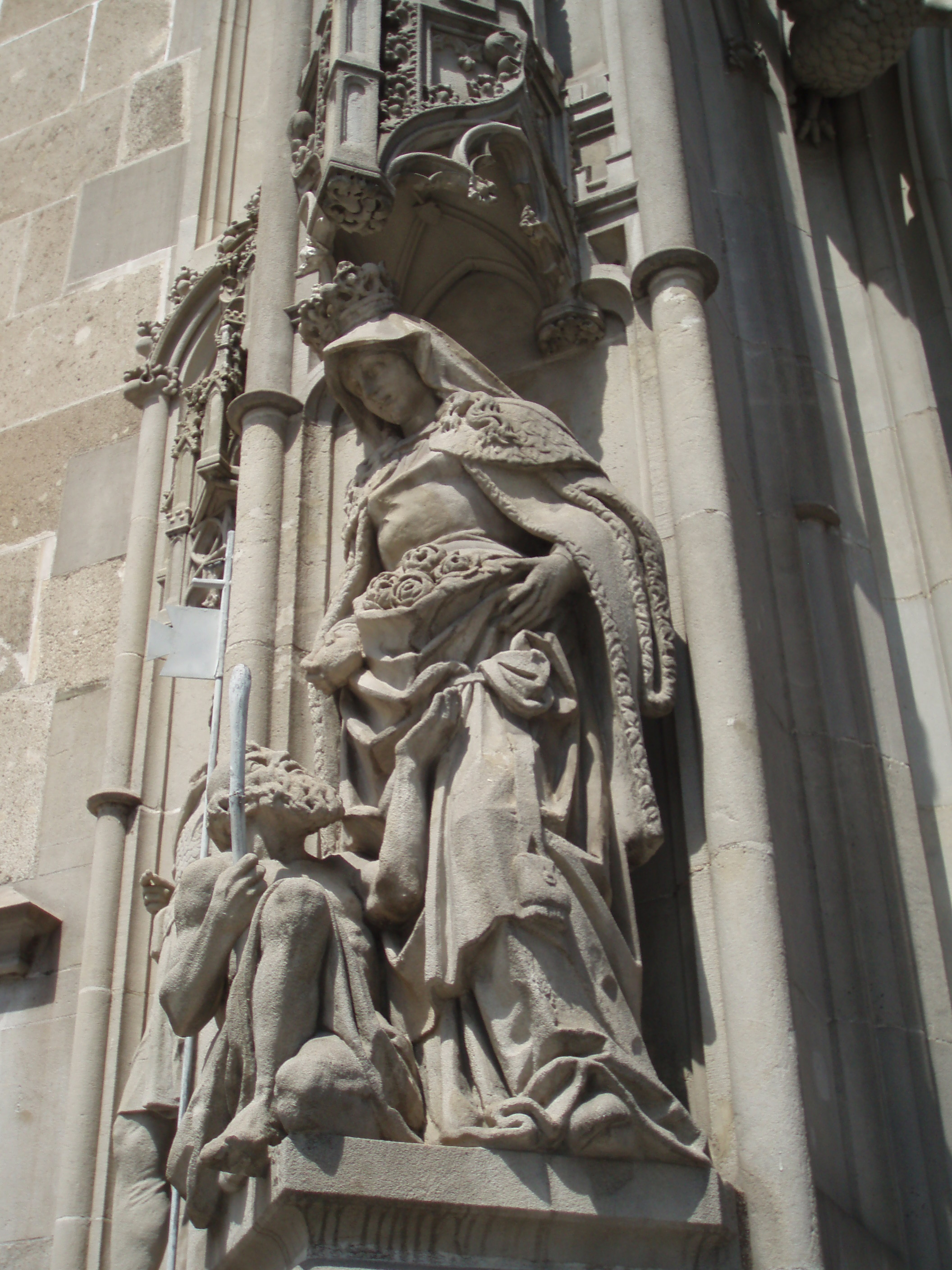
Statue de sainte Élisabeth du portail sud

Le portail sud se démarque des autres par sa situation dans un vestibule sous la tribune royale.
Comme le portail nord, il possède deux portes. Au-dessus de celles-ci, il n'y a pas de reliefs figuratifs mais il est surmonté par un tympan comportant des selles surmonté d'un pinacle triangulaire courbe sur lequel est placée une seconde rangée de selles. Le portail donne l'impression d'une entrée de moindre importance vers laquelle on passait pour accéder à la cathédrale depuis le cimetière de la ville adjacent sa chapelle saint Michel.
L'élément intéressant dans la conception du portail est l'arc ressortant de la voûte du vestibule décoré par des feuilles réalisées par des tailleurs de pierres cassoviens qui sont inspirées des œuvres de Peter Parler à Prague. Le baldaquin des statues du centre du portail est formé par des corbeaux en vol. Un autre cordeau et un bestiaire tiennent les instruments du martyre. Selon ces indices, il est probable qu'à l'origine une statue du Christ se trouvait sous le baldaquin. Actuellement[Quand ?], s'y trouve une statue de l'Immaculée de la fin du XIXe siècle du sculpteur Ján Marschalko.
Les autres statues néogothiques du portail sont Constantin Ier, Élisabeth de Hongrie, Adalbert de Prague, l'apôtre Andrée patron de l'archidiocèse de Košice, Gérard de Csanad, Colman de Stockerau, François Xavier et l'évêque Théodore. Elles ne participent pas à la symbolique du portail, mais représentent les patrons des donateurs lors de la grande rénovation du XIXe siècle. Sous la balustrade de pierre se trouvent cinq visages des restaurateurs de la cathédrale. Le portrait du centre est celui de Imre Steindl, les autres sont Fridrich Wilhelm Fröde, Imre Seiden, Ludwig Steinhaus et Otto Sztehló.

### Tour Sigismond

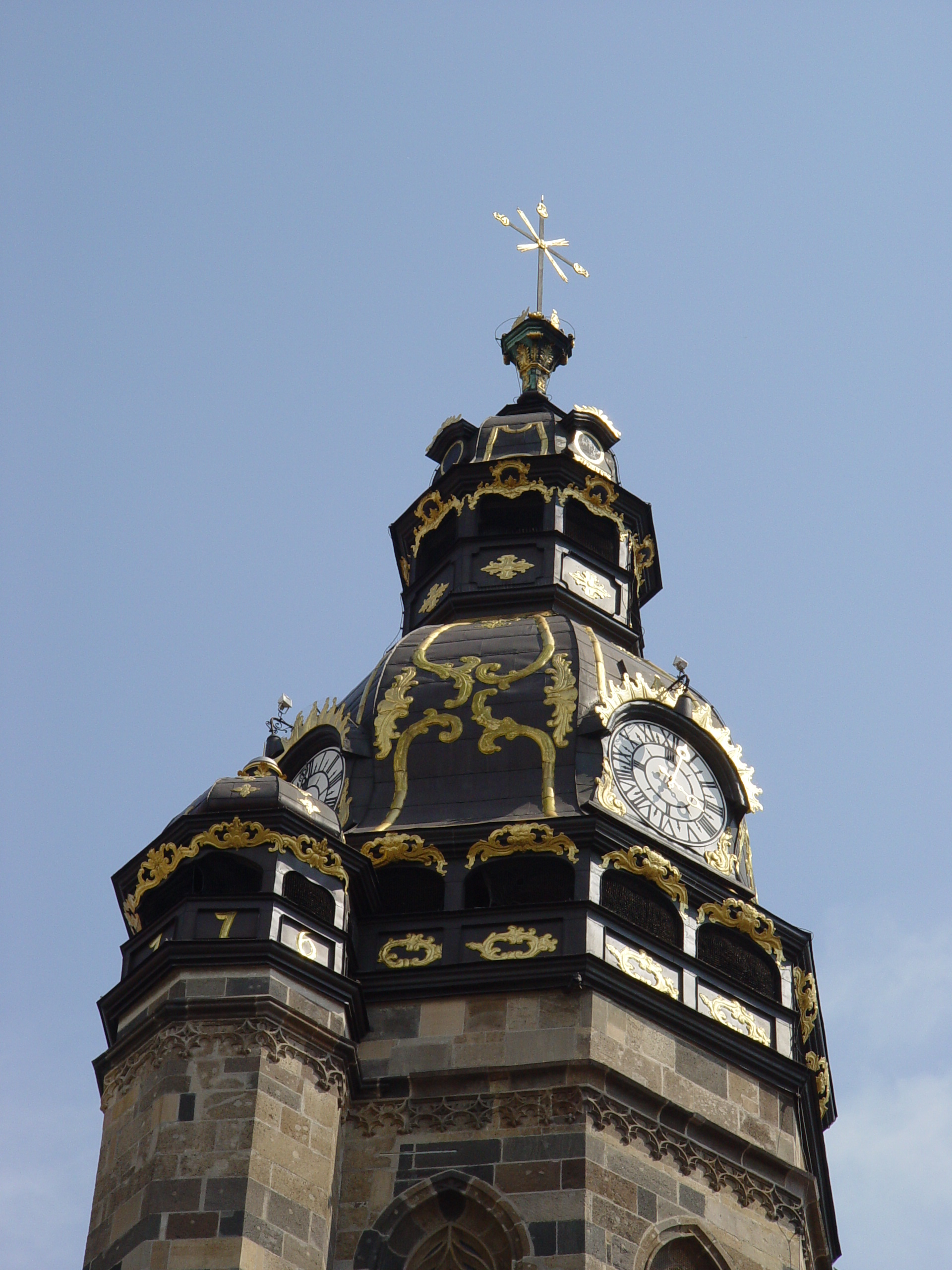
Dôme de la tour Sigismond

La tour nord fut bâtie lors de la deuxième étape de la construction de la cathédrale dans les années 1420-1440 sous le règne de Sigismond Ier et du capitaine Jan Jiskra. À cette époque, ses murs atteignirent la hauteur des corniches du toit. Elle fut terminée en 1462 durant la troisième étape, en témoignent les armoiries de Košice de 1462 au-dessus d'un petit portail sur la façade ouest servant d'entrée à la tour. La tour est construite sur base d'un plan carré dans lequel un escalier en spirale droite parcourt des murs extérieurs aux trois premiers étages vers une tour tubulaire octogonale inscrite dans le carré de la base. La tour peu décorée possède des corniches entre les étages décorées de frises au motifs géométriques. Entre les quatrième et cinquième étages la frise est complétée par des rosettes ayant chacune leur propre forme.
La tour Sigismond fut sévèrement endommagée par le siège de Košice des troupes de Jean Ier Albert Jagellon entre 1490 et 1491. Les dégâts à la tour furent réparés dans les années 1494-1497 par l'architecte Nikolaus Krompholz de Nysa sous la supervision de Václav de Prague. On profita de cette reconstruction pour y installer une horloge. Après l'incendie de 1775, la tour fut légèrement surmontée et à son sommet on la couvrit d'un dôme de style rococo avec galerie qui constitue le sixième étage de la tour. Le dôme est couvert de plaques de cuivre avec des éléments en fer blanc plaqué d'or. Une croix de trois mètres de haut est placée tout au somment de la tour.
C'est sous cette forme que l'on peut voir la tour aujourd'hui. Sa hauteur avec ses 160 marches est de 59,7 m. Au premier étage se trouve le mécanisme des grandes horloges, au second une construction pour stabiliser les cloches, au troisième deux cloches datant de 1926. Les anciennes cloches furent fondues durant la Première Guerre mondiale et utilisées à des fins militaires. En 1926 furent coulées de nouvelles cloches grâce aux collectes d'Alexander Buchner. Le Cœur divin pèse 1 530 kg et porte les noms des soldats tués durant le premier conflit mondial. La Cloche de Saint André, patron du chapitre de Košice, pèse 450 kg. La paire est complétée par une cloche funèbre de 40 kg. Au quatrième étage est installée une partie de la minuterie du XIXe siècle et un système de monte-charge utilisé durant la grande reconstruction. On trouve également dans la tour une pièce ayant servi de tour de garde pour les pompiers jusque dans les années 1970.

### Tour Mathias

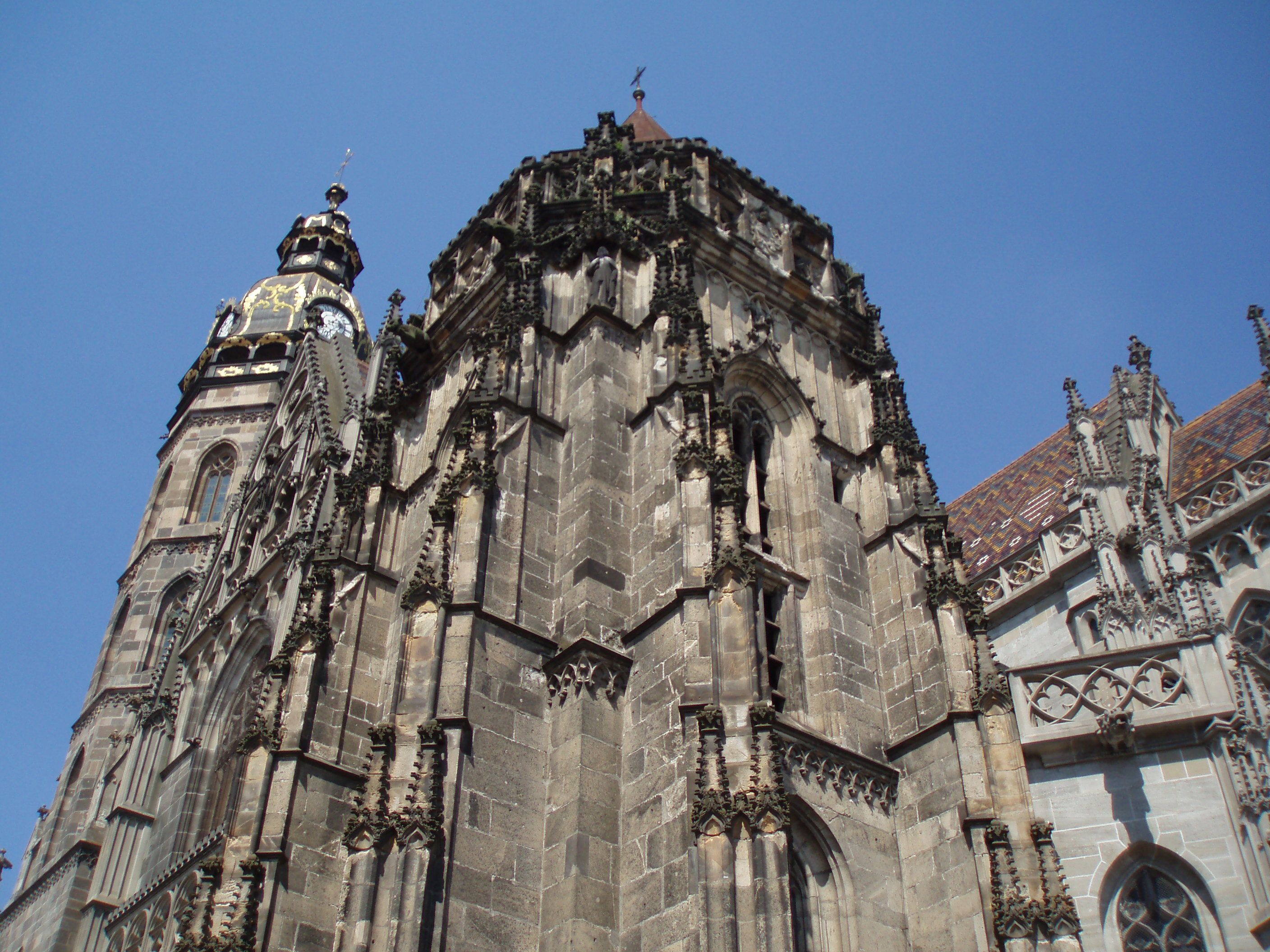
Tour Mathias

La tour sud a commencé à être bâtie durant la seconde étape de la construction de l'église dans les années 1420-1440. Après une interruption des travaux, on recommença a travailler dessus à partir de 1462 lorsque le chantier de la tour nord fut terminé. Comme la tour nord, elle est construite sur une base carrée. Le travail fut dirigé par Stephan Lapicidus jusqu'en 1477. Ce dernier la construisit plus massive et plus décorée que la tour nord même si elle ne fut pas réalisée jusqu'à la hauteur prévue. Elle fut terminée à la hauteur des corniches de la nef principale par le garde-corps d'une galerie décorée sur laquelle sur le côté sud se trouve une surface avec les armoiries de Košice et des pays dont Mathias Corvin était le souverain. La tour est actuellement couverte par une toiture octogonale en tôle.
L'intérêt de la tour est le labyrinthe d'escalier circulaire lié à de petits couloirs dont la fonction n'est pas connue. On entre dans la tour depuis l'ouest du jubé et ses escaliers permettent l'accès aux orgues. La riche décoration de pierre de l'extérieur est complétée par des statues de partisans du roi Mathias Corvin dans des embrasures angulaires du début du XXe siècle par le sculpteur de Budapest Ferenc Mikuli. Parmi ces statues sont représentés Étienne Zapolya, Sébastien Rozgoni et János Vitéz.

### Éléments remarquables des façades

#### Cadran solaire
Sur la façade sud de l'édifice, au-dessus de la plus haute fenêtre de la chapelle de la révélation à la Vierge Marie, est apposé un cadran solaire semi-circulaire de 1477. Les heures sont indiquées en chiffres arabes en écriture gothique de 6 heures du matin à 6 heures du soir. Il fut en partie détérioré et fut rénové en 1886.

#### Gargouilles

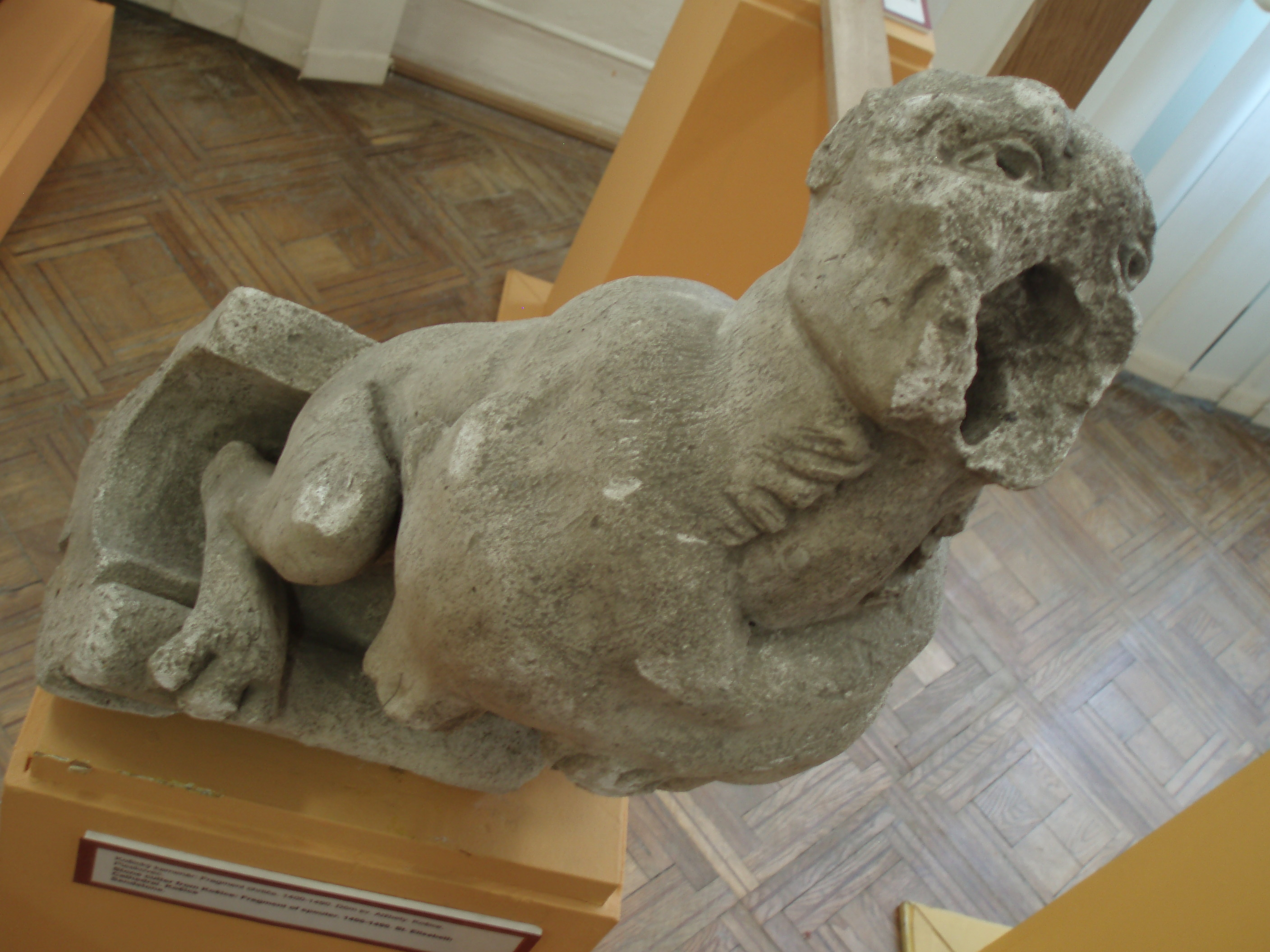
Gargouille originale de la collection du Musée de la Slovaquie de l'Est

L'évacuation des eaux de la toiture se fait par des gargouilles au niveau de l'imposante corniche à balustrade de pierre à hauteur de la base du toit de la nef. Les gargouilles zoomorphiques actuelles sont un héritage de la grande rénovation du XIXe siècle, cependant, un certain nombre de gargouilles d'origine sont conservées dans les collections du musée de la Slovaquie de l'Est à Košice et du musée de Zemplín à Michalovce ainsi qu'au château du Kreuzenstein en Autriche. Les gargouilles de nos jours proviennent de répliques des originales rénovées ou remplacées entre 1985 et 1991 lors de la rénovation du système de colonnes du sanctuaire de l'édifice.
En plus de leur fonction d'égouttage, les gargouilles avait pour rôle d'effrayer. À côté des motifs animaliers (pattes de lion, têtes de corbeaux), on trouve également des motifs de monstres (dragon, loup-garou). Une gargouille fait exception, il s'agit de celle posée sur la façade sud de la tour Mathias où est représentée une femme ivre un verre à la main et cachant une bouteille de l'autre. Une légende dit que cette gargouille immortalise la femme de Stephanus Lapicidus et la punit pour son penchant pour la bouteille.

#### Mémorial François II Rákóczi

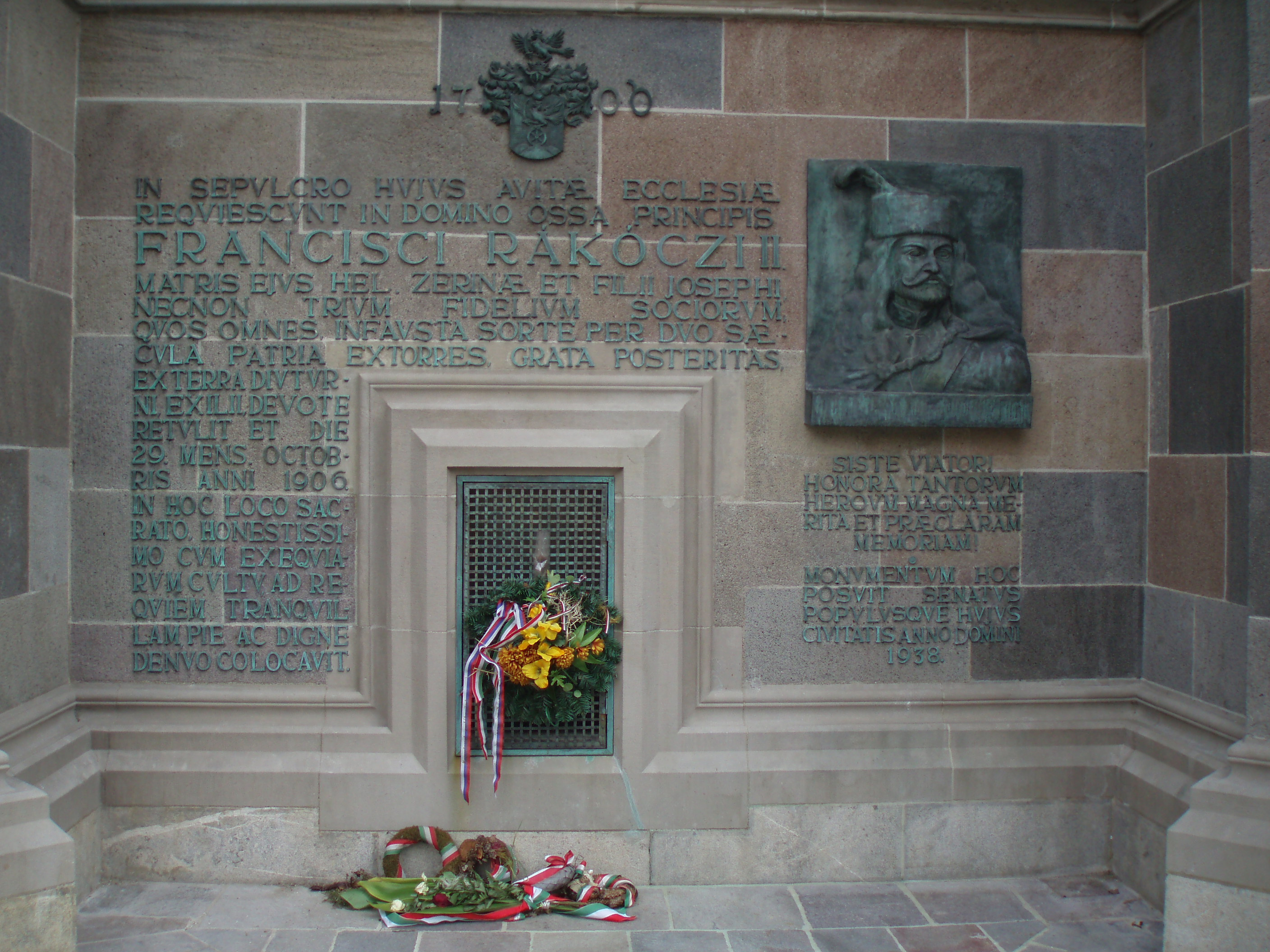
Mémorial François II Rákóczi au-dessus de la crypte

En 1906, les restes de François II Rákóczi et ses compagnons furent transférés de Turquie à Košice et déposés dans la crypte de la cathédrale. Le 24 juillet 1938, peu de temps avant l'arbitrage de Vienne et le rattachement de Košice au Hongrie de l'Amiral Horthy, fut inauguré ce mémorial en l'honneur des dirigeants de l'insurrection de 1703 à 1711. Il fut conçu par Béla Sipos et Vojtech Löffler et moulé à partir d'un bronze de Béla Buchner. Les inscriptions du mémorial sont neutres et rédigées en latin. Il fut endommagé en janvier 1945 et déposé au musée puis rénové en 1967. La traduction de l'épitaphe est la suivante :

« Dans la crypte de cette antique cathédrale reposent dans le Seigneur les ossements du prince François II Rákóczi, sa mère Ilona Zrínyi, son fils József et trois de ses fidèles compagnons, lesquels les descendants reconnaissants deux cents ans après l'exil, imposé à eux dans une fortune adverse, pieusement transportés de la terre de l'exil et inhumés religieusement le 29 octobre 1906 en ce lieu saint pour un repos tranquille. »

« Arrêtez-vous, visiteurs, la gloire de ces héros est grande et leur mémoire est splendide. Ce monument a été érigé par le sénat et le peuple de cette ville en l'an de grâce 1938. »

## Rayonnement de l'édifice

### Dotations princières
La cathédrale Sainte-Élisabeth, construite à partir du XIVe siècle, domine la ville de Košice. Avec sa superficie de 1 200 m2 elle est la plus grande église de Slovaquie. À l'époque moyenâgeuse et à la Renaissance, elle était également le plus grand édifice religieux du royaume de Hongrie. Sa construction fut une affaire de prestige pour les bourgeois de la ville, riches marchands et artisans, symbole de leur prospérité. Les besoins d'un édifice religieux représentatif dans la plus grande ville de Haute-Hongrie, exceptionnellement riche, fut supportée par les rois de Hongrie.
Le roi Sigismond Ier, sous le règne duquel l'édification de l'église commença, y consacra la moitié des revenus de la trentaine de Košice. De plus, il conféra de nombreux privilèges à la cité, qui indirectement favorisèrent le financement du chantier par les caisses de la ville. Les contremaîtres qui travaillèrent à cette époque furent invités au chantier de construction de la résidence de Sigismond à Visegrád. Le roi Mathias Corvin en l'an 1468 dédia les dons réguliers de nouvel an de la ville à la construction de l'édifice et cela pour une période de cinq ans. À l'expiration de ce délai en 1472, la décision fut prolongée de dix ans. En plus de cela, il offrit à la construction de l'église en 1476 toutes les rentrées de la taxe sur le sel,. L'entretien de la cathédrale dépendit des princes dans les siècles qui suivirent. Après le grand incendie de la ville en 1556 alors que l'église et sa tour furent sévèrement endommagés, Ferdinand Ier dispensa à Košice de s'acquitter du payement des impôts pour huit ans. Ces rentrées furent destinées à la rénovation de la ville « dans sa splendeur antérieure ». Léopold Ier en l'an 1675 intervint personnellement auprès du conseil communal pour que soient effectuées des réparations à la cathédrale. Il déclara à son propos qu'il n'y en n'avait pas pareille en Hongrie. Au XIXe siècle, à l'époque de la rénovation de Fábry, le couple impérial François-Joseph Ier et Élisabeth contribua à sa réparation après leur visite de Košice en 1857. L'empereur y consacra 5 000 florins et l'impératrice 600. À cette occasion, la ville fit apposer une plaque commémorative qui est aujourd'hui posée sur le mur nord de l'édifice. La traduction du texte latin est la suivante : « Son excellence François-Joseph, empereur et roi apostolique, lorsqu'ils visitèrent leurs pays en 1852 et 1857 vinrent avec une aide divine pour cette église et sa rénovation avec son excellence l'impératrice Élisabeth, ils contribuèrent religieusement, avec clémence et généreusement. »

### Košice, ville de pèlerinage

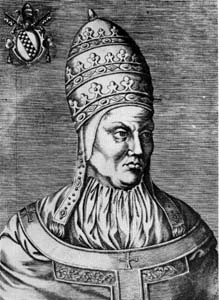
Le pape Boniface IX érigea Košice en ville de pèlerinage

À l'origine, l'église ne fut pas construite comme une cathédrale. Sa conception dépasse celle de la cathédrale d'Eger, le siège du diocèse. La curie romaine a régulièrement encouragé l'accélération de la construction. Le pape Boniface IX publia une bulle d'indulgence en 1402, qui est en outre la plus ancienne source écrite conservée sur la cathédrale. La bulle évoque Košice et son église comme ville de pèlerinage, « dans laquelle est le glorieux sang de notre seigneur Jésus Christ, présence miraculeuse d'une manière immémoriale et dans laquelle se sont cumulées une grande quantité de non-croyants des Valaques voisins et Ruthènes souvent il s'y passe des miracles et beaucoup de ces non-croyants de la clémence de Dieu sont entrés et chaque jour entrent dans la vraie croyance ». L'objectif de la bulle était de pardonner les péchés de celui qui effectuait un pèlerinage dans le temple de Košice et qui participait financièrement à son achèvement. Les pèlerins devaient recevoir la même absolution que celle reçue dans la Basilique Saint-Marc à Venise ou la Portioncule à Assise. Košice et son église peuvent donc être comparés aux autres villes de pèlerinage de l'époque : Rome, Aix-la-Chapelle, Kolín, Mayence, Saint-Jacques-de-Compostelle ou Oradea. À propos des reliques du saint-sang, aucune source ne nous est parvenue. On estime que la tradition de pèlerinage se termina à l'époque des guerres de religions et de la Réforme. Dans la cure, on conserva cependant une peinture baroque du XVIIe siècle qui représente la création des reliques de Košice en versant du vin consacré sous la forme du corps du Christ.

### Centre de l'art gothique
La cathédrale Sainte-Élisabeth est une œuvre au caractère suprarégional dont la valeur artistique rayonna principalement sur l'art de la Haute-Hongrie du Moyen Âge tardif. Le chantier de l'édifice réclama une concentration d'organisation d'artisans, architectes, sculpteurs, peintres et autres artistes. Dans les ateliers du chantier, se sont croisés des contremaitres liés à de nombreuses villes européennes comme Wrocław en Silésie, Prague en Bohême et Cracovie en Petite-Pologne qui enrichirent l'édifice de nombreux détails architecturaux comme les portails et leur décoration sculptée qui représente l'apport principal de la cathédrale à l'art en Slovaquie au milieu du XVe siècle. Autour du temple de Košice, s'est donc crée à l'époque du gothique tardif un large cercle artistique, qui fut spécifiquement imbriqué dans le développement des foyers centre-européens du style gothique avec des notions suggestives de la renaissance montante, arrivant aux portes de la capitale du royaume Buda.
Le chantier en lui-même entraîna la construction de deux bâtiments adjacents complémentaires sans lesquels la ville n'aurait pas eu d'église centrale en fonction durant toute la durée du chantier, soit un peu plus de 100 ans. La Chapelle Saint-Michel et la Tour Urban font ainsi partie du complexe de la cathédrale et présentent une réelle valeur artistique.
Les contremaîtres du cercle artistique de Košice travaillèrent également dans d'autres villes de Hongrie(Buda, Diósgyőr, Bardejov) où on les retrouvera aussi bien sur des chantiers d'œuvres religieuses et civiles. Les églises de Prešov, Sabinov, Rožňava et Moldava nad Bodvou furent construites sur le modèle de Košice. La tribune royale devint le modèle de projets similaires dans l'église Saint-Jacques à Levoča et 
église Saint Égide à Bardejov. L'impact des artisans de Košice se ressent dans d'autres églises en Pologne, Hongrie et Roumanie dans la région de Transylvanie à Brașov Cluj et Sibiu.
Avec le même enthousiasme que le chantier de construction de l'église, le conseil communal de Košice entreprit la réalisation du retable de sainte Élisabeth, retable principal de l'édifice. Il possède la surface peinte la plus étendue d'Europe avec 48 peintures. Il fut le modèle d'autres retables dans la région, par exemple le retable de sainte Élisabeth à Bardejov. Les statues du rentable principal présentent beaucoup de similitudes avec les travaux de Nicolas Gerhaert de Leyde à Constance dans le sud de l'Allemagne (Pays de Bade) et avec le cercle artistique souabe. Le style du retable a été repris par Ján Weiss lors de la réalisation du retable principale de la Concathédrale Saint-Nicolas de Prešov. Son expressivité dramatique dépasse le cadre d'un style esthétique et apportent rapidement une nouvelle orientation à l'art européen.

### Mythe romantique du temple gothique

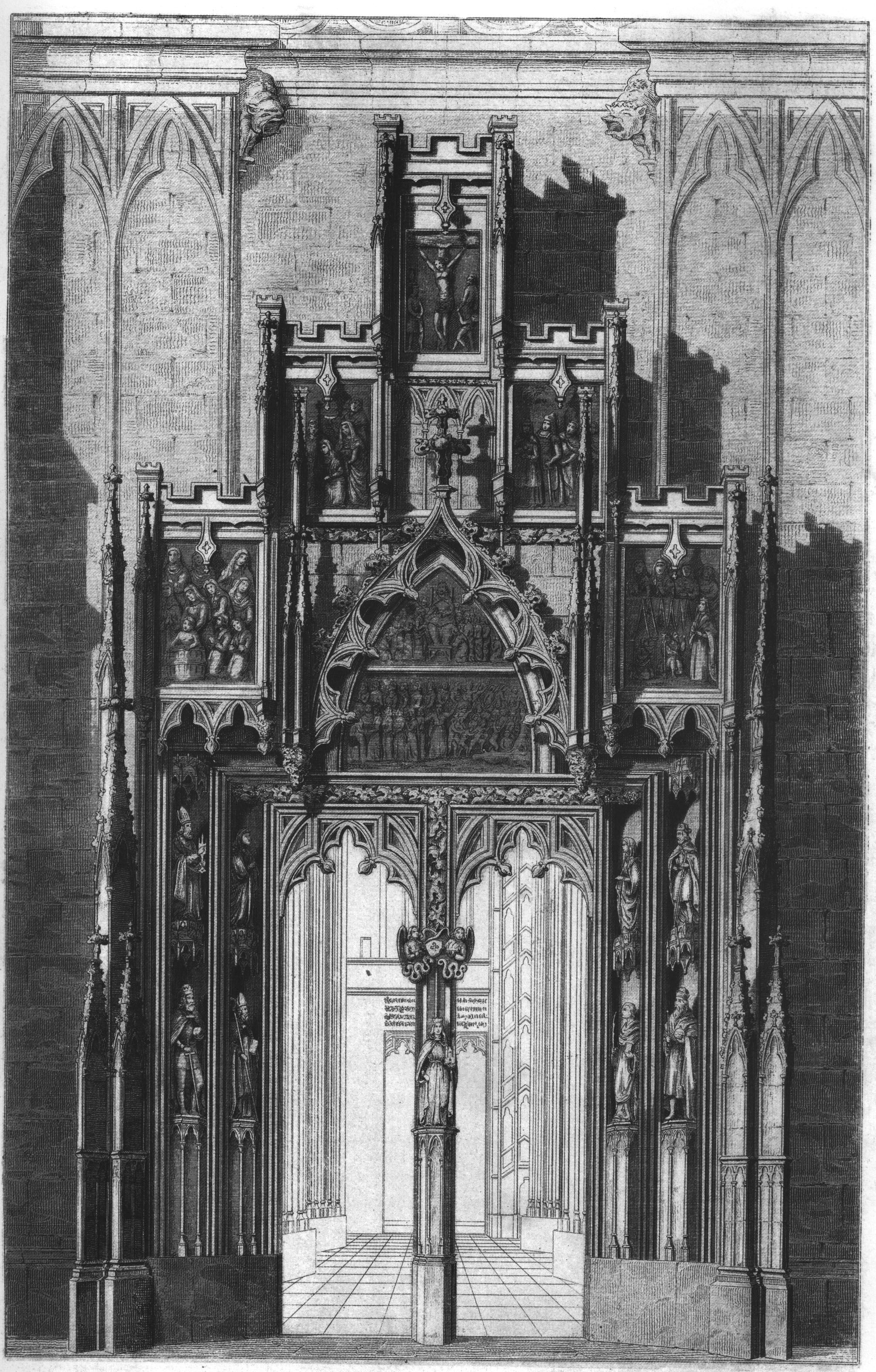
Croquis de style romantique du portail nord par Imre Henszlmann

La cathédrale Sainte-Élisabeth, principale construction du gothique flamboyant hongrois est devenue au XIXe siècle objet d'intérêt des intellectuels romantiques. L'admiration et l'étude sur la cathédrale débutèrent avec l'originaire de Košice Imre Henszlmann en 1846 avec la publication d'une monographie sur les églises du Moyen Âge de la ville. L'œuvre Kassa városának ó-német stylű templomairól (« Les églises de Košice de style vieux allemand ») offrira à Henszlmann le titre de fondateur des sciences artistiques et de la rénovation des monuments en Hongrie. À partir de 1872, il remplit la fonction de secrétaire de la « Commission hongroise provisoire des monuments », qui eut pour principales activités la restauration et la rénovation de la cathédrale de Košice entre 1877 et 1896. Le chantier fut supervisé par l'architecte autrichien Friedrich von Schmidt qui travailla 15 ans à l'achèvement de la cathédrale de Cologne et à la même époque que la restauration de la cathédrale de Košice, il conduisit les travaux de restauration de la cathédrale Saint-Étienne de Vienne et du château de Karlštejn en Bohême. Son élève Imre Steindl fut l'auteur des remaniements dans un esprit puriste. Avant de se consacrer à la cathédrale Sainte-Élisabeth, il restaura le château de Hunedoara en Transylvanie et fut le concepteur de bâtiments néoRenaissance à Budapest (Nouvel Hôtel de ville, Palais de la chambre de commerce et d'industrie). Sur le territoire de la Slovaquie actuelle les édifices de Bardejov et Spišská Nová Ves furent rénovés sous l'autorité de ce dernier. Son œuvre la plus importante reste cependant le parlement néogothique de Budapest.
Dans les années 1880-1896, le conducteur des travaux fut l’architecte viennois Fridrich Wilhelm Fröde. Dans de nombreux articles de la presse quotidienne et dans des revues spécialisées, il témoigna de l'avancée des travaux. Après la fin des travaux, la cathédrale devint un exemple des manuels scolaires pour la rénovation des monuments en Hongrie. La cathédrale fut présentée comme représentant la norme du style hongrois au Moyen Âge, un romantisme orienté par le nationalisme. Une grande attention fut apportée en 1906 à la construction de la nouvelle crypte destinée à accueillir les restes du prince hongrois François II Rákóczi. Elle fut réalisée par un architecte de Budapest Frigyes Schulek qui fut rendu célèbre par la rénovation néogothique de l'église Matthias de Budapest et le bastion des pêcheurs de Budapest. En Slovaquie, il a travaillé sur l'hôtel de ville de Levoča, la reconstruction de l'église des franciscains de Bratislava et a rendu son caractère gothique à la tour de la principale église de Prešov, la concathédrale Saint-Nicolas.
La valeur certaine de la cathédrale et sa singularité parmi les autres constructions de la ville se sont reflétées sur le développement d'un style historique local dans l'architecture néogothique de Košice. Une étude de l'architecture de la cathédrale a influencé les architectes locaux dans leurs réalisations futures. Vitézov dom sur la rue Hlavná est le premier palais urbain à façade néogothique de Hongrie. En 1860 le Makranského nájomný dom sur la rue Rooseveltová le suivi. Pour la construction du palais Jakabov, on utilisa une partie des anciennes gargouilles de la cathédrale qui se sont intégrées dans la façade de cette bâtisse de style romatico-éclectique. D'autres parties architecturales furent utilisées comme sépulture et décoration au cimetière, parfois même comme décorations dans des jardins privés.

### Légendes liées à la cathédrale

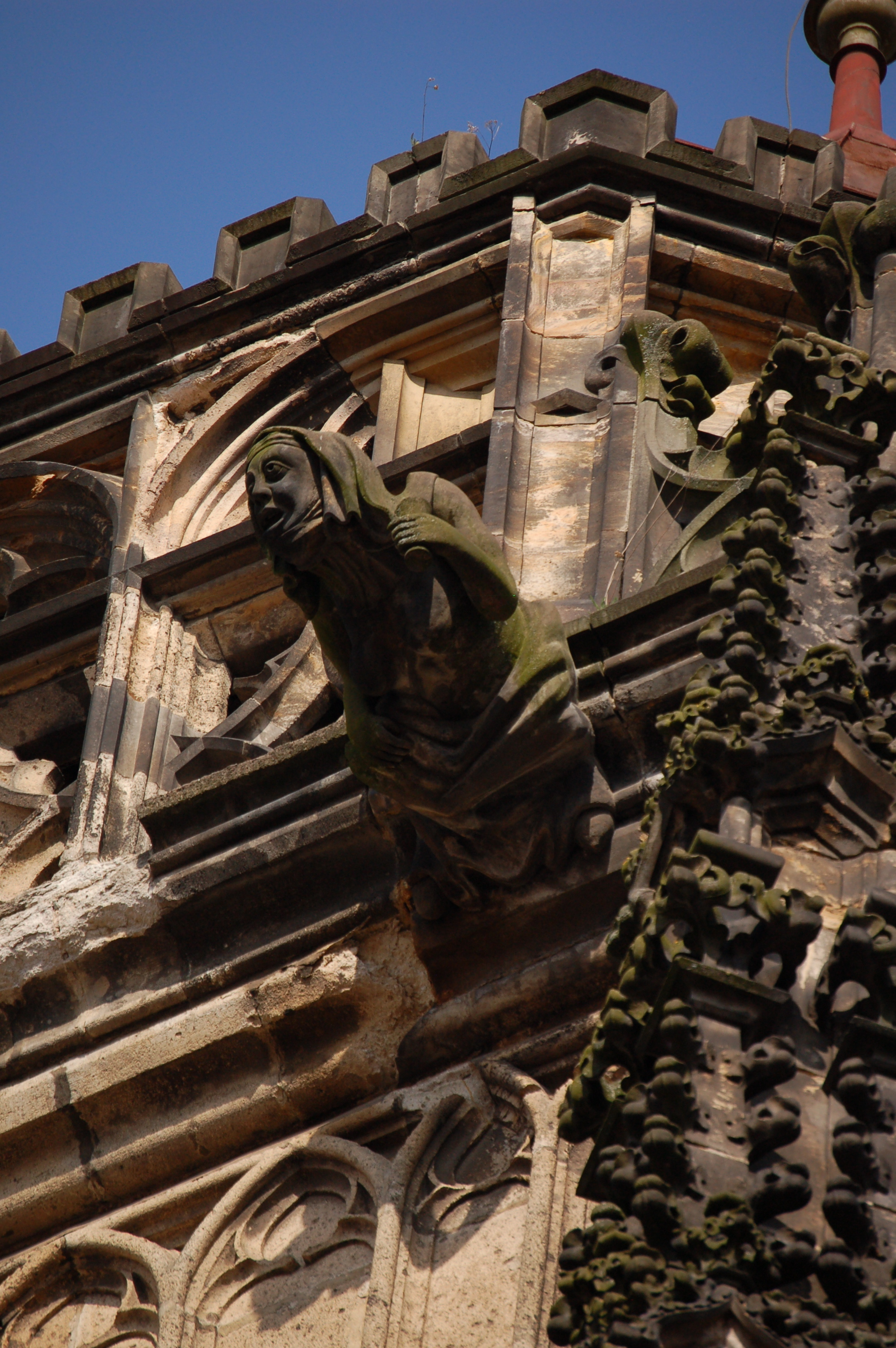
Gargouille représentant une femme aux yeux globuleux

Avec le temps, un certain nombre de légendes sont nées autour de l'église. La plupart d'entre elles ont leurs racines encrées dans le Moyen Âge et l'époque de la construction de l'édifice. La construction d'un chantier si complexe, s'étalant sur plus d'un siècle, donna naissance à la légende de la pierre creuse, une pierre placée par les bâtisseurs à un endroit inconnu, de telle manière que si on la retirait, elle provoquerait l'effondrement de tout l'édifice.
L'une des gargouilles de la tour Matthias est également pourvue de légendes. Il est intéressant de constater qu'à la différence des autres, elle ne présente pas une forme zoomorphique mais une femme aux yeux globuleux, tenant un verre et, de l'autre main, dissimulant une bouteille. On raconte que le contremaître de la tour Mathias a ainsi représenté sa femme alcoolique. Comme elle lui faisait honte, il la laissa cracher éternellement l'eau de pluie de la tour.
Il existe aussi une légende relative à la lanterne du roi Mathias, qui aurait un pouvoir miraculeux : toute personne inculpée de vol se fourrant dans la lanterne serait acquittée. La tour Mathias ne serait pas terminée à cause de la chute de l'un des bâtisseurs, ce qui aurait été interprété comme un mauvais signe.
La tradition à Košice de célébrer le sang du Christ est également liée à une légende. Celle-ci apparut lors d'un office du dimanche lorsque le prêtre inattentif après avoir trébuché versa la coupe de vin consacré sur le sol où se dessina une image de la passion du Christ. Certains croyants auraient entendu les gémissements du Christ,.

### La cathédrale dans les arts

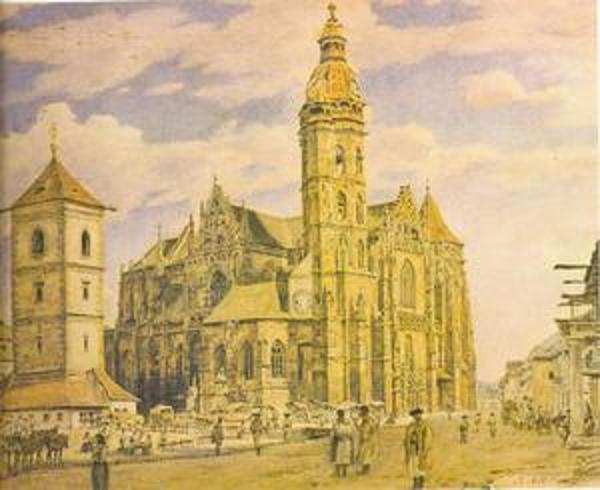
Place devant la cathédrale de Košice par Jakub Alt, 1839

Les plus anciennes vedutas de la ville de Košice à la fin du XVIe siècle et début XVIIe siècle représentent la cathédrale comme construction principale de la ville. Les beaux-arts ont fait de la cathédrale un objet de plastification à l'époque de l'épanouissement du romantisme et historicisme du peintre Jakob Alt. Sur deux aquarelles, La cathédrale de Košice et Place devant la cathédrale de Košice de 1839, il fixe les recoins autour de la cathédrale avec de nombreux détails architecturaux et la vie citadine autour de celle-ci.

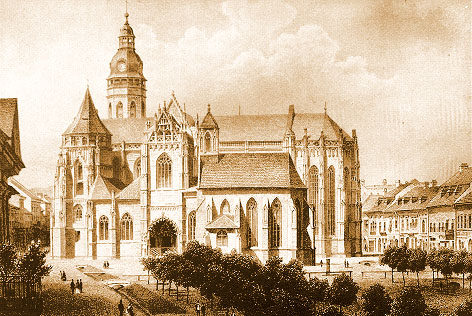
La cathédrale par Ludwig Rohbock, 1857.

Une représentation fidèle de la cathédrale dans l'état avant sa grande reconstruction est une sidérographie de l'illustrateur originaire de Nuremberg Ludwig Rohbock, publiée dans l'ouvrage Ungarn und Siebenburgen in Malerischen Original-Ansichten (Darmstadt 1856-1863). Le représentant local du romantisme František Klimkovič est l'auteur de l'aquarelle Rue principale de Košice (1886) avec une vue de la cathédrale depuis le sud. Les représentants de l'avant-garde de l'entre-deux-guerres ont aussi été inspirés par le motif de la perle gotique de Košice (Eugen Krón Cours de la maison N°7 de la rue Orlej - 1942, Elemír Halász-Hradil Soir devant la cathédrale de Košice - 1943, Janko Alexy Cathédrale de Košice - 1942). On peut encore citer une représentation classique de la cathédrale de 1970, Vue sur la cathédrale de Košice depuis le sud, par Ľudovít Feld.
La cathédrale fut décrite en prose dans le roman récit de voyage de Daniel Speer au début de la seconde moitié du XVIIe siècle.
Sándor Márai, écrivain hongrois mondialement connu originaire de Košice, manifeste son estime pour la cathédrale. Dans un roman autobiographique, il exprime la disproportion entre la cathédrale et les autres constructions de la ville lorsqu'il écrit que l'édifice le « terrorise un peu ». « Ces cathédrales se construisaient avec une telle volonté et humilité, qui ne veut pas subjuguer la terre mais extérioriser, pas dominer mais guider » écrivit Márai dans son œuvre Kassai őrjárat (Parcours cassovien - 1941).

### La cathédrale dans l'archidiocèse de Košice aujourd'hui
L'édifice est aujourd'hui la principale église de l'archidiocèse de Košice et l'église paroisiale de la paroisse de Sainte-Élisabeth à Košice.
Chaque année, on y célèbre trois fêtes chrétiennes pour tout le diocèse, le Jeudi saint, la saint André patron de l'archidiocèse et les saints martyrs de Košice. Une célébration particulière est également faite le 17 novembre, jour de la mort de Sainte-Élisabeth la patronne de la paroisse et dont les reliques sont conservées dans un reliquaire baroque du trésor de l'église. Les jours ordinaires, trois messes sont célébrées en slovaque et sept messes les dimanches dont une en latin et une en hongrois. La télévision publique slovaque retransmet régulièrement la messe de Noël depuis la cathédrale de Košice.
La cathédrale est le lieu de concert de la philharmonie d'État de Košice et du « festival international d'orgue Ivan Sokol » en septembre.
L'édifice est accessible au public. Les visites de la tour Sigismond avec l'exposition des cloches et des systèmes d'horlogerie, la crypte de François II Rákóczi et la tribune royale avec les escaliers en colimaçon liés sont payantes ainsi que la visite de la Chapelle Saint-Michel à proximité immédiate.
L'église arriva en première position dans une enquête organisée par le centre d'information touristique auprès des habitants pour élire les sept merveilles de Košice et sa patronne devint un an plus tard la plus grande cassovienne de tous les temps dans une enquête similaire.

## Source
- (sk) Cet article est partiellement ou en totalité issu de l’article de Wikipédia en slovaque intitulé « Dóm svätej Alžbety » (voir la liste des auteurs).